# Liste der Biografien/The
Liste der Biografien |
Portal Biografien |
Personensuche
# |
A |
B |
C |
D |
E |
F |
G |
H |
I |
J |
K |
L |
M |
N |
O |
P |
Q |
R |
S |
T |
U |
V |
W |
X |
Y |
Z |
?
 
Ta |
Tc |
Te |
Tf |
Tg |
Th |
Ti |
Tj |
Tk |
Tl |
Tm |
To |
Tq |
Tr |
Ts |
Tu |
Tv |
Tw |
Tx |
Ty |
Tz
 
Tha |
The |
Thi |
Thj |
Thn |
Tho |
Thr |
Thu |
Thw |
Thy
Die Liste der Biografien führt alle Personen auf, die in der deutschsprachigen Wikipedia einen Artikel haben. Dieses ist eine Teilliste mit 1103 Einträgen von Personen, deren Namen mit den Buchstaben „The“ beginnt.

## The
- The Barbarian (* 1958), tongaischer Wrestler
- The Big Bopper (1930–1959), US-amerikanischer Rock’n Roll-MusikerThe Big Bopper (1930–1959)

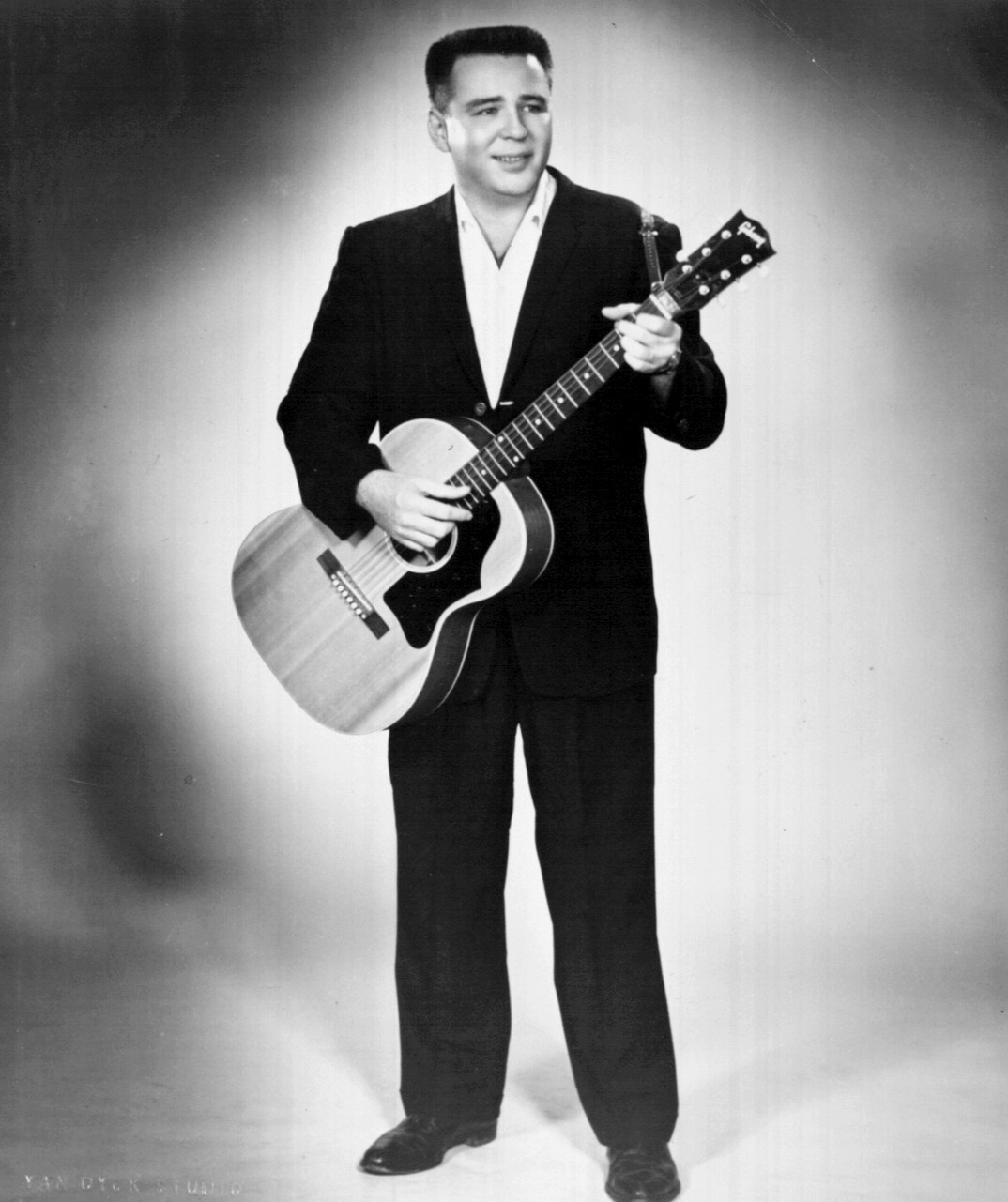
The Big Bopper (1930–1959)

- The Blessed Madonna (* 1977), US-amerikanischer Pop- und R&B-Musiker
- The D.O.C. (* 1968), US-amerikanischer Rapper
- The Duc Ngo (* 1974), deutscher Koch
- The Egyptian Lover (* 1963), US-amerikanischer Hip-Hop-Musiker
- The Enigma, Musiker und Performance-Künstler
- The Game (* 1979), US-amerikanischer Rapper
- The Gaslamp Killer (* 1982), amerikanischer Produzent von Hip-Hop und elektronischer Musik und DJ
- The Great Kat (* 1966), US-amerikanische Metal-Gitarristin und Violinistin
- The Green Man, deutscher Musiker, Produzent und DJ
- The Hacker, französischer DJ und Produzent für elektronische Musik
- The Honky Tonk Man (* 1953), US-amerikanischer Wrestler
- The Japanese House (* 1995), englische Elektropopmusikerin
- The King (* 1968), britischer Sänger
- The Lady of Rage (* 1968), US-amerikanische Rapperin und Schauspielerin
- The Losen, Anton (1814–1888), preußischer Generalmajor und Kommandeur der 11. Feldartillerie-Brigade
- The Losen, Julius (1812–1882), preußischer Textilunternehmer und Landrat
- The Losen, Walter (1880–1919), deutscher Verwaltungsbeamter und Landrat des Kreises Eupen und des Landkreises Mayen
- The Mad Stuntman (* 1967), Sänger aus Trinidad und Tobago
- The Marble Man (* 1987), deutscher Folkpop-Musiker und Singer-Songwriter
- The Micronaut (* 1976), deutscher Musiker
- The Miz (* 1980), US-amerikanischer Wrestler
- The Nightwatchman, US-amerikanischer Musiker
- The Notorious B.I.G. (1972–1997), US-amerikanischer RapperThe Notorious B.I.G. (1972–1997)
- The Prince Karma, Musikproduzent

The Notorious B.I.G. (1972–1997)

- The Rev (1981–2009), US-amerikanischer Musiker und Songwriter
- The Rootsman (* 1965), britischer Musiker und DJ
- The Royals (* 1989), deutscher Musikproduzent und Songwriter
- The Sheik (1924–2003), US-amerikanischer Wrestler
- The Timewriter (* 1970), deutscher DJ und Produzent im Bereich der elektronischen Tanzmusik
- The Toxic Avenger (* 1982), französischer DJ
- The Vivienne (1992–2025), britische Dragqueen
- The Weeknd (* 1990), kanadischer Contemporary-R&B-MusikerThe Weeknd (* 1990)

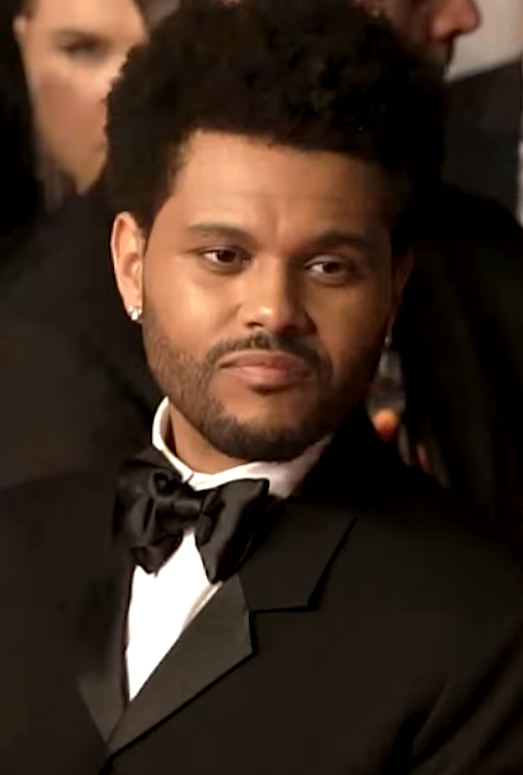
The Weeknd (* 1990)

- The White Buffalo (* 1974), US-amerikanischer Countryfolkmusiker
- Thé, Marius (1871–1915), französischer Radrennfahrer, Schrittmacher und Motorradrennfahrer
- The, Monika (1940–2020), deutsche Übersetzerin
- Thé, Tjong-Khing (* 1933), niederländischer Illustrator
- The-Dream (* 1977), US-amerikanischer R&B-Sänger und Songwriter

### Thea
- Thea Imani Sturludóttir (* 1997), isländische Handballspielerin
- Theagenes, Politiker im antiken Griechenland
- Theagenes von Rhegion, griechischer Dichter
- Theaitetos († 369 v. Chr.), griechischer Mathematiker
- Theaker, Daniel (* 1967), kanadischer Komponist
- Theaker, Deborah (* 1964), kanadische Schauspielerin
- Theaker, Thomas Clarke (1812–1883), US-amerikanischer Politiker
- Theakston, Will (* 1984), britischer ehemaliger Schauspieler
- Theal, George McCall (1837–1919), britischer Historiker
- Theander, David (1892–1985), schwedischer Schwimmer
- Theano, Ehefrau des Pythagoras
- Theard, Sam (1904–1982), amerikanischer Sänger, Songwriter und Schauspieler
- Theart, ZP (* 1975), südafrikanischer Rock- und Metal-SängerZP Theart (* 1975)

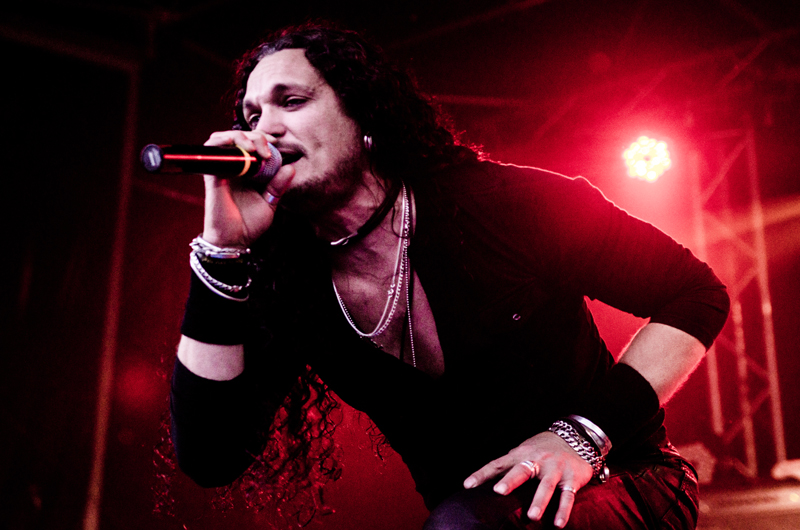
ZP Theart (* 1975)

- Théas, Pierre-Marie (1894–1977), französischer Geistlicher, römisch-katholischer Bischof von Tarbes und Lourdes
- Theate, Arthur (* 2000), belgischer Fußballspieler
- Theato, Diemut (* 1937), deutsche Politikerin (CDU) und Dolmetscherin, MdEP
- Theato, Franz (1886–1984), deutscher Kommunalpolitiker (SPD)
- Théato, Michel (1878–1923), luxemburgischer Marathonläufer
- Théaulon, Emmanuel (1787–1841), französischer Dramatiker und Librettist
- Théaux, Adrien (* 1984), französischer Skirennläufer

### Theb
- Theba, Antonio († 2006), griechischer Opernsänger (Tenor)
- Theba, Iqbal (* 1963), pakistanisch-amerikanischer SchauspielerIqbal Theba (* 1963)

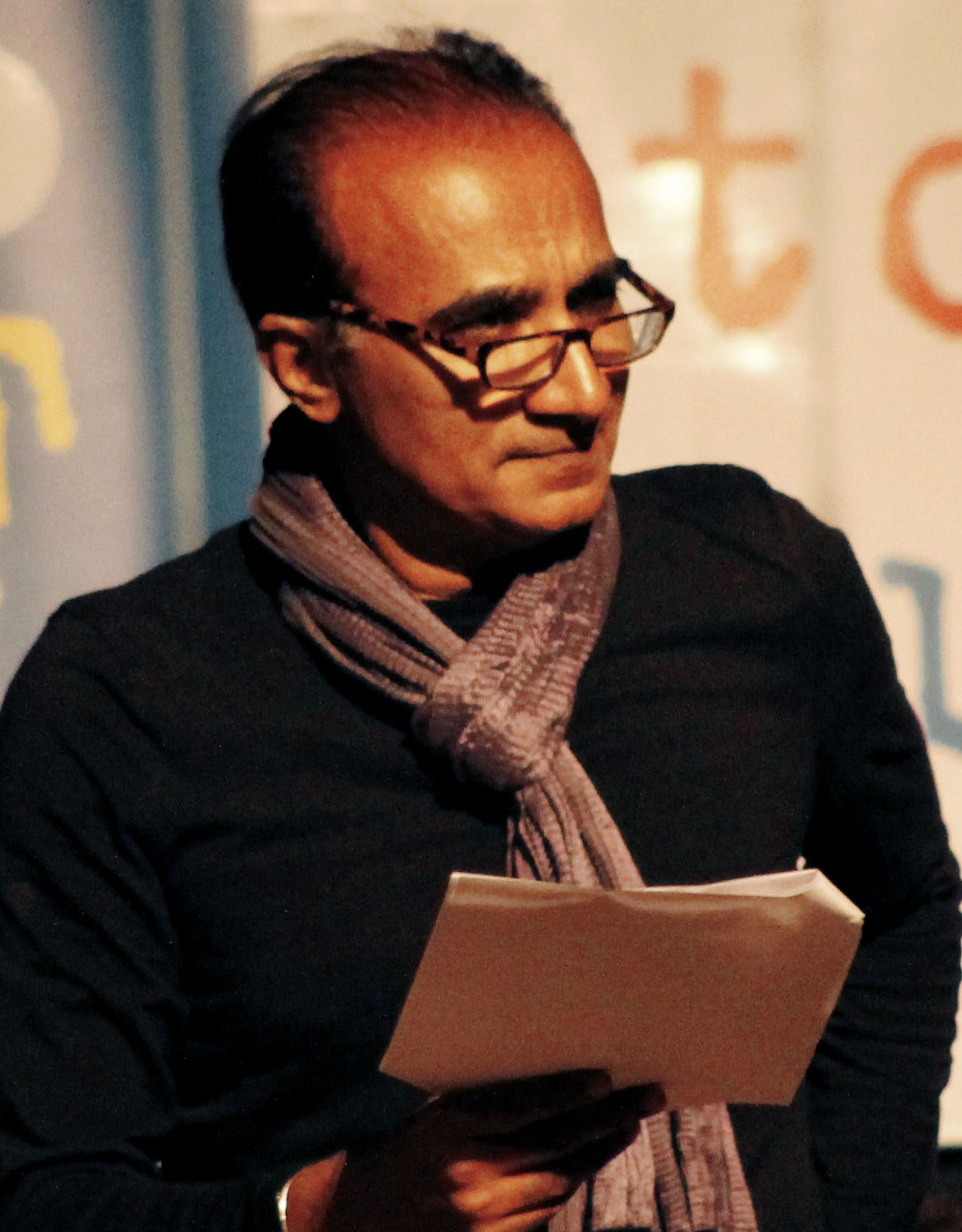
Iqbal Theba (* 1963)

- Thébault, Victor (1882–1960), französischer Mathematiker
- Thebe, Baboloki (* 1997), botswanischer Leichtathlet
- Theben, Margot (1935–2024), deutsche Politikerin (SED, PDS), MdL
- Théberge, François (* 1963), kanadischer Jazzmusiker (Saxophon, Komposition, Arrangement)
- Théberge, Gerry (1930–2000), kanadischer Eishockeyspieler
- Theberge, Greg (* 1959), kanadischer Eishockeyspieler
- Thebes, Bernhard (1928–2010), deutscher Ordensgeistlicher und Abt
- Thebesius, Adam (1596–1652), deutscher Pfarrer und Kirchenlieddichter
- Thebesius, Adam Christian (1686–1732), deutscher Anatom, Namensgeber für einige Herzteile
- Thebesius, Adam Samuel (1739–1808), deutscher Arzt und Publizist
- Thebesius, Daniel Gottlob (1707–1757), deutscher Mediziner und Kommunalpolitiker
- Thebesius, Georg (1636–1688), deutscher Jurist und Schriftsteller
- Thebesius, Johann Ehrenfried (1717–1758), deutscher Arzt
- Thebis, Hansgünter (* 1925), deutscher Schriftsteller
- Thebom, Blanche (1915–2010), US-amerikanische Opernsängerin (Mezzosopran/Alt)
- Theby, Rosemary (1892–1973), US-amerikanische Schauspielerin

### Thec
- TheColorGrey (* 1994), belgischer Rapper und Sänger

### Thed
- Theda Ukena (1432–1494), ostfriesische Gräfin, durch Heirat Gräfin und später Regentin von OstfrieslandTheda Ukena (1432–1494)

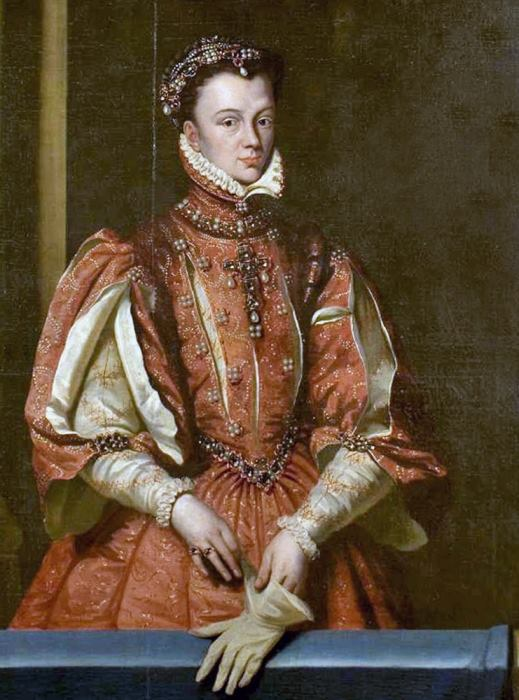
Theda Ukena (1432–1494)

- Thede, Marian (* 1966), rumänischer Basketballtrainer
- Theden, Dietrich (1857–1909), deutscher Schriftsteller
- Theden, Johann Christian Anton (1714–1797), preußischer Militärarzt, Chirurg und Naturforscher
- Thedieck, Franz (1900–1995), deutscher Politiker (CDU) und Intendant des Deutschlandfunks
- Thedieck, Franz (1947–2017), deutscher Rechtswissenschaftler
- Thedieck, Kathrin (* 1977), deutsche Biowissenschaftlerin und Hochschullehrerin
- Thedim, Jose Ferreira (1892–1971), portugiesischer Bildhauer
- Thedmar, Arnold Fitz (* 1201), Großkaufmann, Ältermann in London
- Thedsen, Otto (1886–1949), deutscher Konteradmiral (Ing.) der Kriegsmarine
- Thedy, Max (1858–1924), deutscher Maler, Zeichner und Radierer
- Thedy, Robert (1889–1971), deutscher Landrat

### Thee
- Thee, Jürgen (1900–1980), deutscher Politiker (CDU), MdL
- Thee, Mbiganyi (* 1962), botswanischer Mittelstreckenläufer
- Thee, Stephan (* 1988), deutscher Fußballspieler
- Theed, William der Jüngere (1804–1891), englischer Bildhauer
- Theede, Christian (* 1972), deutscher Regisseur und AutorChristian Theede (* 1972)

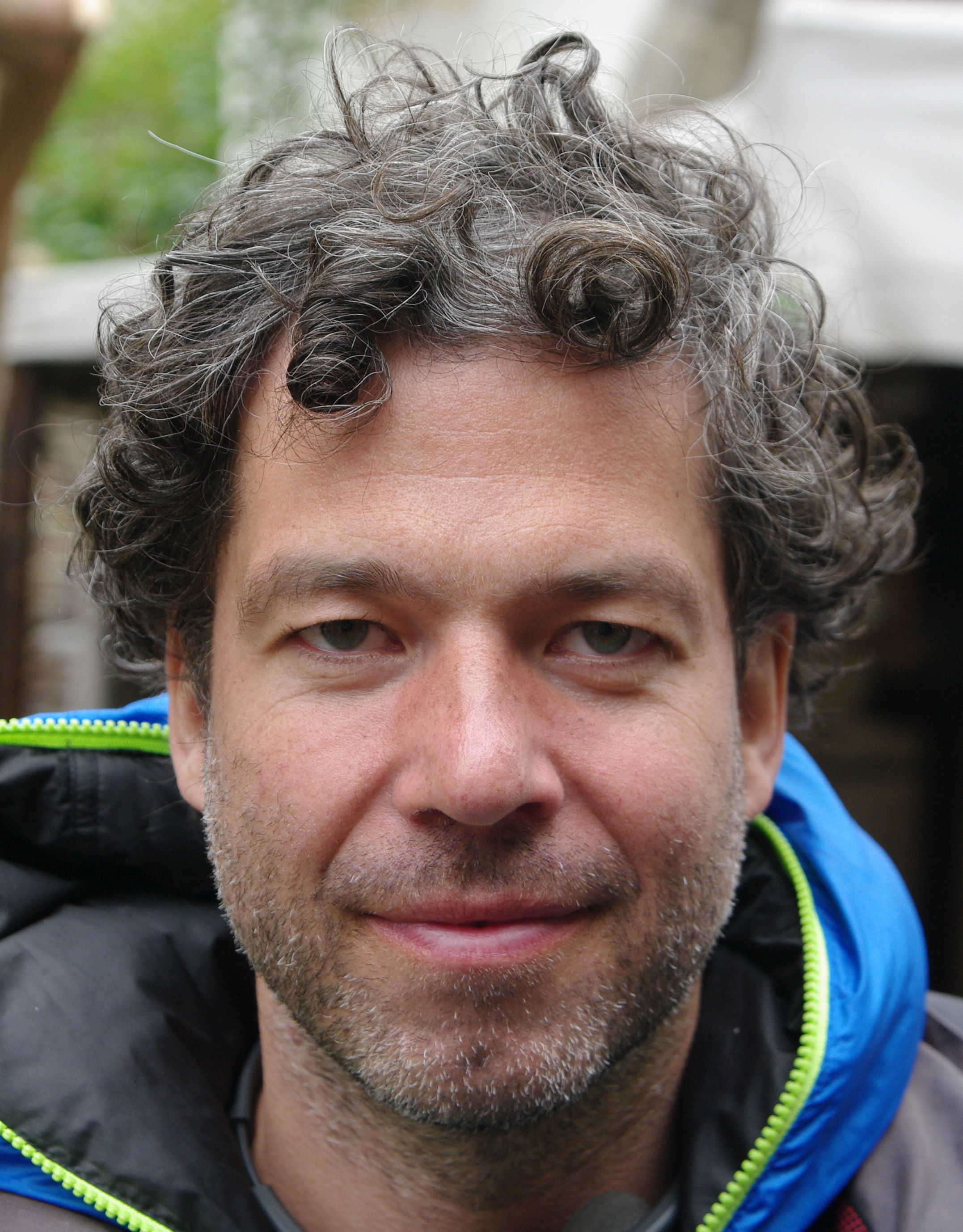
Christian Theede (* 1972)

- Theede, Johann (1876–1934), deutscher Architekt
- Theede, Kai-Uwe (* 1964), deutscher Jurist, Präsident des OLG Rostock
- Theede, Michael (* 1975), deutscher Konzertpianist, Kultur- und Medienmanager und Hochschullehrer
- Theek, Bruno (1891–1990), deutscher Pfarrer und Schriftsteller
- Theek, Ingeborg († 2011), deutsche Schauspielerin
- Theek, Julia (* 1966), deutsche Künstlerin und Filmemacherin
- Theekawin Chansri (* 2004), thailändischer Fußballspieler
- Theekshana, Maheesh (* 2000), sri-lankischer Cricketspieler
- Theel, Otto (* 1940), deutscher Politiker (SED, PDS, Die Linke), MdL
- Theel, Torsten (* 1959), deutscher Künstler und Metallgestalter
- Theele, Heike (* 1964), deutsche Leichtathletin
- Theele, Joseph (1889–1944), deutscher Bibliothekar und einer der Begründer der wissenschaftlichen Einbandkunde
- Theen, Lutz (1913–2001), deutscher Landschaftsmaler
- Theen-Pontoppidan, Hedda (1912–2013), deutsche Malerin und Restauratorin
- Theer, Adolf (1811–1868), österreichischer Maler und Lithograf
- Theer, Albert (1815–1902), österreichischer Maler und Lithograf
- Theer, Otakar (1880–1917), tschechischer Dichter, Schriftsteller, Dramaturg und Übersetzer
- Theer, Paul (1902–1973), österreich-ungarischer Architekt
- Theer, Robert (1808–1863), österreichischer Maler und Lithograf
- Theer, Thekla († 1871), österreichische Kunststickerin
- Theerachai Ngamcharoen (* 1983), thailändischer Fußballspieler
- Theerachai Thampian (* 1987), thailändischer Fußballspieler
- Theerapat Kaewphung (* 2000), thailändischer Fußballspieler
- Theerapat Laohabut (* 1999), thailändischer Fußballspieler
- Theerapat Sonjai (* 2000), thailändischer Fußballspieler
- Theerathon Bunmathan (* 1990), thailändischer Fußballspieler
- Theerawat Pinpradub (* 1984), thailändischer Fußballspieler
- Theerawesin Seehawong (* 1980), thailändischer Fußballspieler und -trainer
- Theerayut Duangpimy (* 1982), thailändischer Fußballspieler
- Thees, Kristian (* 1966), deutscher Hörfunkmoderator
- Thees, Marion (* 1984), deutsche Skeletonpilotin
- Thees, Olaf (* 1958), deutscher Politiker (CDU), MdVK, MdB
- Theessink, Hans (* 1948), niederländischer Bluesmusiker
- Theeuwes, Janus (1886–1975), niederländischer Bogenschütze
- Theeuwes, Marcellin (1936–2019), niederländischer Ordensgeistlicher, Generalminister der Kartäuser
- Theewen, Eckhard M. (* 1959), deutscher Rechtswissenschaftler, Historiker und Publizist
- Theewen, Gerhard (* 1955), deutscher Künstler
- Theewes, Lodeweijk, flämischer Cembalobauer

### Thef
- TheFatRat (* 1979), deutscher MusikproduzentTheFatRat (* 1979)

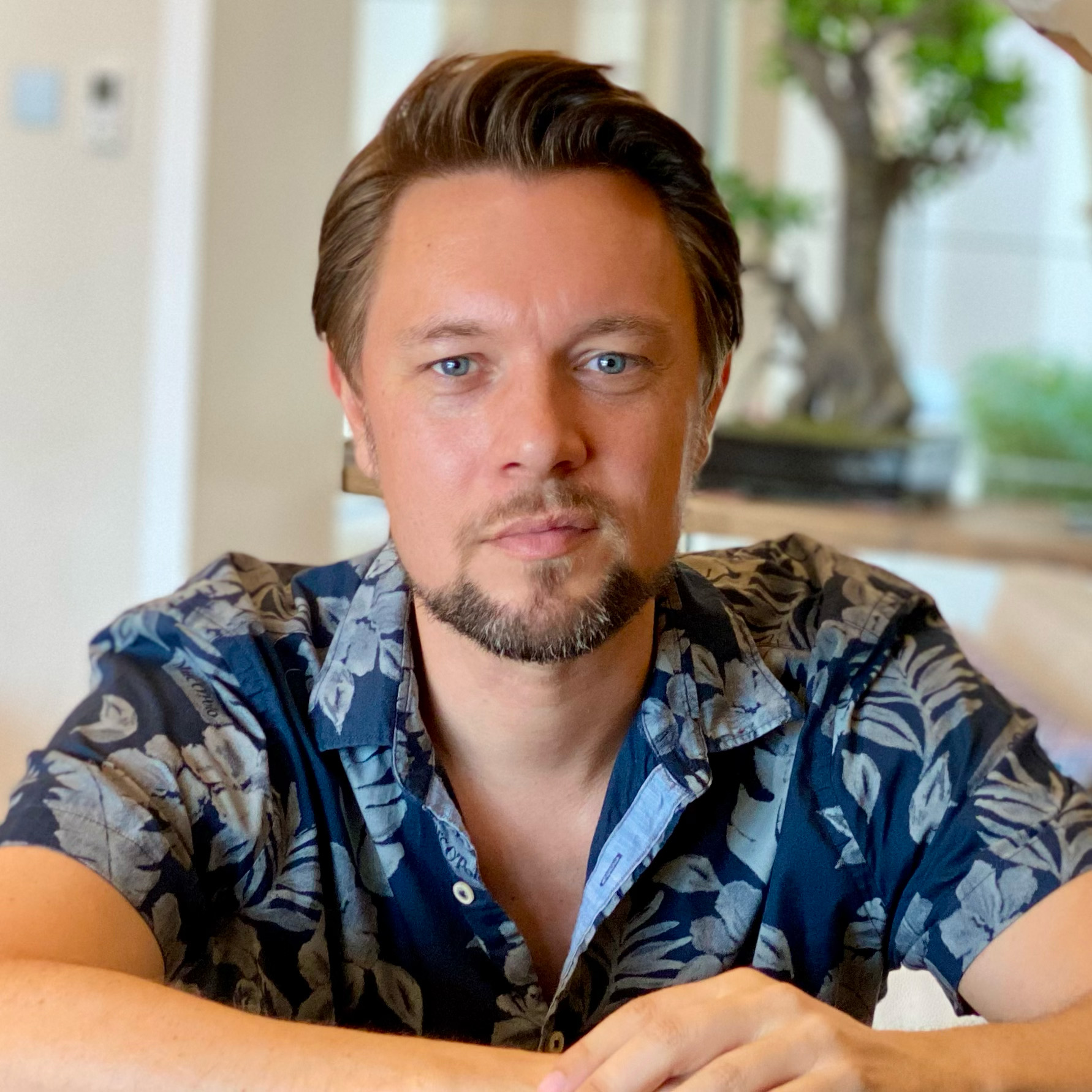
TheFatRat (* 1979)

### Theg
- Thega, Stephen (1946–2021), kenianischer Boxer
- Thegan, fränkischer Geistlicher; Biograf Ludwigs des Frommen
- Thegchog Dorje (* 1798), tibetischer Buddhist, vierzehnter Lama in der Inkarnationsreihe der Karmapas
- Thegen, Carl Christian (1883–1955), deutscher Laienmaler
- Thegen, Georg (1651–1729), deutscher Philosoph und Mathematiker
- Thegerström, Hilda (1838–1907), schwedische Pianistin, Komponistin und Musikpädagogin

### Thei
- Theil, Adelheid (* 1969), deutsche Schauspielerin
- Theil, Bernhard (* 1945), deutscher Historiker und Archivar
- Theil, Carl (1886–1945), deutscher Reformpädagoge und Universitätskurator
- Theil, Edmund (1913–2015), deutscher Kunsthistoriker und Autor
- Theil, Emil (1892–1968), deutscher Politiker (SPD), MdBB und Senator, MdB
- Theil, Fritz (1886–1972), deutscher Kapellmeister, Dirigent und Komponist
- Theil, Hans-Joachim (1909–1985), deutscher Dramaturg
- Theil, Henri (1924–2000), niederländischer Ökonometriker
- Theil, Julie Martin du, Schweizer Sängerin im Stimmfach Sopran
- Theil, Markus (* 1968), deutscher Sportjournalist und Kommentator
- Theil, Ria (* 1946), deutsche Politikerin (parteilos), MdL
- Theil, Walter († 2005), deutscher Kommunalpolitiker (SPD), Bürgermeister
- Theilacker, Walter (1903–1968), deutscher Chemiker; Rektor der Leibniz Universität Hannover (1957–1958)
- Theilade, Nini (1915–2018), dänische Balletttänzerin, Ballettchoreografin und Schauspielerin
- Theile, Albert (1904–1986), deutscher Kunsthistoriker, Autor, Übersetzer und Journalist
- Theile, Charlotte (* 1987), deutsch-schweizerische Journalistin und Autorin
- Theile, David (* 1938), australischer Schwimmer und Chirurg
- Theile, Friedrich (1814–1899), deutscher Revolutionär und Politiker, MdL Königreich Sachsen
- Theile, Friedrich Wilhelm (1801–1879), deutscher Mediziner
- Theile, Fritz (1884–1911), deutscher Radrennfahrer
- Theile, Hans (* 1971), deutscher Jurist und Hochschullehrer
- Theile, Herbert (1930–2022), deutscher Arzt und Humangenetiker
- Theile, Johann (1645–1724), deutscher Komponist und Musikpädagoge
- Theile, Johann-Dietrich (1793–1873), Firmengründer und Unternehmer
- Theile, Karl Gottfried Wilhelm (1799–1854), deutscher evangelischer Theologe und Hochschulprofessor
- Theile, Michele (* 1935), deutsch-italienischer Maler
- Theile, Paul (1919–2006), deutscher Lokalhistoriker und Sachbuchautor
- Theile, Richard (1913–1974), deutscher Physiker
- Theile, Rolf (* 1923), deutscher Fußballspieler
- Theile, Wolfgang (1937–2018), deutscher Romanist und Literaturwissenschaftler
- Theilen, Bernd (* 1945), deutscher Politiker (SPD), MdL
- Theilen, Curt (1893–1979), deutscher Verwaltungsjurist und Gerichtsdirektor
- Theilen, Ernst (* 1940), deutscher Jurist, Ministerialbeamter und Politiker (SPD)
- Theilen, Fritz (1927–2012), deutscher Widerstandskämpfer gegen den Nationalsozialismus
- Theilengerdes, Friedrich Wilhelm (1894–1949), deutscher Polizist
- Theiler, Arnold (1867–1936), schweizerisch-südafrikanischer Tierarzt
- Theiler, Daniel (* 1981), deutsch-türkischer Künstler, Architekt und Filmemacher
- Theiler, Florian (* 1980), deutscher Tänzer, Sänger (Tenor) und Musicaldarsteller
- Theiler, Friedrich (1748–1826), deutscher Bildhauer
- Theiler, Georges (* 1949), Schweizer Politiker
- Theiler, Gertrud (1897–1986), südafrikanische Parasitologin
- Theiler, Jan (* 1967), deutscher Performancekünstler und Musiker
- Theiler, Jorge (* 1964), argentinischer Fußballspieler
- Theiler, Luzius (1940–2023), Schweizer Politiker (LdU, Grüne)
- Theiler, Marius (* 1938), Schweizer Sprinter
- Theiler, Max (1899–1972), südafrikanisch-US-amerikanischer Bakteriologe und Nobelpreisträger Schweizer HerkunftMax Theiler (1899–1972)

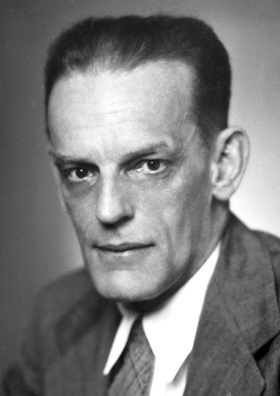
Max Theiler (1899–1972)

- Theiler, Peter (* 1956), Schweizer Theaterintendant
- Theiler, Richard (1841–1923), Schweizer Unternehmer
- Theiler, Thomas, Landeshauptmann von Wallis
- Theiler, Willy (1899–1977), Schweizer Klassischer Philologe
- Theiler, Yves (* 1987), Schweizer Jazzmusiker
- Theilhaber, Felix A. (1884–1956), deutscher Dermatologe, Schriftsteller und Zionist
- Theilheimer, Feodor (1909–2000), deutsch-US-amerikanischer Mathematiker
- Theilheimer, William (1914–2005), deutsch-US-amerikanischer Chemiker
- Theilig, Emely (* 2000), deutsche Handballspielerin
- Theilig, Falko (* 1992), deutscher Basketballspieler
- Theilig, Hans (1914–1976), deutscher Handballspieler
- Theilinger, Nicolai (* 1992), deutscher Handballspieler
- Theill, Gustav (1886–1963), deutscher Unternehmer und Politiker (CDU), MdL
- Theill, Gustav Adolf (1924–1997), deutscher Komponist und Musikwissenschaftler
- Theill, Karola, deutsche Pianistin und Liedbegleiterin
- Theill, Signe (* 1960), deutsche Installationskünstlerin
- Theillère, Jean-Claude (* 1944), französischer Radrennfahrer
- Theilmann, Bernhard (1949–2017), deutscher Lyriker, Verleger und Künstler
- Theilmann, Fritz (1902–1991), deutscher Bildhauer
- Theilmann, Rudolf (* 1942), deutscher Kunsthistoriker und Jazz-Schlagzeuger
- Theilvig, Victoria Kjær (* 2003), dänische Model und SchönheitsköniginVictoria Kjær Theilvig (* 2003)

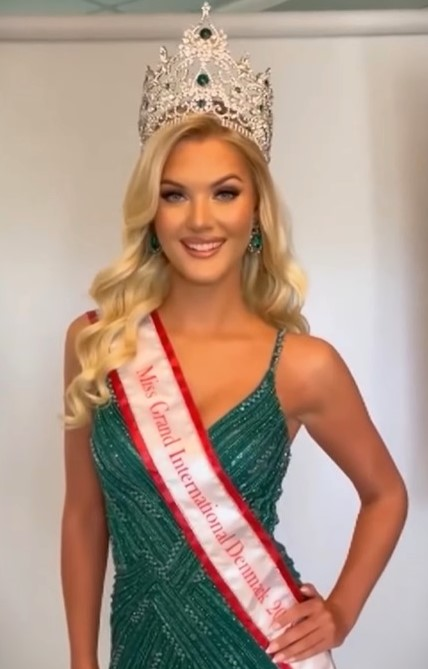
Victoria Kjær Theilvig (* 2003)

- Theimer, Axel (* 1946), US-amerikanischer Komponist, Dirigent, Chorleiter, Musikpädagoge und Sänger österreichischer Herkunft
- Theimer, Fritz (1891–1979), österreichischer Lehrer, Dirigent und Komponist
- Theimer, Gretl (1910–1972), österreichische Schauspielerin
- Theimer, John E. (1907–2001), US-amerikanischer Offizier, Generalmajor der US-Army
- Theimer, Reinhard (1948–2020), deutscher Leichtathlet und Olympiateilnehmer
- Theimer, Rudolf (1913–1978), deutscher SS-Oberscharführer und Kriegsverbrecher
- Theimer, Uwe (* 1944), österreichischer Dirigent und Komponist
- Theimer, Walter (1903–1989), deutscher Naturwissenschaftler und Sachbuchautor
- Thein Sein (* 1945), myanmarischer Politiker, Staatspräsident von MyanmarThein Sein (* 1945)

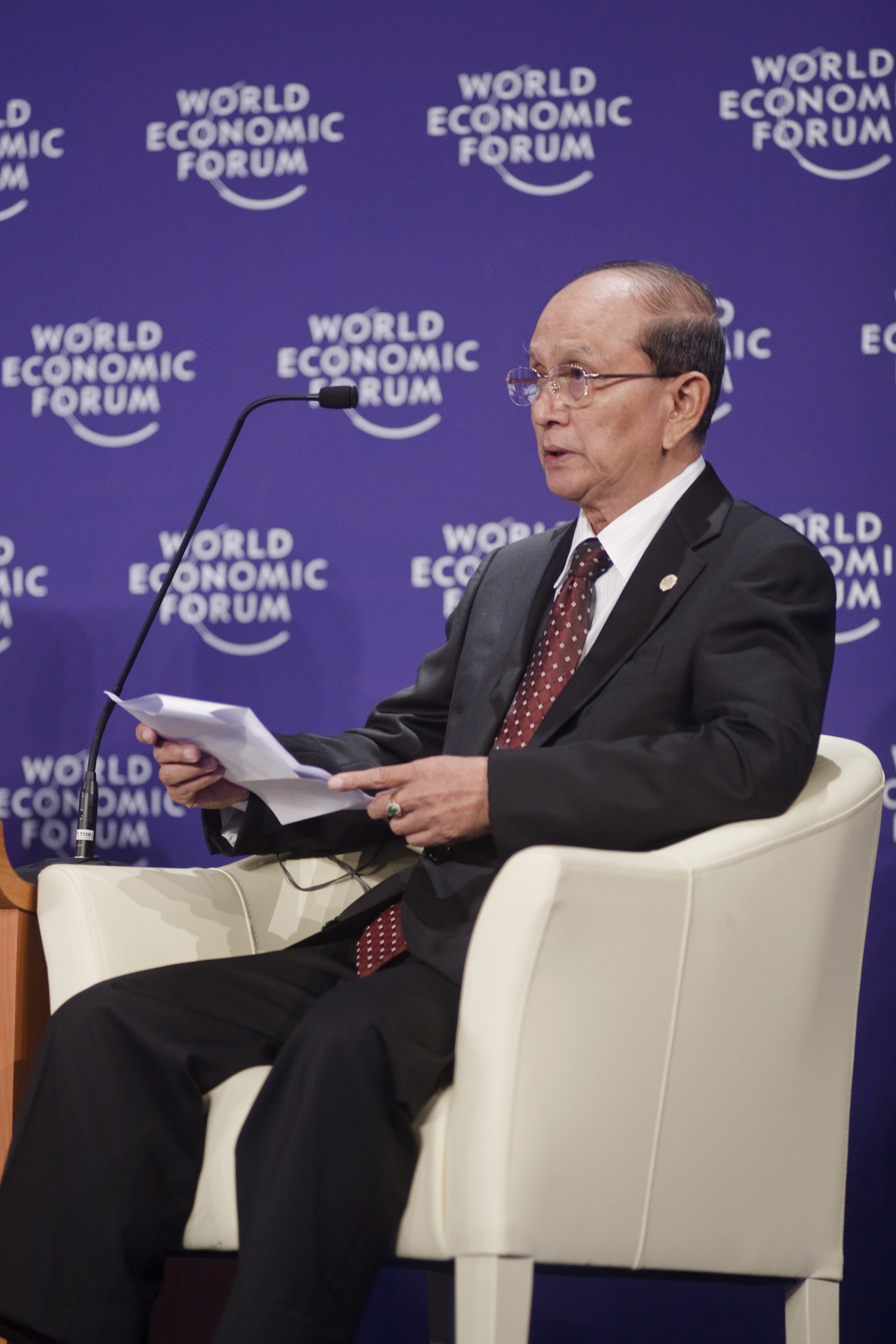
Thein Sein (* 1945)

- Thein Than Win (* 1991), myanmarischer Fußballspieler
- Thein, Alexandra (* 1963), deutsche Politikerin (FDP), MdEP
- Thein, Christian (* 1980), deutscher Philosoph
- Thein, Horst (* 1939), deutscher Tischtennisspieler
- Thein, Ivonne (* 1979), deutsche Fotokünstlerin
- Thein, Joe (* 1991), luxemburgischer Politiker
- Thein, Kurt, deutscher Fußballspieler
- Thein, Martin (* 1966), deutscher Politikwissenschaftler, Sachbuchautor und Geheimdienstmitarbeiter
- Thein, Mechthildis (1888–1959), deutsche Schauspielerin der Stummfilmzeit
- Thein, Swee Lay (* 1952), Hämatologin
- Thein, Ulrich (1930–1995), deutscher Schauspieler, Regisseur, Drehbuchautor, Synchron- und Hörspielsprecher
- Theine, Torben (* 1968), deutscher Tennisspieler
- Theiner, Augustin (1804–1874), deutscher Kirchenhistoriker
- Theiner, Egon (* 1968), italienischer Sportjournalist und Buchautor
- Theiner, Heinrich (1905–1973), italienischer Politiker (Südtirol)
- Theiner, Johann Anton (1799–1860), deutscher katholischer Theologe
- Theiner, Maria (* 1980), österreichische Journalistin, Hörfunk- und Fernsehmoderatorin
- Theiner, Matthias (* 1998), italienischer Fußballspieler
- Theiner, Nikolaus († 1620), Jenaer Steinmetz und Baumeister der Renaissance
- Theiner, Peter (* 1951), deutscher Historiker und Stiftungsmanager
- Theiner, Richard (* 1958), italienischer Politiker (Südtirol)
- Theiner-Haffner, Gertrud (1912–1989), österreichische Schriftstellerin
- Theinert, Christoph (* 1959), deutscher Cellist und Komponist
- Theinert, Markus (* 1964), deutscher Tubist und Dirigent
- Theinhardt, Ferdinand (1820–1906), deutscher Schriftentwerfer, Schriftgießer und Unternehmer
- Theis, Adolf (1842–1924), deutscher Kaufmann und Mitglied des Provinziallandtages der Provinz Hessen-Nassau
- Theis, Adolf (1933–2013), deutscher Jurist und Unternehmer
- Theis, Amand (* 1949), deutscher Fußballspieler
- Theis, Christoffer (* 1984), deutscher Ägyptologe und Altorientalist
- Theis, Cony (* 1958), deutsche Künstlerin
- Theis, Dan (1967–2022), luxemburgischer Fußballspieler und heutiger Fußballtrainer
- Theis, Daniel (* 1992), deutscher BasketballspielerDaniel Theis (* 1992)

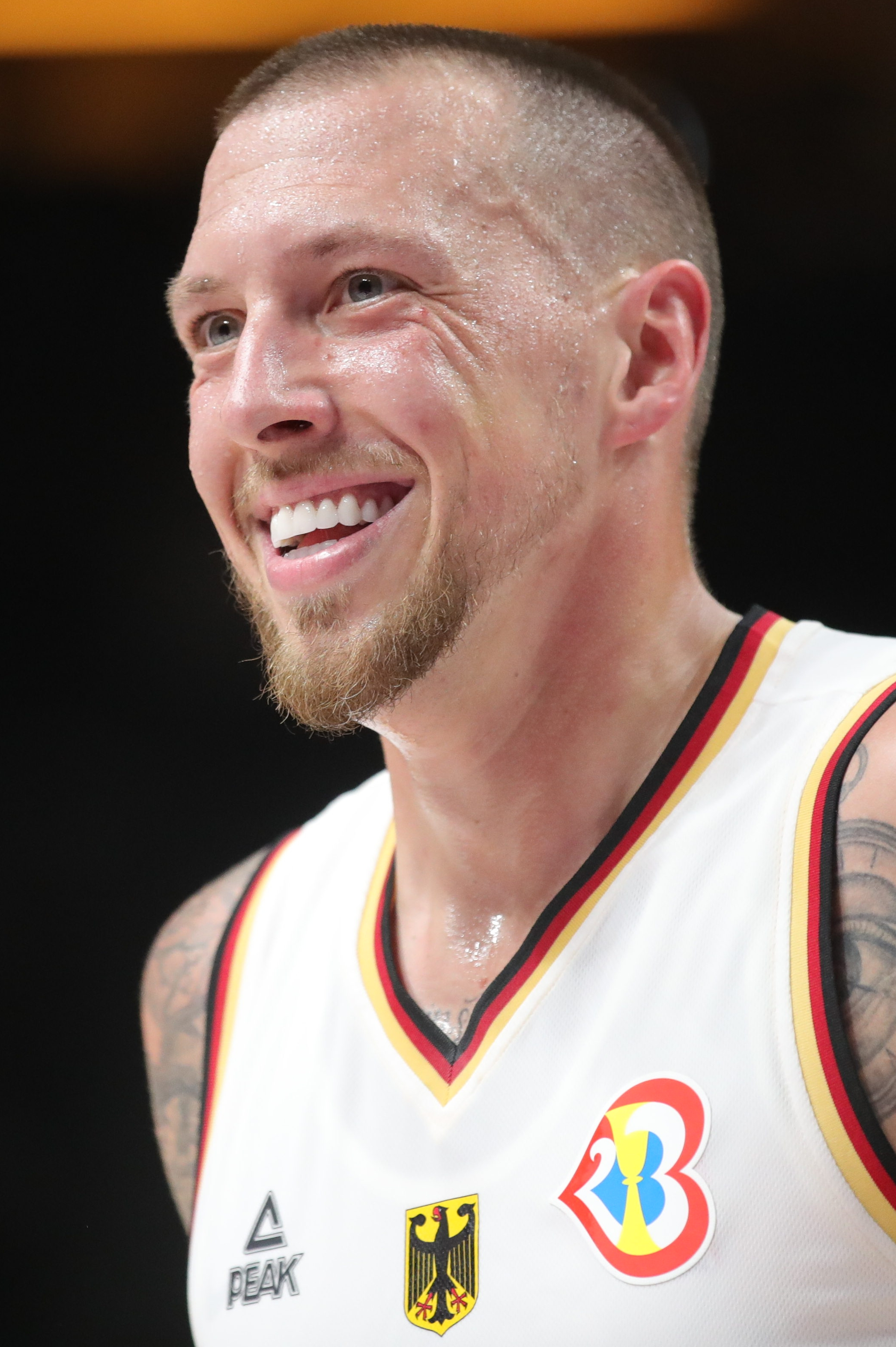
Daniel Theis (* 1992)

- Theis, Ernst (* 1961), österreichischer Dirigent
- Theis, Fabian (* 1976), deutscher Informatiker und Hochschullehrer
- Theis, Frank (* 1982), deutscher Basketballspieler
- Theis, Hanns (1921–2020), deutscher Volkswirt und Politiker (SPD), MdB
- Theis, Hans (1921–1975), deutscher Autor, Dichter, Kommunalpolitiker
- Theis, Heinz (1894–1966), deutscher Kunstmaler
- Theis, Heinz-Joachim (* 1954), deutscher Galerist und Leiter des Keramik-Museums Berlin
- Theis, Herbert (1906–1972), deutscher Politiker (SPD)
- Theis, Joachim (* 1955), deutscher Theologe
- Theis, Lioba (* 1957), deutsche Byzantinische Kunsthistorikerin
- Theis, Marc (* 1953), luxemburgischer Künstler, Fotograf und Sachbuchautor
- Theis, Marcel (1940–2017), luxemburgischer Fußballspieler
- Theis, Monika (* 1969), deutsche Basketballspielerin
- Theis, Raimund (1928–2003), deutscher Romanist
- Theis, Robert (* 1947), luxemburgischer Philosoph
- Theis, Roland (* 1980), deutscher Politiker (CDU), MdL
- Theis, Sebastian (1888–1973), deutscher Kinobetreiber und Politiker (SPS), MdL Saarland
- Theis, Sid-Marlon (* 1993), deutscher BasketballspielerSid-Marlon Theis (* 1993)

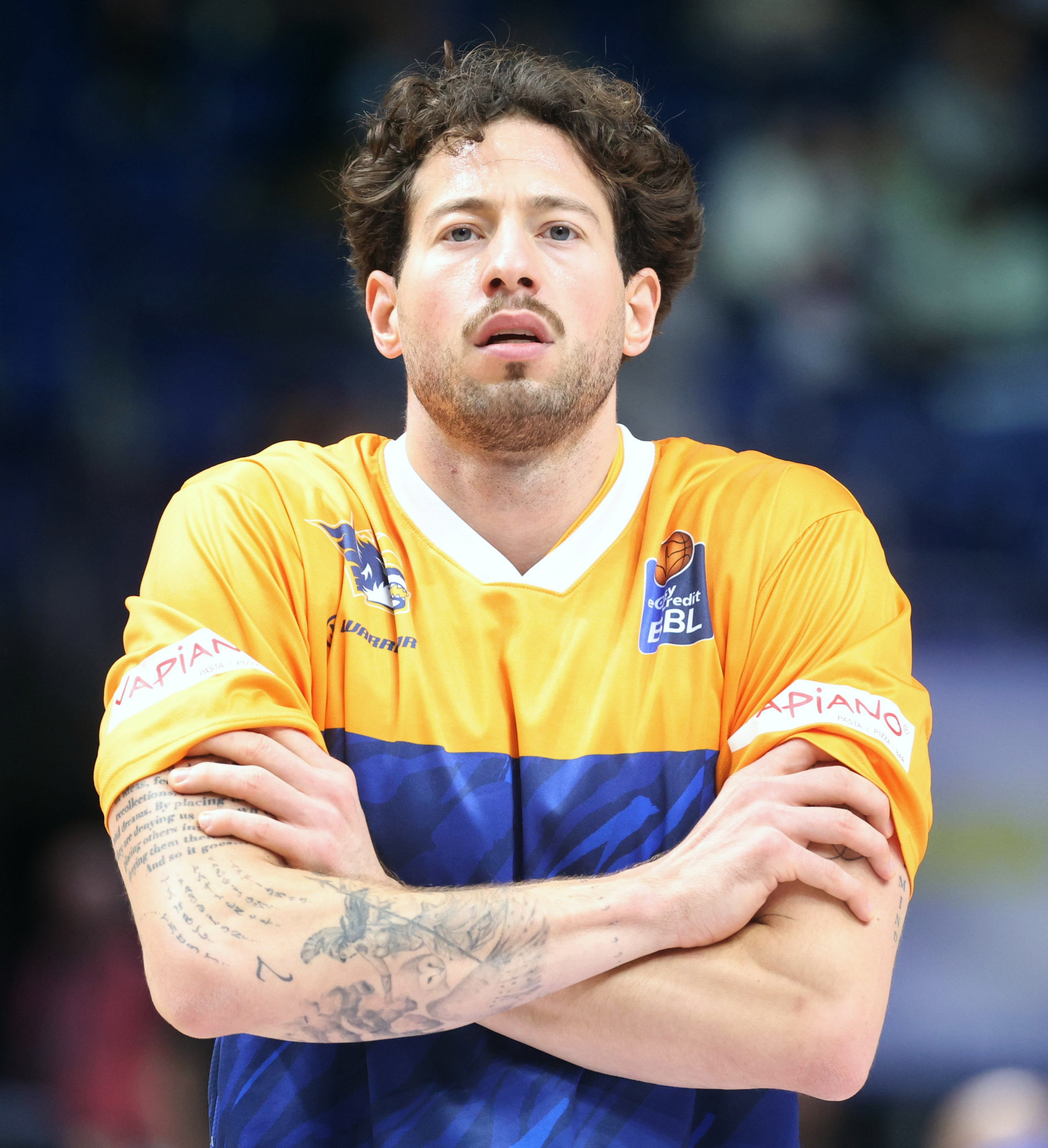
Sid-Marlon Theis (* 1993)

- Theis, Stefanie (* 1956), deutsche Rechtsanwältin, Richterin am Verfassungsgerichtshof Rheinland-Pfalz
- Theis, Thomas (* 1960), deutscher Ingenieur und Sachbuchautor
- Theis, Ulrich, deutscher Handballspieler
- Theis, Wolfgang (* 1948), deutscher Filmwissenschaftler
- Theis-Berglmair, Anna Maria (* 1955), deutsche Kommunikationswissenschaftlerin und Soziologin
- Theise, Antje (* 1973), deutsche Klassische Philologin und Bibliothekarin
- Theiselmann, Rüdiger (* 1976), deutscher Rechtsanwalt, Rechtswissenschaftler, Autor und Unternehmer
- Theisen, Christopher (* 1993), deutscher Fußballspieler
- Theisen, Edgar (1890–1968), deutscher General der Artillerie im Zweiten Weltkrieg, Priester und Monsignore
- Theisen, Heinz (* 1935), deutscher Radsportler und Fahrradmechaniker
- Theisen, Heinz (* 1954), deutscher Politikwissenschaftler
- Theisen, Janine (* 1980), deutsche Schauspielerin und Stuntwoman
- Theisen, Jerome (1930–1995), US-amerikanischer Geistlicher, Benediktiner und Abtprimas des Benediktinerordens
- Theisen, Josef (1906–1981), deutscher Romanist und Literaturwissenschaftler
- Theisen, Karl-Heinz (1940–2015), deutscher Unternehmer, Kunstsammler und Kulturexperte
- Theisen, Manfred (* 1962), deutscher Journalist und Schriftsteller
- Theisen, Manuel (* 1953), deutscher Ökonom, Universitätsprofessor für Betriebswirtschaftslehre
- Theisen, Markus (* 1968), deutscher Autor von Kriminalromanen
- Theisen, Matthias (1885–1933), deutscher Politiker (KPD, SPD) und NS-Opfer
- Theisen, Otto (1924–2005), deutscher Jurist und Politiker (CDU), MdL, Justizminister in Rheinland-Pfalz
- Theisen, Petra, deutsche Redakteurin und Moderatorin
- Theisen, Simon (* 1980), deutscher Komponist und Musiker
- Theisen, Stefan (* 1957), deutscher theoretischer Physiker
- Theisen, Werner (1927–1993), deutscher Rechtsanwalt und Zeitungsverleger
- Theisen-Eaton, Brianne (* 1988), kanadische Leichtathletin
- Theising, Heinrich (1858–1933), deutscher Architekt
- Theising, Wilfried (* 1962), deutscher Geistlicher, römisch-katholischer Weihbischof des Bistums Münster
- Theisinger, Karl (1901–1949), deutscher Ökonom, Professor für Betriebswirtschaftslehre
- Theismann, Dirk (* 1963), deutscher Wasserballspieler
- Theismann, Joe (* 1949), US-amerikanischer American-Football-Spieler
- Theisohn, Philipp (* 1974), Schweizer Germanist
- Theison, Ludwig (1825–1888), bayerischer Abgeordneter
- Theiss, Caspar, deutscher Baumeister
- Theiss, Christian (1802–1873), Landtagsabgeordneter Großherzogtum Hessen
- Theiss, Christine (* 1980), deutsche KickboxerinChristine Theiss (* 1980)

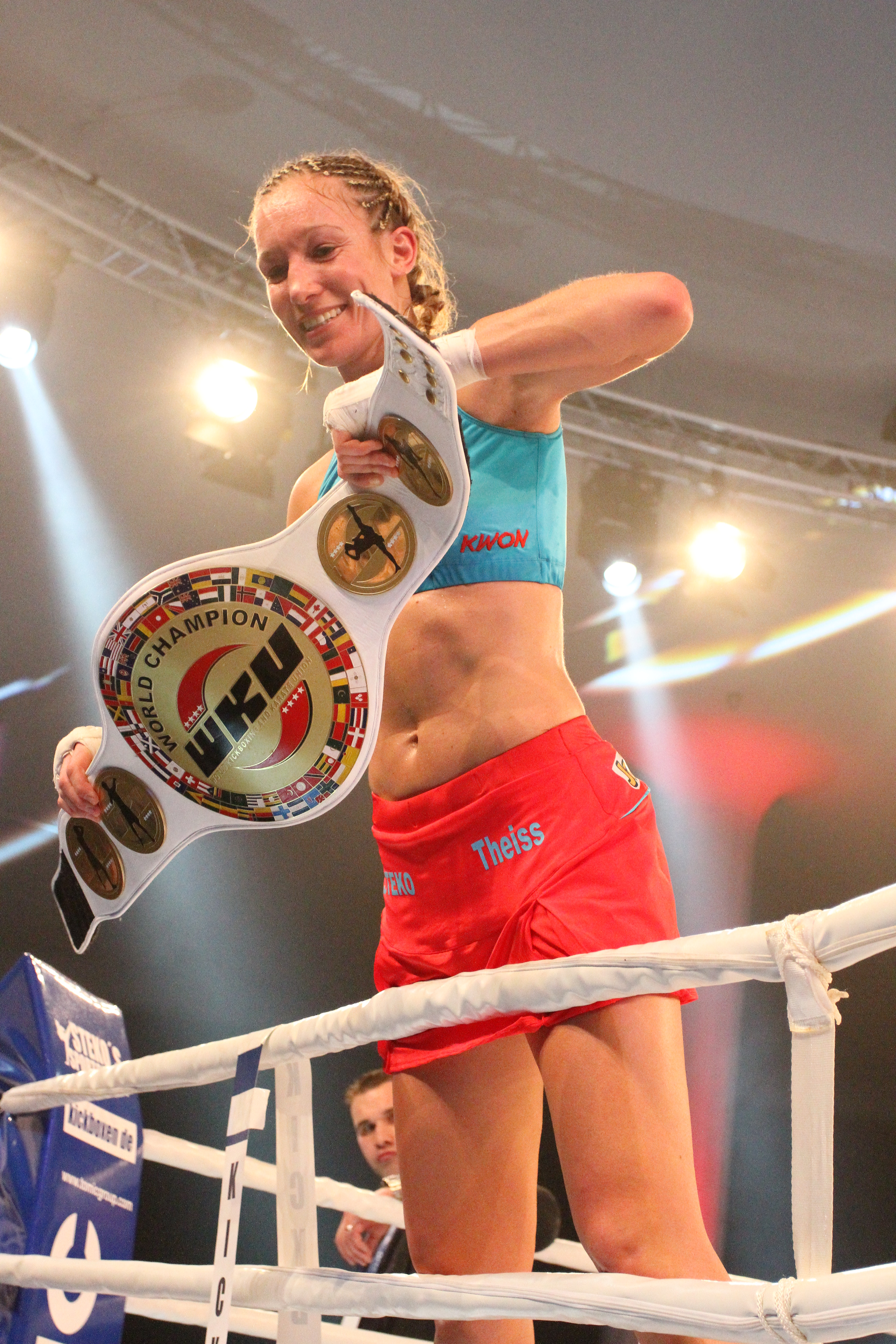
Christine Theiss (* 1980)

- Theiss, Gabriele (* 1959), deutsche Politikerin (SPD), MdL
- Theiß, Georg (1801–1859), deutscher Justizbeamter und Mitglied der kurhessischen Ständeversammlung
- Theiß, Germanus (1867–1945), deutscher Glasmacher und Glashüttenmeister
- Theiß, Germanus (1898–1960), deutscher Politiker (CDU), MdL von Brandenburg 1946–1950
- Theiss, Hans (* 1977), deutscher Politiker (CSU) und Arzt
- Theiß, Heinrich, deutscher Schultheiß und Mitglied der kurhessischen Ständeversammlung
- Theiss, Klaus (* 1963), deutscher Fußballspieler
- Theiss, Laura (* 1977), deutsch-litauische Modedesignerin
- Theiss, Siegfried (1882–1963), österreichischer Architekt
- Theiss, William Ware (1930–1992), US-amerikanischer Kostümbildner
- Theissen, Alois (1899–1961), deutscher Geistlicher und NS-Opfer
- Theißen, Andreas (* 1972), deutscher Politiker (NPD)
- Theissen, Felix (* 1964), deutscher Schauspieler, Hörspielsprecher und Schauspiellehrer
- Theißen, Gerd (* 1943), deutscher evangelischer Theologe, Neutestamentler und Autor
- Theißen, Günter (* 1962), deutscher Genetiker
- Theißen, Heinrich (1913–1999), deutscher Fußballtrainer
- Theißen, Hermann (1954–2016), deutscher Journalist
- Theissen, Hilton (* 1974), südafrikanisch-deutscher Musiker
- Theissen, Horst (* 1938), deutscher Arzt
- Theissen, Mario (* 1952), deutscher Maschinenbauingenieur, Motorsportdirektor von BMWMario Theissen (* 1952)

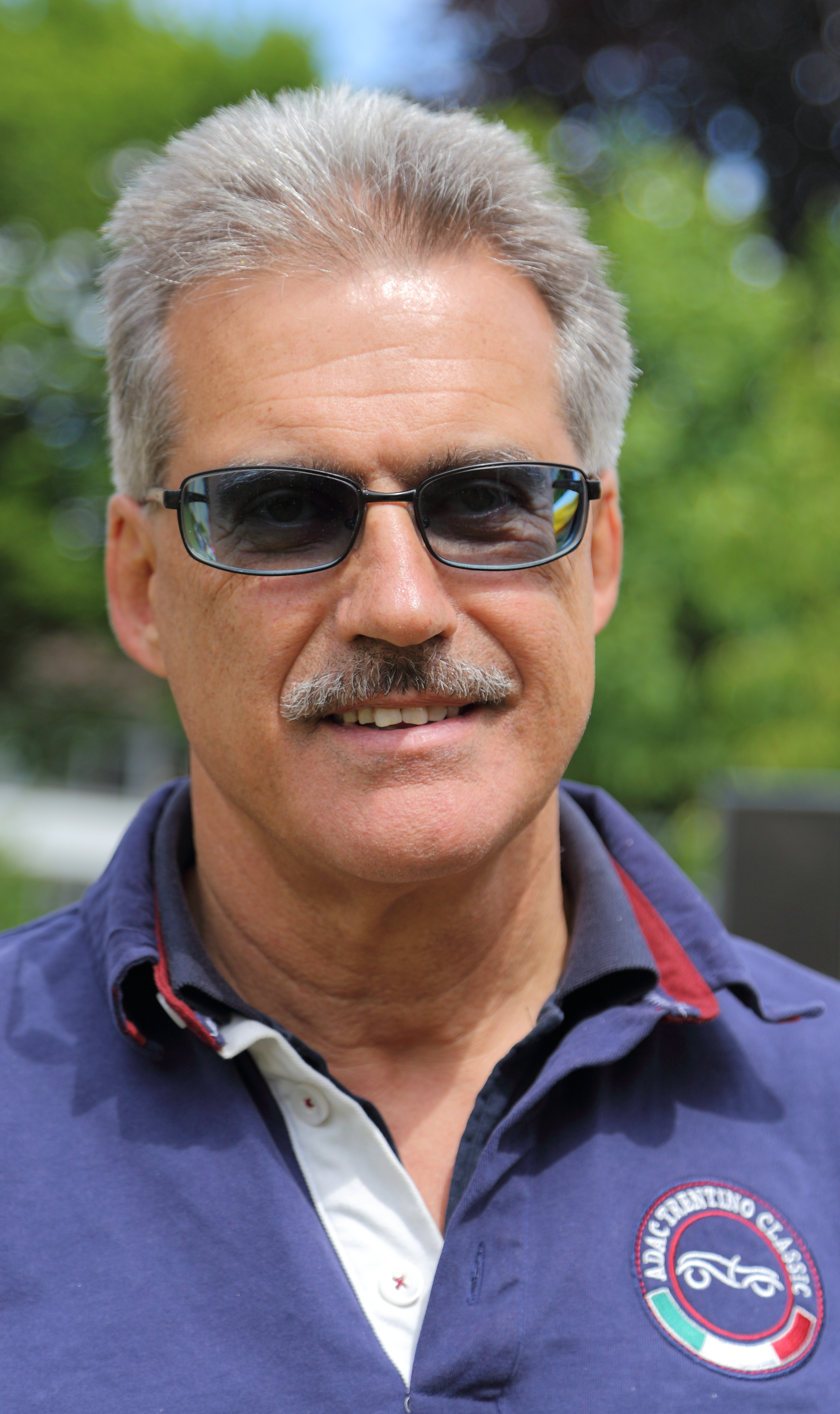
Mario Theissen (* 1952)

- Theissen, Paul (1915–1994), deutscher Maler
- Theissen, Paul (* 1937), deutscher Pianist, Dirigent und Chorleiter
- Theißen, Rolf (* 1956), deutscher Rechtsanwalt, Notar, Fachanwalt für Bau- und Architektenrecht
- Theissen, Rudi (1926–2010), deutscher Radrennfahrer
- Theissen, Siegfried (* 1940), belgischer Germanist und Sprachwissenschaftler
- Theißen, Sven (* 1988), deutscher Fußballspieler
- Theißen, Till (* 1991), deutscher Volleyballspieler
- Theissenberger, Franz (1903–1988), österreichischer Politiker (NSDAP), MdR
- Theissing, Gerhard (1903–1987), deutscher HNO-Arzt und Hochschullehrer
- Theissing, Heinrich (1917–1988), deutscher Bischof
- Theissing, Tscho (* 1959), österreichischer Violinist und Komponist
- Theißl, Brigitte (* 1982), österreichische Journalistin, Autorin, Feministin und Erwachsenenbildnerin
- Theissl-Pokorná, Regina (* 1982), slowakische Schachmeisterin

### Thek
- Thek, Paul (1933–1988), US-amerikanischer Maler
- Thekethecheril, Sebastian (* 1954), indischer Geistlicher, Bischof von Vijayapuram
- Thekkinalil Saji, Manu (* 2001), indischer Sprinter
- Thekkumcherikunnel, Jose Sebastian (* 1962), indischer römisch-katholischer Geistlicher, Bischof von Jalandhar
- Thekla, byzantinische Prinzessin, Schwester Michaels III.
- Thekla von Ikonium, katholische Heilige; Protomärtyrin, Jungfrau, EremitinThekla von Ikonium

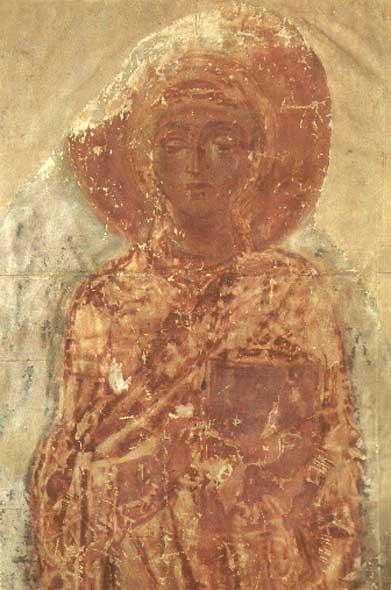
Thekla von Ikonium

- Thekla von Kitzingen, Benediktinerin
- Theko, Masempe (* 1987), lesothische Schwimmerin

### Thel
- Thela († 493), Sohn Odoakers und Gegenkaiser in Italien
- Thélamon, Céline (* 1979), französische Leichtathletin
- Thelander, Kristin (* 1954), US-amerikanische Hornistin und Musikpädagogin
- Thelander, Rasmus (* 1991), dänischer Fußballspieler
- Thele, Jens (* 1967), deutscher Musikmanager, Gründer und Geschäftsführer des Musiklabels Kontor Records
- Thelegathoti, Joseph Raja Rao (* 1952), indischer Ordensgeistlicher, Bischof von Vijayawada
- Thelemann, Carl Friedrich (1811–1889), deutscher Gartenarchitekt
- Thelemann, Fritz (1833–1898), bayerischer Verwaltungsjurist
- Thelemann, Heinrich von (1851–1923), bayerischer Jurist und Justizminister
- Thelemann, Louis (1890–1953), deutscher Politiker (SPD), MdL
- Thelen, Albert Vigoleis (1903–1989), deutscher Schriftsteller und Übersetzer
- Thelen, Daniela (* 1982), deutsche Boulespielerin
- Thelen, Eduard (* 1946), deutscher Hockeyspieler
- Thelen, Esther (1941–2004), US-amerikanische Entwicklungspsychologin
- Thelen, Frank (* 1975), deutscher Unternehmer, Investor und AutorFrank Thelen (* 1975)

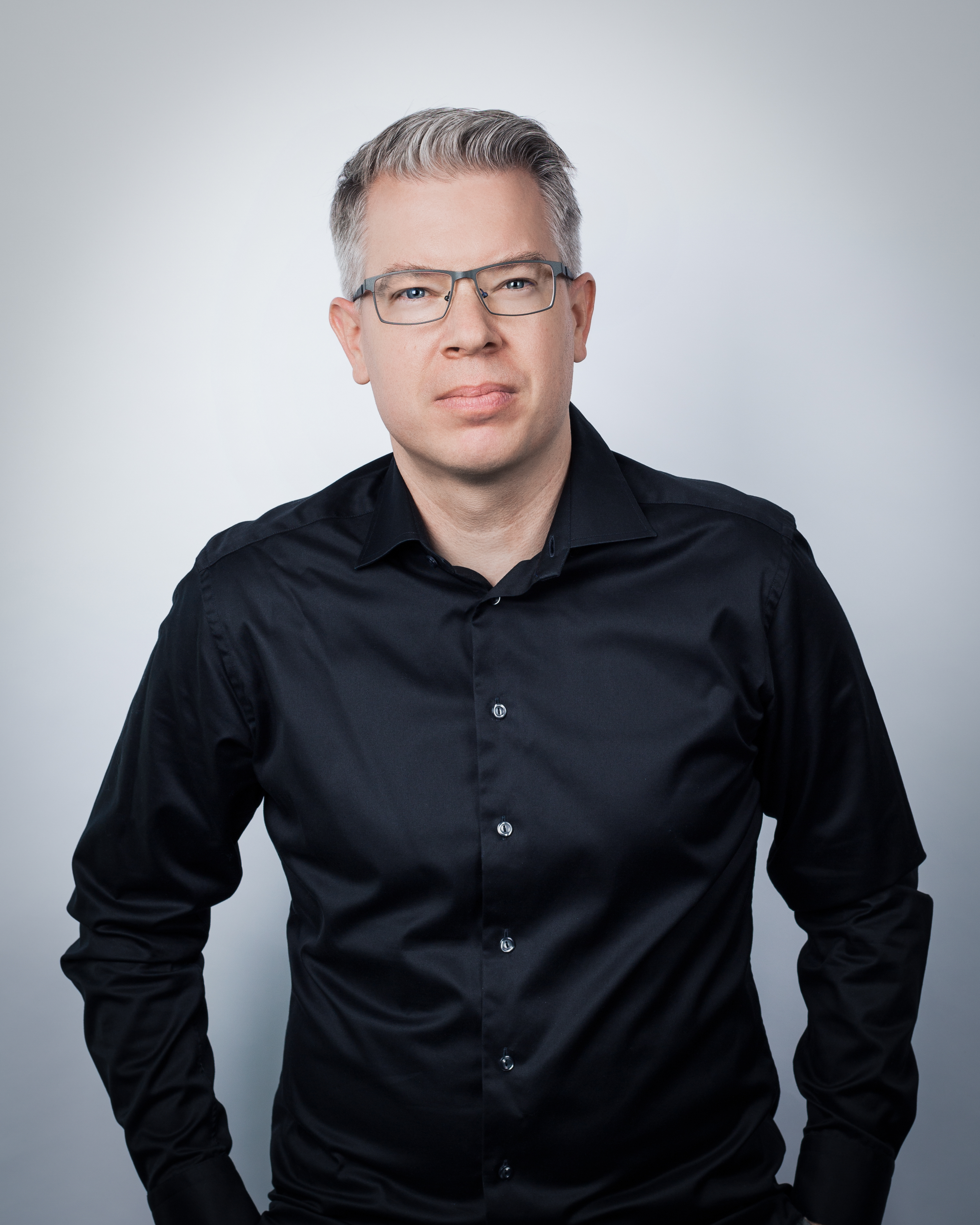
Frank Thelen (* 1975)

- Thelen, Franz (* 1826), deutscher Porträt- und Genremaler
- Thelen, Fritz (1903–1965), deutscher Fußballspieler und -trainer
- Thelen, Fritz (1906–1993), deutscher Musikdirektor, Musikpädagoge, Komponist und Professor
- Thelen, Günter (* 1943), deutscher Bildhauer
- Thelen, Hedi (* 1956), deutsche Politikerin (CDU), MdL
- Thelen, Hjalmar (1962–2017), deutscher Kunstmaler
- Thelen, Holger (1943–2019), deutscher Arzt und Politiker (CDU), MdVK
- Thelen, Jens (* 1965), deutscher Sprecher sowie Moderator, Autor und Texter
- Thelen, Jodi (* 1962), US-amerikanische Schauspielerin
- Thelen, Josef (1941–2007), deutscher Fußballspieler
- Thelen, Kathleen (* 1956), US-amerikanische Politikwissenschaftlerin und Hochschullehrerin
- Thelen, Kurt-Adolf (1911–1990), deutscher Sänger, Komponist und Texter
- Thelen, Léonie (* 1959), deutsche Theater- und Filmschauspielerin
- Thelen, Liselotte (1926–2016), deutsche Kunsthistorikerin
- Thelen, Raphael (* 1985), deutscher Journalist
- Thelen, Raymond (* 1955), deutscher Künstler
- Thelen, Robert (1884–1968), deutscher Ingenieur, Pilot und LuftfahrtpionierRobert Thelen (1884–1968)

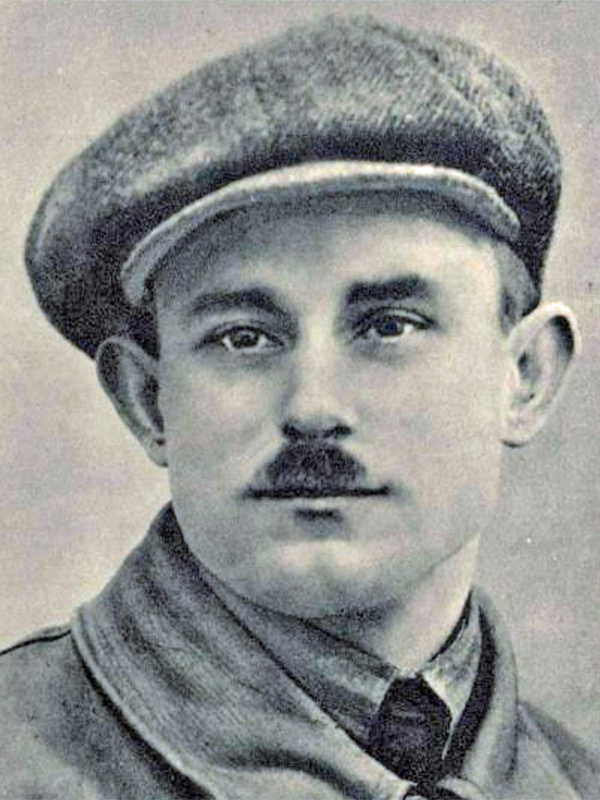
Robert Thelen (1884–1968)

- Thelen, Sibylle (* 1962), deutsche Journalistin, Turkologin und Autorin
- Thelen, Stefan (* 1992), deutsch-jordanischer Fußballspieler
- Thelen, Stephan (* 1959), Schweizer Gitarrist und Komponist
- Thelen, Tatjana (* 1968), deutsche Sozialanthropologin
- Thelen, Urban (1915–2008), deutscher Küster, Organist und Chorleiter
- Thelen, Werner (* 1947), deutscher Fußballspieler
- Thelen-Rüden, Friedrich von (1836–1900), österreichischer Bildnis- und Genremaler sowie Theaterschauspieler
- Theler, Brigitte (1959–2007), Schweizer Astrologin und Buchautorin
- Theler, Derek (* 1986), US-amerikanischer Schauspieler und ModelDerek Theler (* 1986)

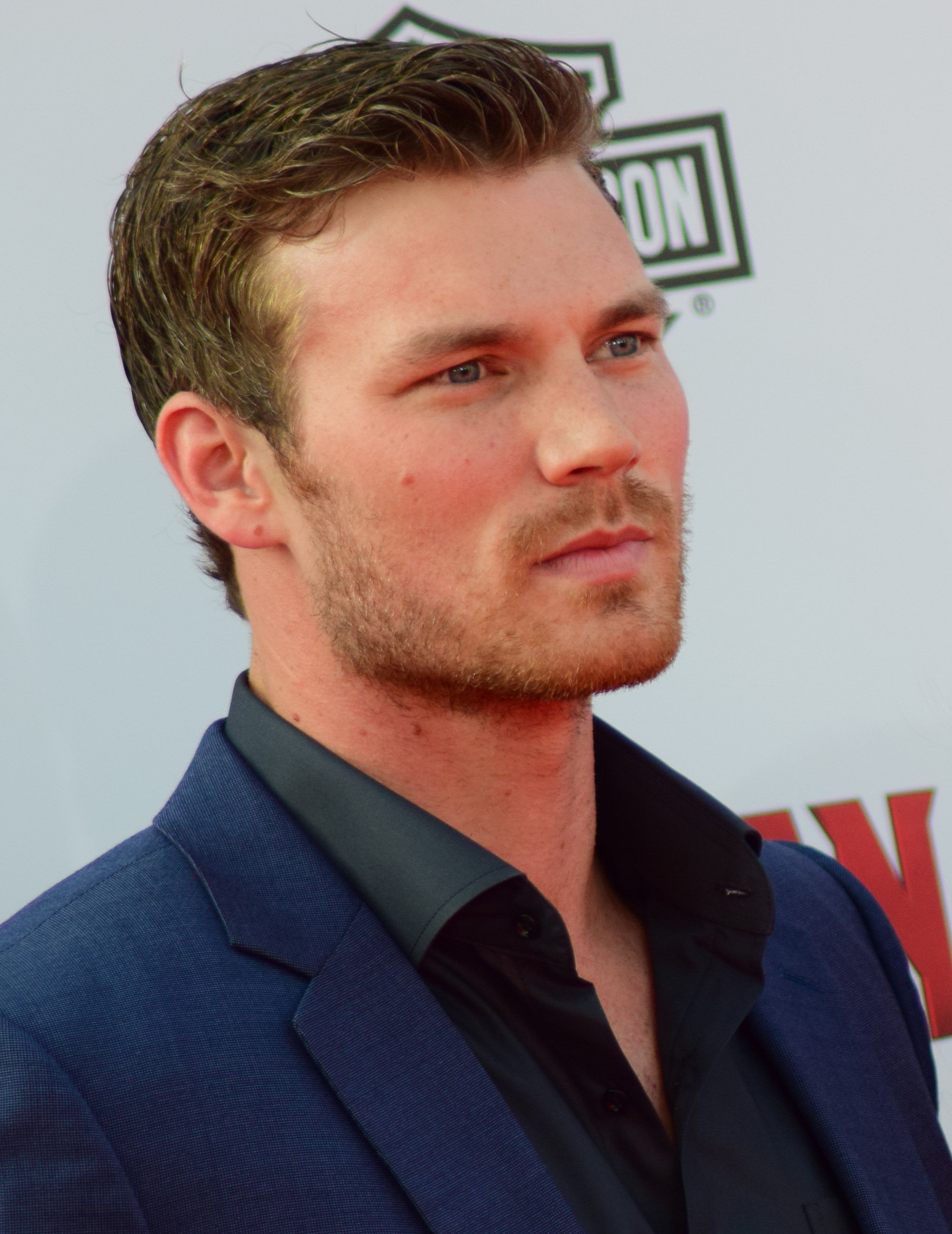
Derek Theler (* 1986)

- Theler, Jean-Paul (* 1963), Schweizer Berufsoffizier (Divisionär)
- Theler, René (1935–2022), Schweizer Manager, Bobfahrer und Fussballclub-Präsident
- Theler, Sandro (* 2000), Schweizer Fussballspieler
- Theleso, Wilson (* 1960), botswanischer Marathonläufer
- Thélin, Adrien (1842–1922), Schweizer Politiker (FDP)
- Thelin, Eje (1938–1990), schwedischer Jazzmusiker
- Thelin, Jimmy (* 1978), schwedischer Fußballtrainer
- Thelin, Mats (* 1961), schwedischer Eishockeyspieler
- Thellier, Émile (1904–1987), französischer Geophysiker
- Thellin, Henri (1931–2006), belgischer Fußballspieler
- Thellmann, Daniel (1960–2009), rumänischer Lokalpolitiker
- Thellmann, Erika von (1902–1988), österreichisch-deutsche SchauspielerinErika von Thellmann (1902–1988)

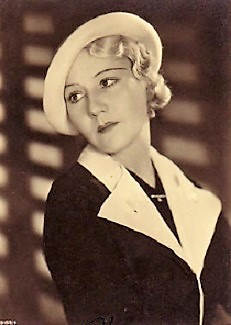
Erika von Thellmann (1902–1988)

- Thellmann-Bidner, Martin (1895–1971), deutscher Politiker (BHE), MdL Bayern
- Thellung, Albert (1881–1928), Schweizer Botaniker
- Thellusson, Charles (1770–1815), britischer Politiker, Mitglied des House of Commons
- Théllusson, Frédéric (1894–1960), belgischer Autorennfahrer
- Thellusson, George Woodford (1764–1811), britischer Politiker, Mitglied des House of Commons
- Thellusson, Georges-Tobie de (1728–1776), Genfer Bankier
- Thellusson, Isaac de (1690–1755), Genfer Bankier
- Thellusson, Peter († 1797), französisch-britischer Bankier
- Thellusson, Peter Isaac (1761–1808), britischer Bankier und Politiker
- Thelma Björk Einarsdóttir (* 1990), isländische Fußballspielerin
- Thelma, Linda (1884–1939), argentinische Schauspielerin und Sängerin
- Theloke, Stev (* 1978), deutscher Schwimmer
- Thelott, Ernst Carl (1760–1834), deutscher Maler und Kupferstecher; Vertreter der Düsseldorfer Malschule
- Thelott, Ernst Joseph (1802–1833), deutscher Porträtmaler
- Thelott, Johann Andreas (1655–1734), deutscher Goldschmied, Zeichner und Kupferstecher
- Thelott, Johann Gottfried, deutscher Kupferstecher
- Thelott, Johann Philipp (1639–1671), deutscher Kupferstecher
- Thelott, Karl Franz Joseph (1792–1830), deutscher Porträtmaler und Kupferstecher
- Thelvén, Michael (* 1961), schwedischer Eishockeyspieler
- Thelwall, John (1764–1834), britischer Redner und Autor
- Thelwall, Mike (* 1965), britischer Informationswissenschaftler
- Thelwell, Kevin (* 1973), englischer Fußballtrainer und -funktionär
- Thelwell, Norman (1923–2004), britischer Cartoonist

### Them
- Thema, Andrea (* 1957), deutsche Künstlerin
- Thema, Benjamin C. (1912–1982), botswanischer Politiker
- Themanlys, Pascal (1909–2000), französischer (später israelischer) Poet, Zionist und Kabbalist
- Themann, Anton (1886–1965), deutscher Politiker (CDU), MdL
- Themann, Ches (* 1954), österreichischer Opernregisseur und Pädagoge für Musiktheater
- Themann, Tomomi (* 2004), deutsche Schauspielerin
- Themar, Adam Werner von (1462–1537), Theologieprofessor, Dichter, Humanist und Erzieher des Kurfürsten Ludwig V. (Pfalz)
- Themba, Can (1924–1968), südafrikanischer Schriftsteller
- Themel, Johann Christian (1709–1755), deutscher Arzt und Herausgeber
- Themel, Karl (1890–1973), deutscher Theologe und evangelischer Pfarrer
- Themelis, Giorgos (1900–1976), griechischer Schriftsteller
- Themelis, Petros (1936–2023), griechischer Archäologe
- Themen, Art (* 1939), britischer Jazzsaxophonist
- Themer, Wilhelm († 1849), deutscher Landschaftsmaler
- Themerson, Franciszka (1907–1988), polnische, später britische Malerin, Illustratorin, Bühnenbildnerin und Filmemacherin
- Themerson, Stefan (1910–1988), polnischer, später britischer Dichter, Romancier, Filmemacher, Verleger und Philosoph
- Themessl, Bernhard (* 1951), österreichischer Politiker (FPÖ), Landtagsabgeordneter, Abgeordneter zum Nationalrat
- Themison von Laodikeia, griechischer Mediziner in Rom
- Themista, antike griechische Philosophin
- Themistios, Rhetor und Philosoph der Spätantike
- Themistokleia, Pythia am Orakel von Delphie und Philosophin
- Themistokles, griechischer Politiker und Feldherr
- Theml, Harald (1940–2005), deutscher Onkologe, engagiert in Friedens- und Umweltbewegung
- Themm, Steve (* 1991), deutscher Eishockeytorwart
- Themmen, Cornelius Johannes (1795–1888), niederländischer Mediziner und praktischer Arzt in Deventer
- Themptander, Robert (1844–1897), schwedischer Politiker und Ministerpräsident
- Themseke, Georg van († 1535), Botschafter Spaniens im Vereinigten Königreich
- Themsen, Mike (* 2006), dänischer Fußballspieler
- Themsen, Verena (* 1970), deutsche Schriftstellerin

### Then
- Then, Felicitas (* 1986), deutsche FernsehköchinFelicitas Then (* 1986)

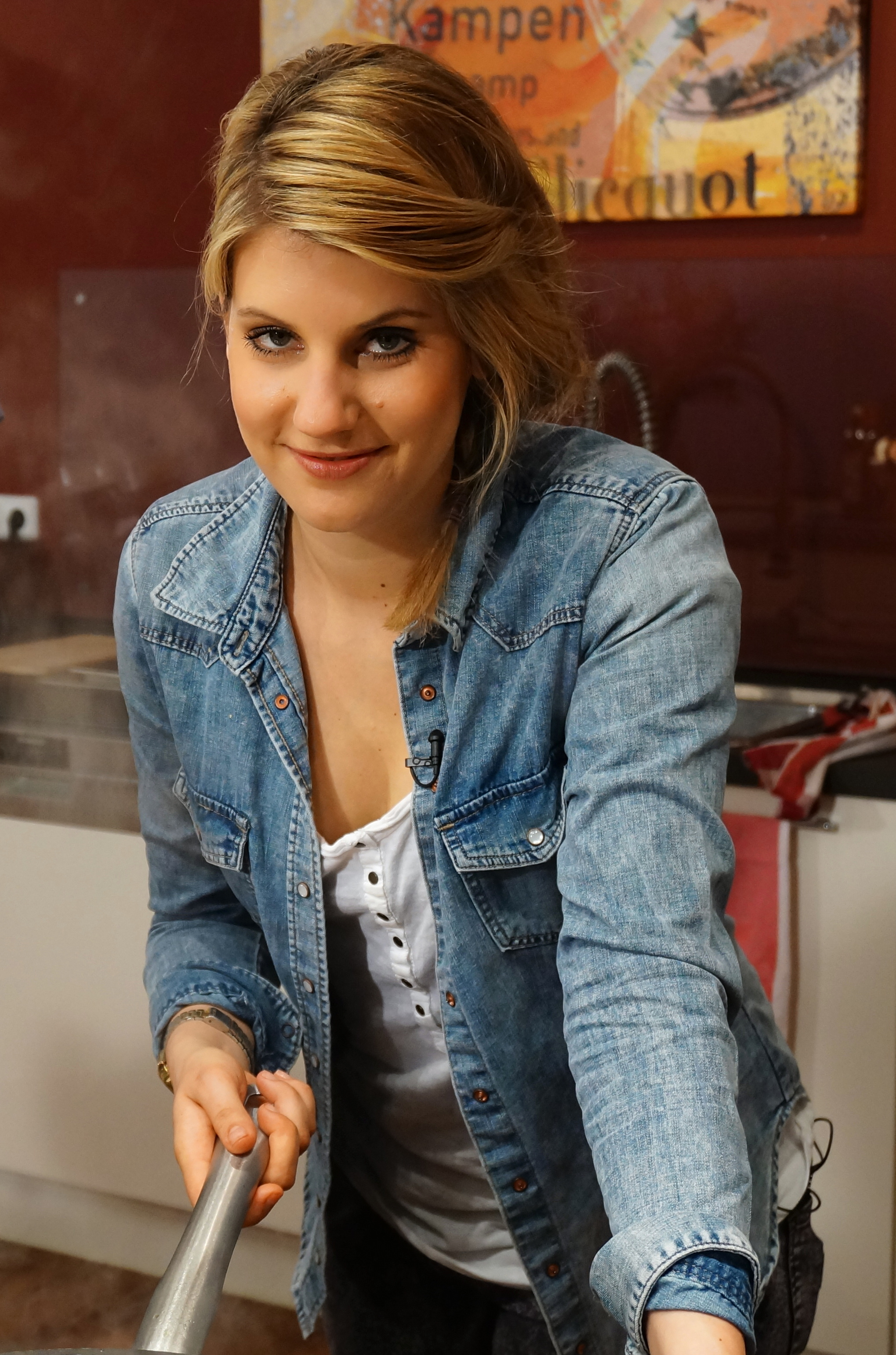
Felicitas Then (* 1986)

- Then, Johann Michael (1814–1894), deutscher Politiker, MdL Bayern
- Then, Nicole (* 1980), deutsche Moderatorin und ehemalige deutsche und fränkische Weinkönigin
- Then, Rudolf (1889–1982), deutscher Unternehmer, Bundesverdienstkreuzträger
- Then-Bergh, Erik (1916–1982), deutscher Pianist und Musikpädagoge
- Thénard, Louis Jacques (1777–1857), französischer Chemiker
- Thenard, Madame (1757–1849), französische Schauspielerin
- Thénard, Paul (1819–1884), französischer Chemiker und Agronom
- Thénault, Marion (* 2000), kanadische Freestyle-Skisportlerin
- Thenen, Julie (1834–1919), österreichische Schriftstellerin
- Thenior, Ralf (* 1945), deutscher Schriftsteller und Mitglied des PEN-Zentrums Deutschland
- Thenius, Alfred (1921–2010), österreichischer Bergbauingenieur, Oberbaurat, Techniker, Erfinder, Bergsteiger, Philosoph und Buchautor
- Thenius, Erich (1924–2022), österreichischer Paläontologe
- Thenius, Otto (1801–1876), deutscher evangelisch-lutherischer Theologe, Exeget sowie Konsistorialrat
- Thenn, Theodor (1842–1919), deutscher Mediziner, Heimatforscher und Archäologe
- Thennarasu Kayalvizhi, Vishal (* 2003), indischer Sprinter
- Thennatt, Thomas (1953–2018), indischer Ordensgeistlicher, römisch-katholischer Bischof von Gwalior
- Thenni, Abdullah (* 1954), libyscher Politiker
- Thenu, Randy (* 1986), indonesisch-niederländischer Fußballspieler

### Theo
- Théo (* 2000), brasilianischer Fußballspieler
- Theo der Pfeifenraucher, fiktiver Name eines Mannes, dessen Skelett 1984 in einem ehemaligen Armenfriedhof gefunden wurde
- Theo Junior (* 2003), deutscher Sänger
- Theo, Michael (* 1981), australischer Fußballtorhüter

#### Theob
- Theobald († 1082), Bischof von Straßburg
- Theobald der Alte, Vizegraf von Tours, Gründer des Hauses Blois
- Theobald I. († 975), Graf von Blois, Chartres und Châteaudun sowie Vizegraf von Tours
- Theobald I. († 1089), Graf von Blois, Chartres, Châteaudun, Tours, Meaux, Troyes und Sancerre
- Theobald I. († 1214), Graf von Bar (1190–1214); Graf von Luxemburg (1197–1214)
- Theobald I., Herzog von Lothringen
- Theobald I. (1201–1253), König von Navarra (1234–1253)Theobald I. (1201–1253)

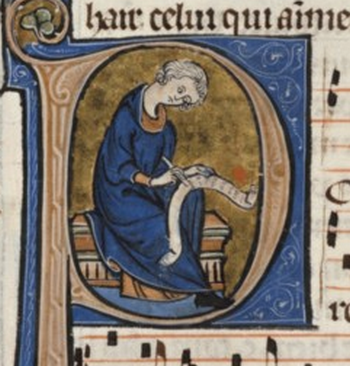
Theobald I. (1201–1253)

- Theobald II. († 1004), Graf von Blois, Chartres, Châteaudun, Provins und Omois
- Theobald II. (1093–1152), Graf von Blois, Chartres, Meaux, Châteaudun und Sancerre sowie Graf von Troyes und Champagne
- Theobald II. (1221–1291), Graf von Bar
- Theobald II. (1238–1270), König von Navarra, Graf von Champagne
- Theobald II. (1263–1312), Herzog von Oberlothringen
- Theobald III. (1179–1201), Graf von Champagne (1197–1201)
- Theobald V. († 1191), Graf von Blois und Graf von Chartres
- Theobald VI. († 1218), Graf von Blois und Clermont-en-Beauvaisis
- Theobald von Bec († 1161), Erzbischof von Canterbury
- Theobald von Bethsan († 1289), Ritter in der Grafschaft Tripolis
- Theobald von Bethsan, Titularherr von Bethsan und Ritter im Königreich Zypern
- Theobald von Marly († 1247), Abt von Vaux-de-Cernay, Heiliger
- Theobald von Montlhéry, Herr von Montlhéry und Bray-sur-Seine
- Theobald von Ostia († 1188), französischer Benediktiner (Cluniazenser) und Kardinal
- Theobald, Adolf (1930–2014), deutscher Journalist, Verlagsmanager, Medienberater und Publizist
- Theobald, Alwin (* 1968), deutscher Politiker (CDU)
- Theobald, Christian (* 1966), deutscher Jurist
- Theobald, Christiane (* 1956), deutsche Ballettdramaturgin und Kulturmanagerin
- Theobald, Christoph (* 1946), deutscher römisch-katholischer Theologe
- Theobald, Densill (* 1982), Fußballspieler aus Trinidad und Tobago
- Theobald, Dietrich von (1908–1991), deutscher Filmproduzent
- Theobald, Eddie (1940–2010), maltesischer Fußballspieler
- Theobald, Fred (* 1950), deutscher Ringer
- Theobald, Frédéric (* 1980), französischer Straßenradrennfahrer aus Guadeloupe
- Theobald, Gerhard (* 1949), deutscher Fußballschiedsrichter
- Theobald, Gottfried Ludwig (1810–1869), deutsch-schweizerischer Lehrer, Naturforscher und Kartograph
- Theobald, Hans Hermann (1901–1963), deutscher Journalist
- Theobald, Hans-Wolfgang (* 1954), deutscher Orgelbauer und Musikwissenschaftler
- Theobald, Heidemarie (1938–2021), deutsche Schauspielerin
- Theobald, Hermann (1821–1908), Oberförster und Landtagsabgeordneter Großherzogtum Hessen
- Theobald, Isa (* 1977), deutsche Phantastik-Autorin, Übersetzerin und Lektorin
- Theobald, Jeremy, britischer Schauspieler
- Theobald, Johann Wilhelm (1726–1816), deutscher Geistlicher, Lazaristenprovinzial
- Theobald, Johannes (* 1987), deutscher Rennfahrer
- Theobald, Joseph von (1772–1837), Chef des Geniekorps
- Theobald, Julian (* 1984), deutscher Rennfahrer
- Theobald, Karl Peter von (1769–1837), bayerischer Generalleutnant, Ritter des Max-Joseph-Ordens
- Theobald, Leonhard (1877–1947), Pfarrer, Gymnasialprofessor, Kirchenhistoriker
- Theobald, Lewis († 1744), britischer Herausgeber und Autor
- Theobald, Ludwig von (1795–1856), deutscher Verwaltungsbeamter
- Theobald, Marius (* 1990), deutscher SchauspielerMarius Theobald (* 1990)

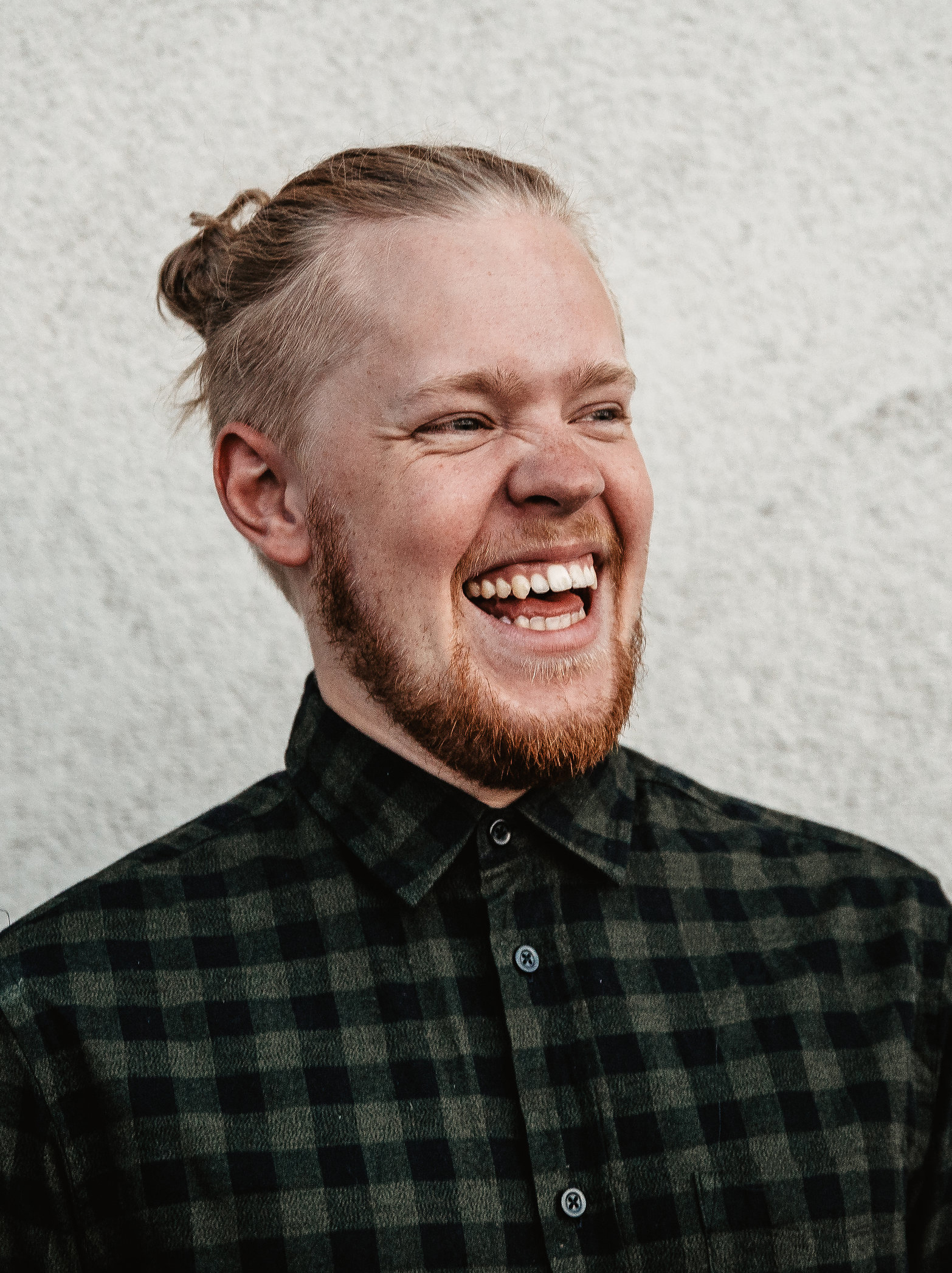
Marius Theobald (* 1990)

- Theobald, Michael (* 1948), deutscher römisch-katholischer Theologe
- Théobald, Nicolas (1903–1981), französischer Geologe, Paläontologe und Hochschullehrer
- Theobald, Olivier (* 1960), Schweizer Schriftsteller und Musiker
- Theobald, Robert Alfred (1884–1957), Rear Admiral (Konteradmiral) der United States Navy
- Theobald, Werner (* 1958), deutscher Philosoph
- Theobald, William (1829–1908), britischer Zoologe (Malakologie, Herpetologie) und Paläontologe
- Theobaldy, Jürgen (* 1944), deutscher Schriftsteller
- Theobold, Cara (* 1990), britische Schauspielerin

#### Theoc
- Theocharakis, Vasilis (* 1930), griechischer Geschäftsmann und Maler
- Theocharis, Sacha (* 1990), französischer Freestyle-Skisportler
- Theocharous, Eleni (* 1953), zypriotische Politikerin (Dimokratikos Synagermos), MdEP

#### Theod
- Theodahad († 536), ostgotischer König (534–536)
- Theodamas, möglicherweise lokaler Herrscher
- Theodard von Maastricht, Bischof von Tongern-Maastricht und Märtyrer
- Theodat, Johannes († 1725), armenischer Handelsmann und Kurier
- Theodechilde, fränkische Äbtissin und Klostergründerin
- Theodefrid, fränkisch-alamannischer Herzog in der Diözese Avenches
- Theoderata, westfränkische Königin
- Theoderich, Abt des Klosters Waldsassen
- Theoderich der Große († 526), König der OstgotenTheoderich der Große († 526)

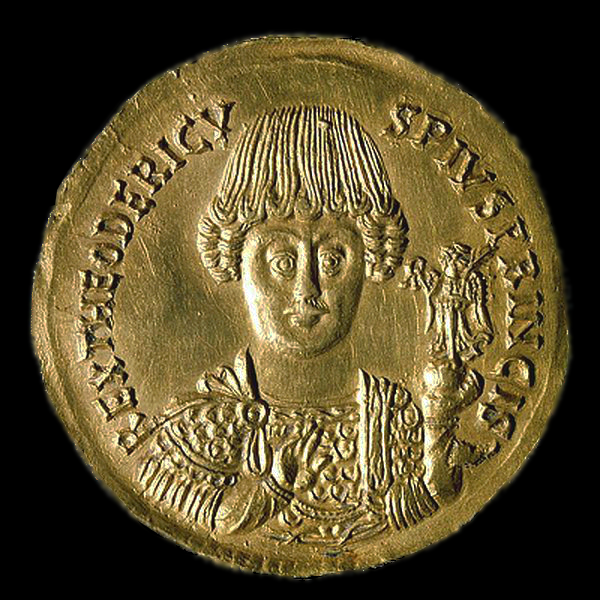
Theoderich der Große († 526)

- Theoderich I. († 451), König der Westgoten
- Theoderich I. († 916), Bischof von Paderborn
- Theoderich I. († 977), Erzbischof von Trier
- Theoderich II. († 466), jüngerer Sohn des Westgotenkönigs Theoderich I.
- Theoderich II. von Wied († 1242), Erzbischof von Trier
- Theoderich Strabo († 481), oströmischer Heermeister ostgotischer Abstammung
- Theoderich von Abensberg († 1383), Bischof von Regensburg
- Theoderich von Basel († 1056), Bischof in Basel
- Theoderich von Estland († 1219), Bischof von Reval
- Theoderich von Konstanz († 1051), Bischof von Konstanz (1047–1051)
- Theoderich von Minden († 880), Bischof von Minden
- Theoderich von Neuhaus († 1302), Bischof von Olmütz
- Theoderich von Prag, Hofmaler des Kaisers Karl IV.
- Theoderich von Reims († 533), katholischer Abt und Heiliger
- Theodhosi, Koço (1913–1977), albanischer kommunistischer Politiker
- Theodo I. († 680), Herzog der Bajuwaren in Baiern (640–680)
- Theodo II., Herzog der Baiern
- Theodo III. (* 770), Herzog von Bayern
- Theodoli, Augusto (1819–1892), italienischer Kardinal
- Theodoli, Mario (1601–1650), italienischer Kardinal
- Théodon, Jean-Baptiste (1645–1713), französischer Bildhauer
- Theodor († 1078), Bischof von Nowgorod
- Theodor Abū Qurra, melchitischer Theologe
- Theodor Askidas († 558), Bischof
- Theódór Elmar Bjarnason (* 1987), isländischer Fußballspieler
- Theodor Eustach (1659–1732), Pfalzgraf und Herzog von Pfalz-Sulzbach
- Theódór Friðriksson (1876–1948), isländischer Schriftsteller
- Theodor I., Bischof in Hesbon und Verwalter des Patriarchats von Jerusalem
- Theodor I. († 649), Papst (642–649)
- Theodor I., erster Bischof von Rostow
- Theodor I. († 1222), byzantinischer KaiserTheodor I. († 1222)

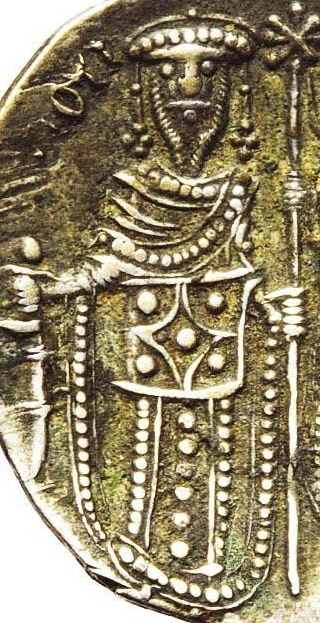
Theodor I. († 1222)

- Theodor I. (1291–1338), Markgraf von Montferrat, Autor
- Theodor I. (1355–1407), byzantinischer Despot von Morea
- Theodor I. Muzaka, albanischer Fürst
- Theodor II., Papst (897)
- Theodor II., Gegenpapst
- Theodor II. († 770), orthodoxer Patriarch von Jerusalem
- Theodor II. (1221–1258), byzantinischer Kaiser
- Theodor II. († 1418), Markgraf von Montferrat
- Theodor II. († 1448), byzantinischer Despot von Morea
- Theodor II. († 1868), Kaiser von Äthiopien
- Theodor II. Eirenikos († 1216), Patriarch von Konstantinopel
- Theodor II. Muzaka (* 1337), albanischer Fürst
- Theodor III. Muzaka, albanischer Fürst
- Theodor Stratelates († 319), römischer Heerführer und Heiliger
- Theodor Studites († 826), Heiliger
- Theodor Tiro († 306), Heiliger, SoldatTheodor Tiro († 306)

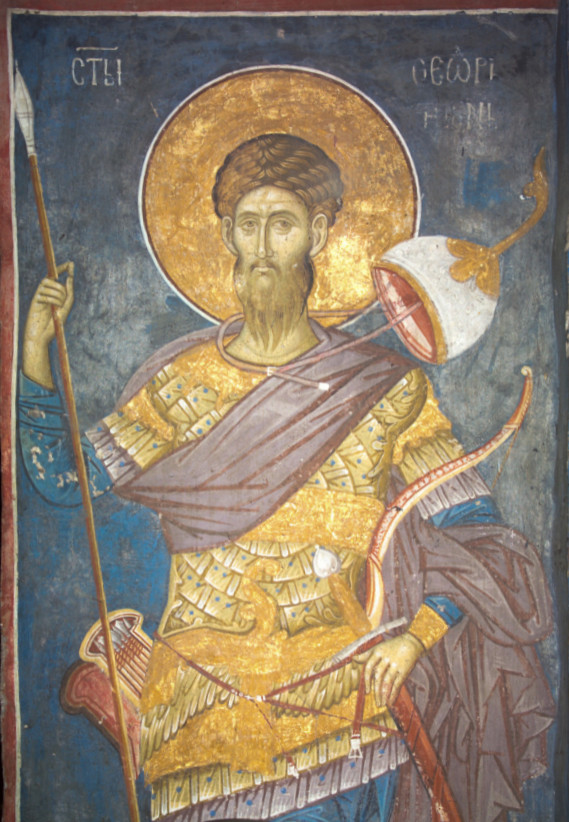
Theodor Tiro († 306)

- Theodor van der Eem (1499–1572), katholischer Märtyrer und Heiliger
- Theodor von Chur, Bischof von Chur
- Theodor von Mopsuestia, christlicher Theologe der antiochenischen Schule
- Theodor von Raithu, Presbyter im Kloster von Raithu
- Theodor von Sitten, Bischof von Octodurum, Heiliger, Landespatron des Kantons Wallis
- Theodor von Tarsus (602–690), achter Erzbischof von Canterbury
- Theodora Angela († 1246), Prinzessin von Byzanz, Herzogin von Österreich und der Steiermark, Zisterzienserin
- Theodora Anna Doukaina Selvo (1058–1083), Frau des Dogen Domenico Selvo
- Theodora I. († 548), Ehefrau des byzantinischen Kaisers Justinian I.Theodora I. († 548)

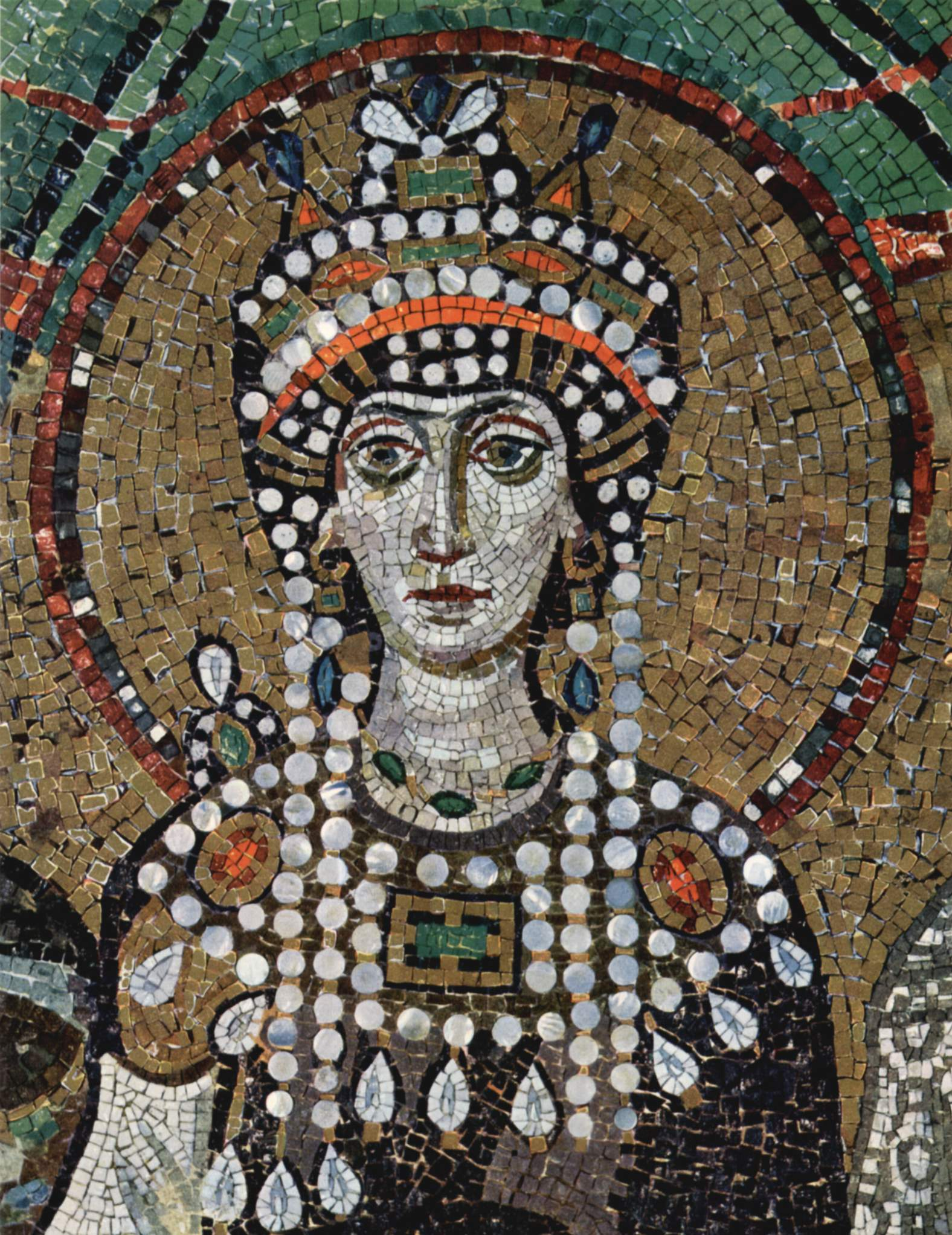
Theodora I. († 548)

- Theodora I. von Tusculum, Frau des römischen Senators und Adelsführers Theophylakt I. von Tusculum
- Theodora II. († 867), Ehefrau des byzantinischen Kaisers Theophilos
- Theodora II. von Tusculum (* 897), Senatrix in Rom
- Theodora III. († 1056), Kaiserin von Byzanz
- Theodora Komnena († 1184), Herzogin von Österreich
- Theodora Komnena, Königin von Jerusalem
- Theodora Komnene, Kaiserin von Trapezunt
- Theodora Petraliphaina, Frau des Despoten von Epirus, Heilige der Orthodoxen Kirche
- Theodora von der Walachei, durch Heirat Zarin von Bulgarien
- Theodora von Griechenland (* 1983), jüngere Tochter von Ex-König Konstantin II. von Griechenland
- Theodora von Griechenland sen. (1906–1969), Prinzessin von Griechenland und Dänemark
- Theodora von Hessen-Darmstadt (1706–1784), Prinzessin von Hessen-Darmstadt und durch Heirat Herzogin von Guastalla
- Theodora, Flavia Maximiana, spätantike römische Kaiserin
- Theodoracopulos, Taki (* 1936), griechischer Journalist
- Theodorakis, George (* 1960), griechischer Komponist und Sänger
- Theodorakis, Mikis (1925–2021), griechischer Komponist, Autor und PolitikerMikis Theodorakis (1925–2021)

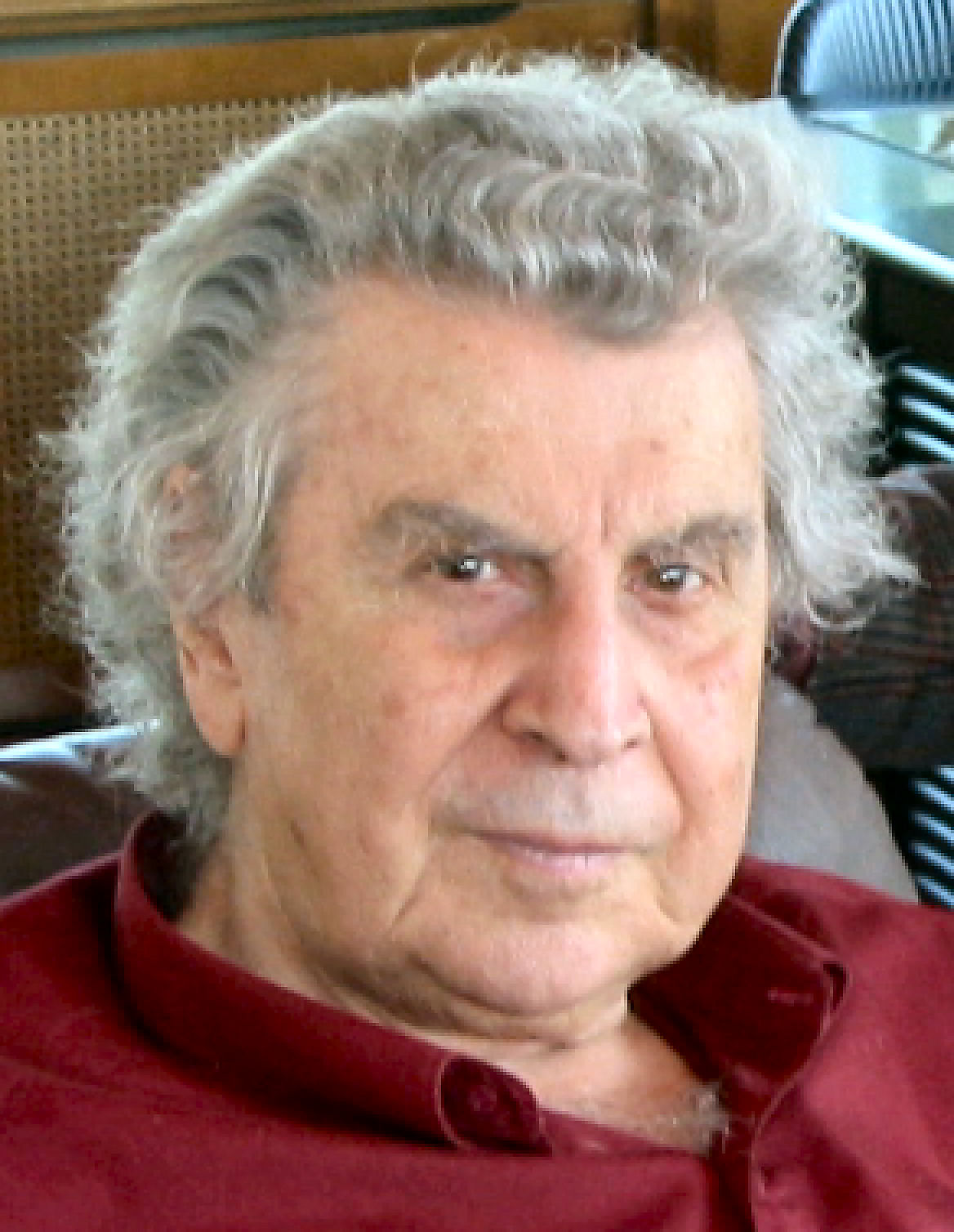
Mikis Theodorakis (1925–2021)

- Theodorakis, Stavros (* 1963), griechischer Journalist und Politiker
- Theodore, Brother (1906–2001), US-amerikanischer Schauspieler und Komiker
- Théodore, Delphine, französische Schauspielerin
- Theodore, Deryk (* 1989), kanadischer Stabhochspringer
- Theodore, Jordan (* 1989), US-amerikanischer Basketballspieler
- Théodore, José (* 1976), kanadischer Eishockeytorwart
- Théodore, Joseph Davilmar (1847–1917), Präsident von Haiti
- Theodore, Nadia, kanadische Diplomatin
- Theodore, Nick (* 1928), US-amerikanischer Politiker
- Theodore, Shea (* 1995), kanadischer Eishockeyspieler
- Theodorescu, Monica (* 1963), deutsche Dressurreiterin und TrainerinMonica Theodorescu (* 1963)

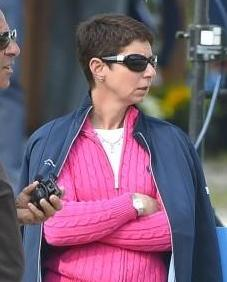
Monica Theodorescu (* 1963)

- Theodorescu, Radu (1933–2007), kanadisch-rumänischer Mathematiker
- Theodoret (* 393), Bischof von Kyrrhos und Kirchenhistoriker
- Theodoret von Kola (1489–1571), orthodoxer Heiliger
- Theodori, Carl von (1788–1857), deutscher Paläontologe und Verwaltungsjurist
- Theodoricus († 1102), Gegenpapst (1100–1102)
- Theodoricus Monachus, geistlicher Chronist
- Theodoricus, Peter (1580–1640), deutscher Rechtswissenschaftler
- Theodoricus, Sebastian († 1574), deutscher Mathematiker und Mediziner
- Théodoridès, Aristide (1911–1994), belgischer Ägyptologe
- Theodoridis, Georgios (* 1972), griechischer Sprinter
- Theodoridis, Giorgos (* 1980), griechischer Fußballspieler
- Theodoridis, Theodoros (* 1965), griechischer Fußballfunktionär
- Theodoridou, Natasa (* 1970), griechische Sängerin
- Theodoridou, Sonia (* 1958), griechische Opernsängerin
- Theodorit, Metropolit von Kiew und der ganzen Rus
- Theodoropoulos, Ioannis, griechischer Leichtathlet
- Theodoropoulou, Avra (1880–1963), griechische Schriftstellerin
- Theodoros, antiker griechischer Toreut
- Theodoros, böotischer Töpfer
- Theodoros, oströmischer Beamter
- Theodoros, Statthalter der Ptolemäer von Zypern und Flottenkommandant
- Theodoros Anagnostes, spätantiker Kirchenhistoriker
- Theodoros Angelos († 1299), griechischer Mitregent von Thessalien, Sohn von Johannes I. Dukas Komnenos
- Theodoros Balsamon, byzantinisch-orthodoxer Rechtsgelehrter und Patriarch von Antiochien
- Theodoros Batatzes, byzantinischer General, Schwiegersohn von Kaiser Johannes II.
- Theodoros Branas, byzantinischer Adliger
- Theodoros Gabras († 1099), byzantinischer Dux von Chaldia, Rebell gegen Alexios I.
- Theodoros Gabras der Jüngere, angeblicher byzantinischer Separatist in Amisos
- Theodoros I. Komnenos Dukas, Despot von Epirus, Gegenkaiser in Thessaloniki
- Theodoros II. (* 1954), griechisch-orthodoxer Patriarch von AlexandrienTheodoros II. (* 1954)

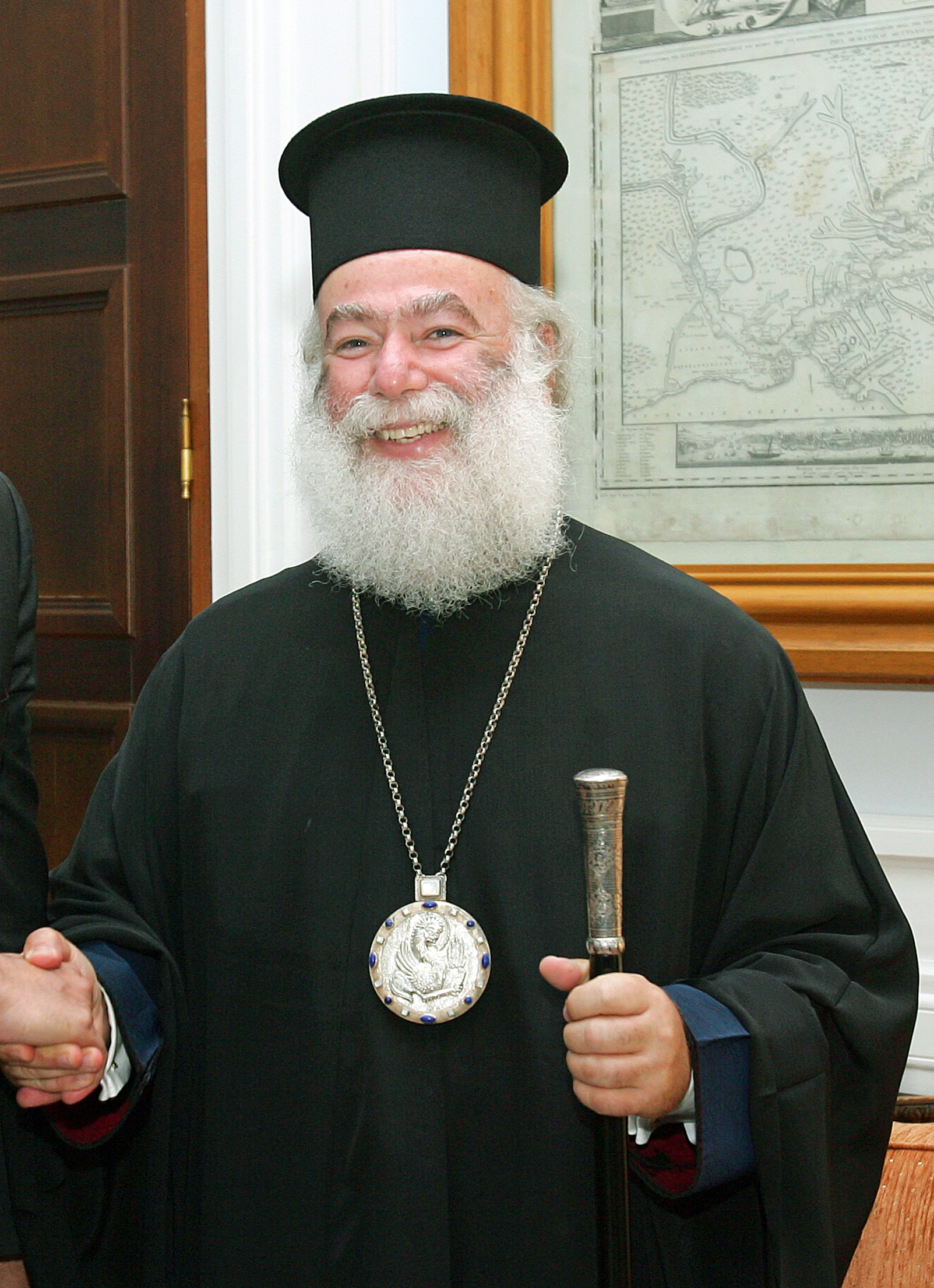
Theodoros II. (* 1954)

- Theodoros Kantakuzenos († 1184), byzantinischer Rebell gegen Kaiser Andronikos I.
- Theodoros Mankaphas, byzantinischer Aristokrat und Gegenkaiser
- Theodoros Rštuni, byzantinischer General armenischer Herkunft
- Theodoros Spudaios, Gegenpatriarch von Jerusalem
- Theodoros von Asine, spätantiker Philosoph
- Theodoros von Edessa, orthodoxer Bischof
- Theodoros von Hermoupolis, byzantinischer Jurist
- Theodoros von Kyrene, griechischer Mathematiker
- Theodoros von Kyrene, griechischer Philosoph
- Theodoros von Phokaia, Architekt der griechischen Antike
- Theodoros von Samos, griechischer Architekt und Ingenieur
- Theodoros von Soloi, griechischer Mathematiker und Philosoph
- Theodorou, Kostas (* 1965), griechisch-deutscher Musiker (Kontrabass, Perkussion)
- Theodorsen, Silje (* 1994), norwegische Skilangläuferin
- Theodorus († 371), römischer Usurpator gegen Kaiser Valens
- Theodorus Calliopas, byzantinischer Exarch von Ravenna
- Theodorus von Celles (1166–1236), Gründer und erster Ordensgeneral des Ordens vom Heiligen Kreuz (Kreuzherren, OSC)
- Theodorus, Flavius, römischer Konsul 505 und Patricius
- Theodosios, monophysitischer Mönch, nach dem Konzil von Chalcedon Gegenpatriarch von Jerusalem
- Theodosios († 896), Patriarch von Antiochien der syrisch-orthodoxen Kirche
- Theodosios (* 583), oströmischer Mitkaiser (590–602)Theodosios (* 583)

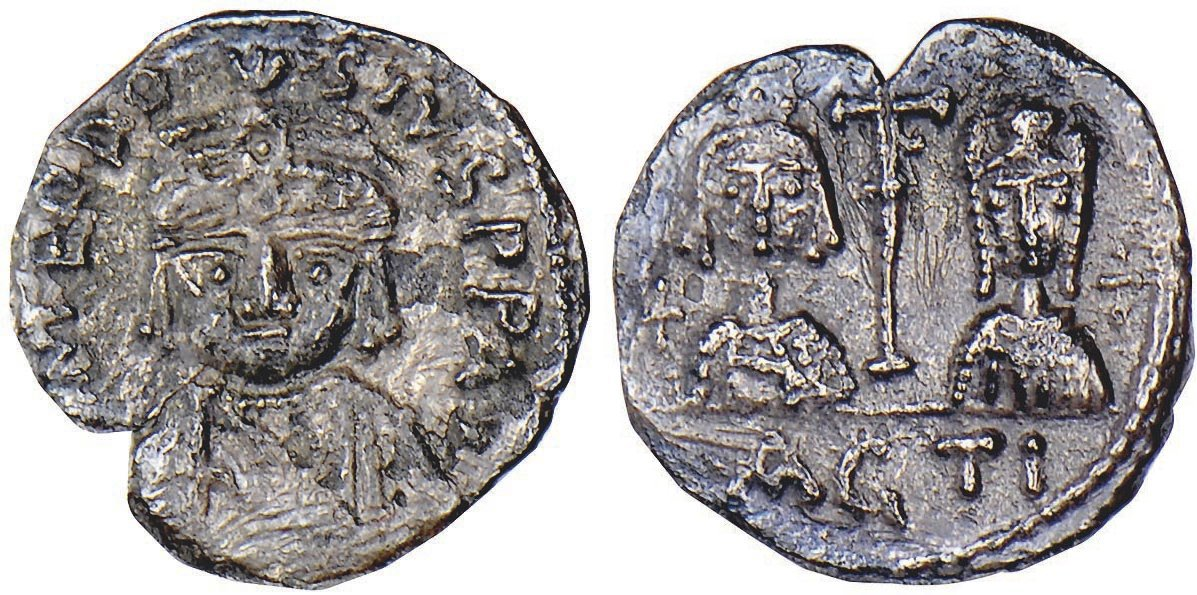
Theodosios (* 583)

- Theodosios, orthodoxer Patriarch von Jerusalem
- Theodosios der Koinobiarch († 529), Mönch und Einsiedler
- Theodosios Diakonos, byzantinischer Dichter
- Theodosios I. Borradiotes, Patriarch von Konstantinopel (1179–1183)
- Theodosios III., byzantinischer Kaiser
- Theodosios Kyprios, byzantinischer Höfling, angeblicher Verschwörer gegen Manuel II.
- Theodosios Monomachos, byzantinischer Senator und Usurpator gegen Kaiser Michael VI.
- Theodosios von Bithynien, griechischer Mathematiker und Astronom
- Theodosius, Archidiakon und Autor
- Theodosius I. (347–395), Kaiser des Römischen Reiches; erhob das Christentum zur StaatsreligionTheodosius I. (347–395)

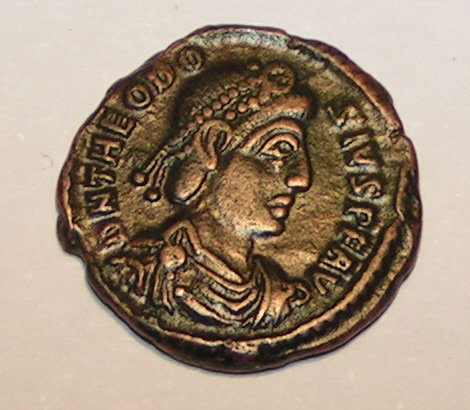
Theodosius I. (347–395)

- Theodosius II. (401–450), Kaiser des oströmischen Reiches
- Theodosius Mar Thoma (* 1949), indischer Geistlicher, Metropolit der Mar-Thoma-Kirche
- Theodosius von Kiew († 1074), orthodoxer Mönch und Heiliger
- Theodosius, Flavius († 376), römischer General; Vater des späteren Kaisers Theodosius I.
- Theodosius, Stephanos (1924–2007), indischer Geistlicher, orthodoxer Metropolit von Kalkutta
- Theodotion, hellenistisch-jüdischer Bibelübersetzer
- Theodotos, antiker griechischer Koroplast
- Theodotos, christlicher Theologe
- Theodotos Hemiolios, seleukidischer Feldherr
- Theodotos I., Patriarch von Konstantinopel
- Theodotos II., Patriarch von Konstantinopel 1151–1153 (oder 1152–1154)
- Theodotos von Ätolien, ägyptischer, später seleukidischer Feldherr
- Theodotos von Byzanz, christlicher Theologe
- Theodotos von Chios, antiker griechisch-ägyptischer Rhetor und Politiker
- Theodotou, Giorgos (* 1974), zyprischer Fußballspieler
- Theodrada, fränkische Adlige, Tochter von Karl dem Großen, Äbtissin von ArgenteuilTheodrada

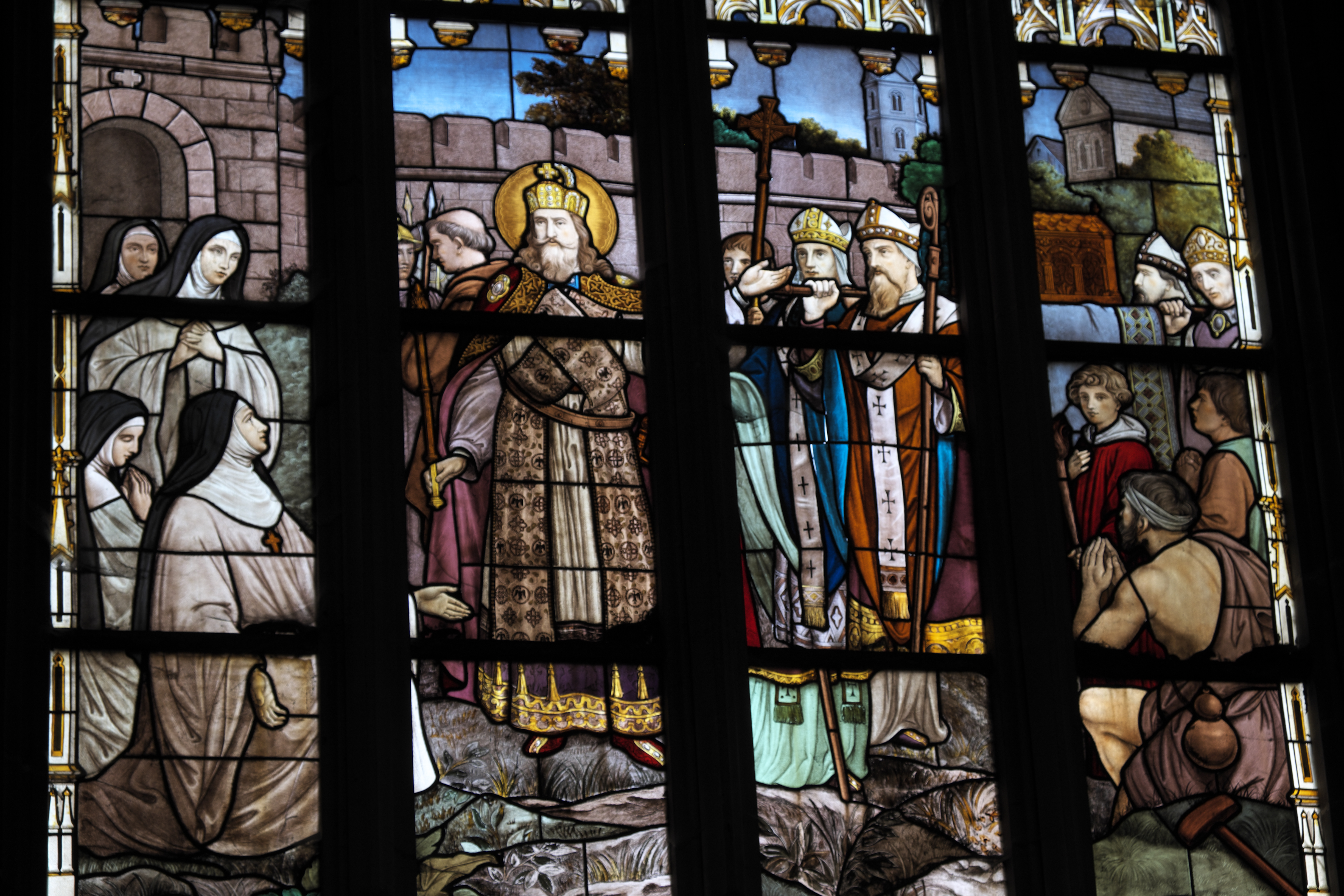
Theodrada

- Theodric († 579), König von Bernicia
- Theodulf von Orléans († 821), westgotischer Gelehrter und Dichter, Berater Karls des Großen, Bischof von Orléans, Abt von Fleury
- Theodulf von Trier, britannischer Fürstensohn, Einsiedler und Heiliger

#### Theof
- Theofanidis, Christopher (* 1967), US-amerikanischer Komponist
- Theofanous, Giorgos (* 1968), zyprischer Komponist
- Theofelus, Emma (* 1996), namibische Politikerin und Vizeministerin
- Theofilakis, Alexandros (* 1877), griechischer Sportschütze
- Theofilakis, Ioannis (1879–1968), griechischer Sportschütze
- Theofili, Maria, griechische Diplomatin und Botschafterin
- Theofilos († 1934), griechischer Maler
- Theofredus von Orange, Abt

#### Theog
- Theogenes, griechischer Kampfsportler
- Theogenes, griechischer Politiker und einer der Dreißig Tyrannen
- Theogenes, athenischer Politiker
- Theogenes, griechischer Verwaltungsbeamter im ptolemäischen Ägypten
- Theoger von Sankt Georgen († 1120), Abt von St. Georgen im Schwarzwald, Klosterreformer, Bischof von Metz
- Theognis von Megara, griechischer Schriftsteller
- Theognostos, byzantinischer Geschichtsschreiber und Grammatiker
- Theognostos († 1353), Metropolit von Kiew und ganz Russland
- Theognostos von Alexandria, christlicher Autor
- Theogonos, griechischer Koroplast

#### Theoh
- Theoharous, Christian (* 1999), australischer Fußballspieler
- Theoharova, Simona (* 1986), deutsch-bulgarische Schauspielerin

#### Theok
- Theokosmos, griechischer Bildhauer
- Theokritos, griechischer Dichter
- Theokritos († 518), oströmischer Thronprätendent
- Theoktist der Mönch, Liederdichter und Melodiker
- Theoktistos († 855), byzantinischer Politiker am Hof der Kaiserin Theodora II. (842–856)

#### Theol
- Théolier, Steven (* 1990), französisch-niederländischer Skirennläufer
- Theologou, Anna (* 1986), zyprische Politikerin

#### Theom
- Theomnestes, Athener Bürger

#### Theon
- Theon von Alexandria, griechischer Mathematiker und Astronom
- Theon von Samos, griechischer Maler
- Theon von Smyrna, Platoniker, Mathematiker, Astronom
- Théon, Alma (1843–1908), Okkultistin und Medium
- Théon, Max (1848–1927), polnisch-jüdischer Kabbalist und Okkultist
- Theonas († 300), Bischof von Alexandria
- Theonesios I., Herrscher der Charakene
- Theonest, Märtyrer, Bischof von Mainz
- Theonestos († 425), römisch-katholischer Heiliger

#### Theop
- Theopempt, Metropolit von Kiew
- Theophan (1815–1894), russischer Geistlicher und Bischof
- Theophan (1875–1940), russisch-orthodoxer Geistlicher, Beichtvater am Zarenhof
- Theophanes († 818), byzantinischer Mönch und Geschichtsschreiber
- Theophanes der Grieche, griechischer Ikonenmaler
- Theophanes der Kreter († 1559), griechischer Mönch und Maler
- Theophanes III. († 1644), griechisch-orthodoxer Patriarch von Jerusalem
- Theophanes Kerameus, Bischof von Rossano
- Theophanes von Byzanz, spätantiker Geschichtsschreiber
- Theophanes von Mytilene, antiker griechischer Politiker und Geschichtsschreiber
- Theophanu († 991), Frau Kaiser Ottos II. und Mitkaiserin des ostfränkisch-deutschen ReichesTheophanu († 991)

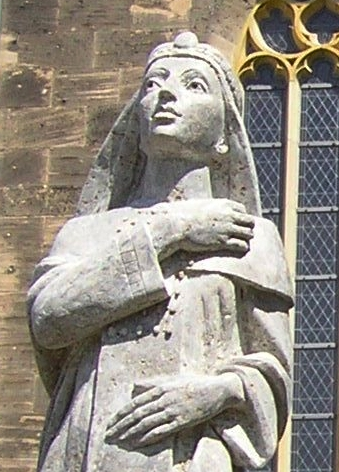
Theophanu († 991)

- Theophanu († 1058), Äbtissin im Stift Essen
- Theophanu die Ältere, byzantinische Kaiserin
- Theophilos, Adressat des Lukasevangeliums und der Apostelgeschichte
- Theophilos, indischer König
- Theophilos († 842), byzantinischer Kaiser (829–842)
- Theophilos der Inder, spätantiker christlicher Bischof und Missionar
- Theophilos Erotikos, byzantinischer Usurpator auf Zypern
- Theophilos I. († 1020), orthodoxer Patriarch von Jerusalem
- Theophilos III. von Alexandria (1764–1833), griechisch-orthodoxer Patriarch von Alexandria
- Theophilos III. von Jerusalem (* 1952), amtierender Patriarch der Orthodoxen Kirche von Jerusalem
- Theophilos von Alexandria († 412), Patriarch von Alexandria
- Theophilos von Edessa (695–785), christlich-syrischer Gelehrter
- Theophilus, Bischof von Antiochien
- Theophilus, Negus Negest (Kaiser) von Äthiopien
- Theophilus ben Ananus, jüdischer Hoherpriester
- Theophilus Presbyter, Verfasser einer lateinischen Schrift, in der Kunsthandwerkstechniken des Mittelalters dargestellt werden
- Theophilus von Adana, Kleriker
- Theophilus von Caesarea († 195), Bischof von Caesarea, Heiliger
- Theophilus von Corte (1676–1740), französischer Franziskaner und Priester
- Theophilus, Nicolaus (1541–1604), Landgräflich Hessischer Rat, Hochschullehrer an der Universität Kopenhagen, Diplomat und Dichter
- Theophobos, byzantinischer Feldherr persischer oder kurdischer HerkunftTheophobos

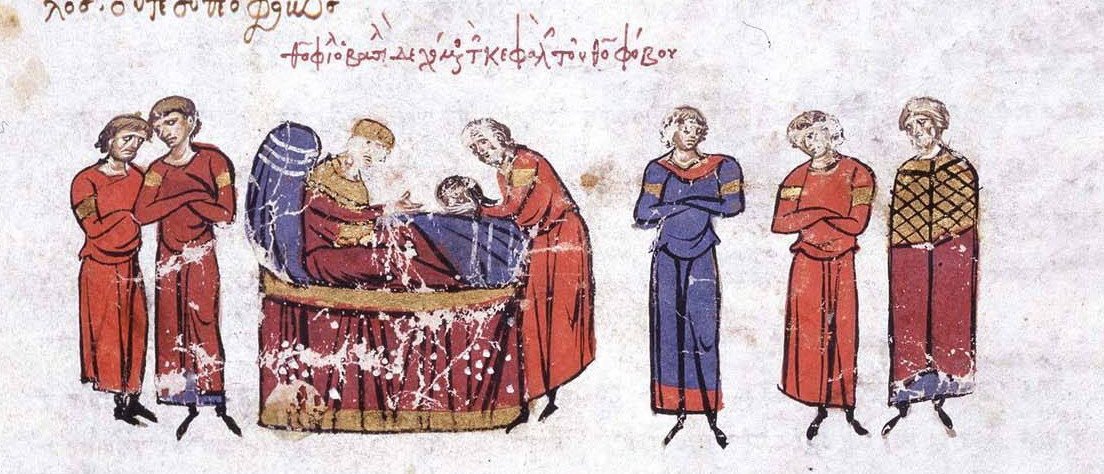
Theophobos

- Theophrastos von Eresos, griechischer Philosoph und NaturforscherTheophrastos von Eresos

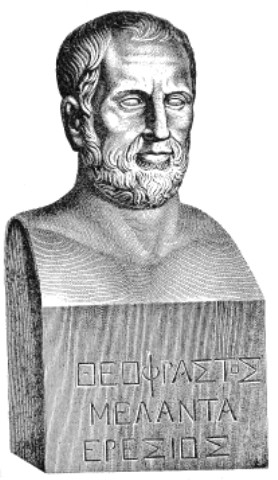
Theophrastos von Eresos

- Theophylactus, byzantinischer Exarch von Ravenna
- Theophylakt, Metropolit von Kiew
- Theophylakt I. von Tusculum, mittelalterlicher römischer Senator und Konsul
- Theophylakt von Ohrid, Erzbischof von Ohrid
- Theophylaktos Lakapenos (917–956), Patriarch von Konstantinopel (933–956)
- Theophylaktos Rhangabe, byzantinischer Patrikios und Admiral
- Theophylaktos Rhangabe (793–849), byzantinischer Kaiser (811–813)
- Theophylaktos Simokates, spätantiker Historiker
- Theopold, Arnold (1884–1959), deutscher Jurist und Staatsrat im Fürstentum Lippe
- Theopold, Dorothee (1886–1926), deutsche Schriftstellerin
- Theopold, Hans-Bernhard (1930–2011), deutscher Fernsehredakteur und Regisseur von volksmusikalischen Sendungen
- Theopold, Hans-Martin (1904–2000), deutscher Pianist, Musikpädagoge und Hochschullehrer
- Theopold, Wilhelm (1915–2009), deutscher Kinderarzt und Hochschullehrer
- Theopompos, spartanischer König
- Theopompos, griechischer Geschichtsschreiber der Antike

#### Theor
- Theorell, Hugo (1903–1982), schwedischer Biochemiker
- Theorin, Daniel (* 1983), schwedischer Fußballspieler
- Theorin, Iréne (* 1963), schwedische Opernsängerin (Sopran)
- Theorin, Johan (* 1963), schwedischer Schriftsteller
- Theory, Austin (* 1997), amerikanischer WrestlerAustin Theory (* 1997)

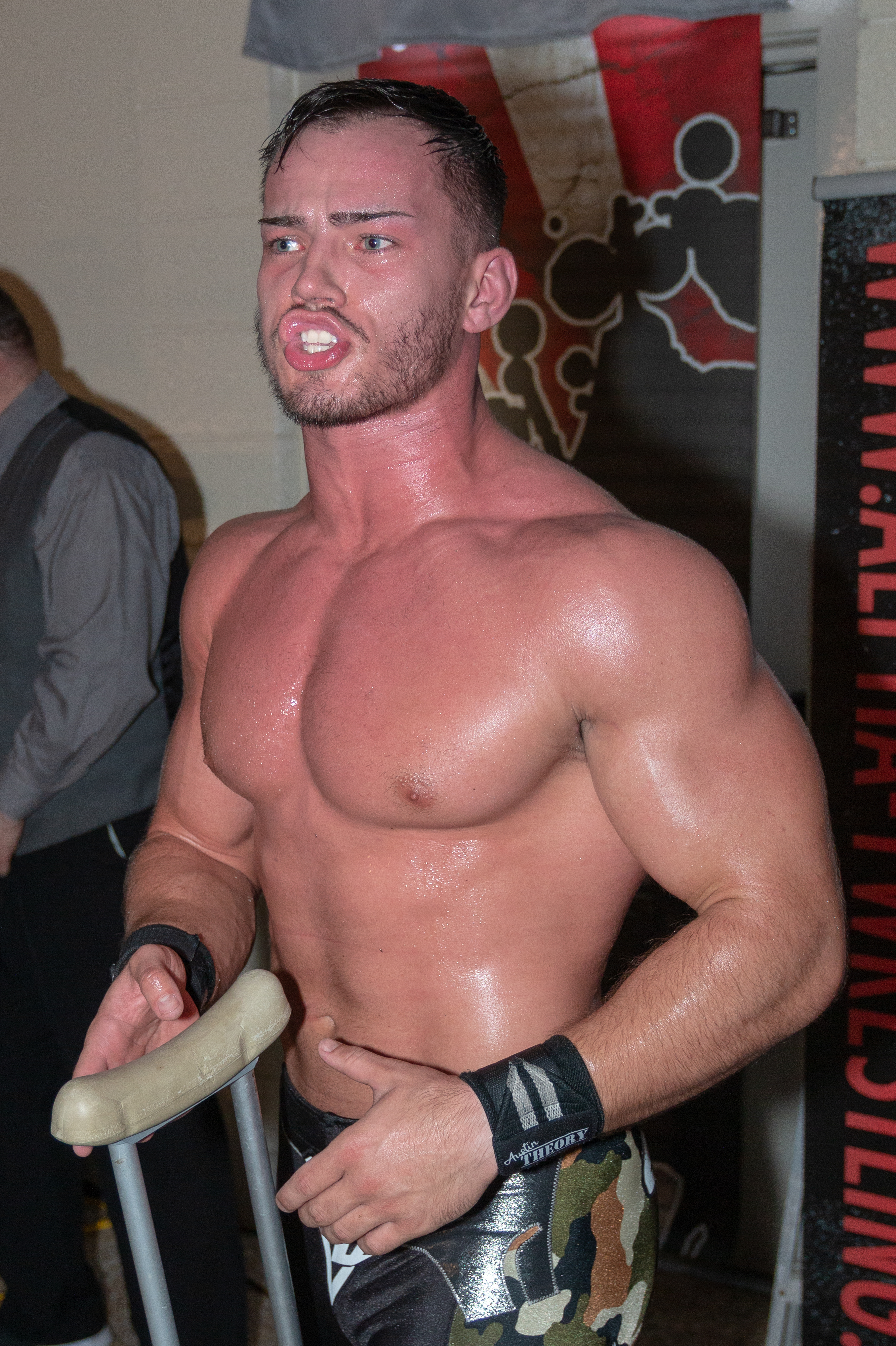
Austin Theory (* 1997)

#### Theos
- Theosebios, griechischer Philosoph

#### Theot
- Théot, Catherine (1716–1794), französische Mystikerin und Predigerin
- Theotbald I. († 856), Benediktiner und Bischof von Langres
- Theotbald von Arles, Graf von Arles
- Theotmar († 907), Erzbischof von Salzburg
- Theoto († 871), Abt des Klosters Fulda
- Theotokis, Georgios (1844–1916), griechischer Politiker und Ministerpräsident
- Theotokis, Ioannis (1880–1961), griechischer Politiker und Ministerpräsident
- Theotokites, Leontios, Patriarch von Konstantinopel (1189)
- Theotokopoulos, Jorge Manuel (1578–1631), spanischer Maler und Architekt, Sohn von El Greco
- Theotonius (1082–1162), portugiesischer Heiliger, Prior des Stifts Santa Cruz

#### Theoz
- Theoz (* 2005), schwedischer Sänger und Schauspieler
- Theozotos, griechischer Töpfer

### Thep
- Thepchaiya Un-Nooh (* 1985), thailändischer SnookerspielerThepchaiya Un-Nooh (* 1985)

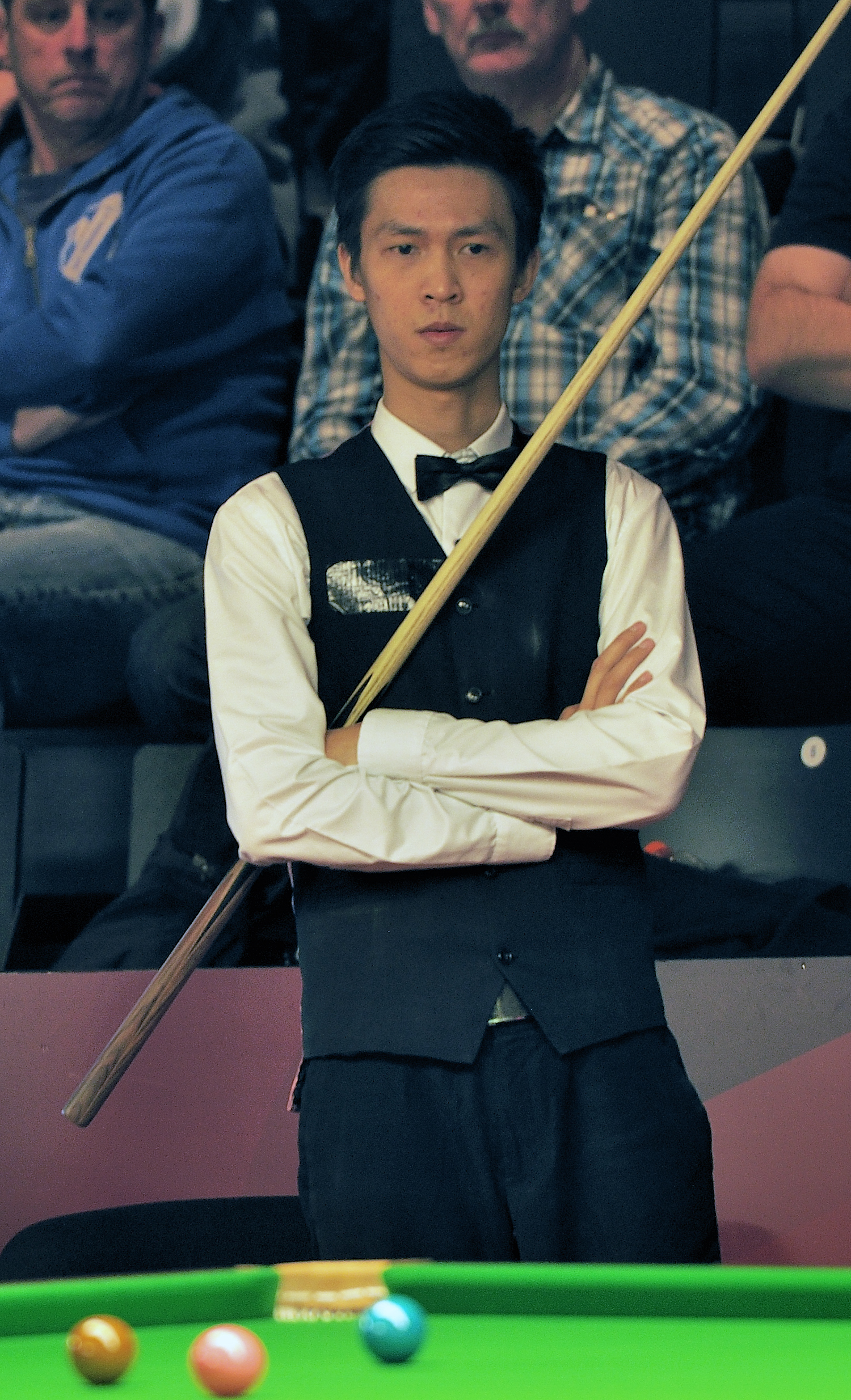
Thepchaiya Un-Nooh (* 1985)

- Thépenier, Jean (1913–1978), französischer Autorennfahrer und Maserati-Händler
- Thépénier, Michel (* 1945), französischer Eisschnellläufer
- Thépot, Alex (1906–1989), französischer Fußballtorhüter
- Theppatat Wantanaboon (* 2003), thailändischer Fußballspieler
- Theppitak Poonjuang (* 1998), thailändischer Fußballspieler
- Thepwirun Chatkittirot (* 1998), thailändischer Fußballspieler

### Ther
- Ther, Leopold (1908–1971), österreichischer Pharmakologe
- Ther, Philipp (* 1967), deutscher und österreichischer Historiker
- Thera, Abdoulaye (* 1955), malischer Judoka
- Theramenes († 404 v. Chr.), athenischer Politiker
- Theran, Santiago (* 2006), kolumbianischer Leichtathlet
- Théraulaz, Alphonse (1840–1921), Schweizer Politiker
- Théraulaz, Yvette (* 1947), Schweizer Schauspielerin und Sängerin
- Therborn, Göran (* 1941), schwedischer Soziologe und Hochschullehrer
- Therbu, Laurids de, deutscher Kartograf, Zeichner, Offizier, Ingenieur, Herausgeber und Verleger
- Therbusch, Anna Dorothea (1721–1782), deutsche Malerin des Rokoko
- Therdsak Chaiman (* 1973), thailändischer Fußballspieler
- Théréau, Cyril (* 1983), französischer Fußballspieler
- Theremin, Carl Wilhelm (1784–1852), preußischer Landschafts- und Vedutenmaler, Kaufmann sowie Konsul
- Theremin, Charles Philipp (1837–1924), preußischer Generalleutnant und Kommandeur der 16. Feld-Artilleriebrigade
- Theremin, Franz (1780–1846), protestantischer Theologe und Dichter
- Theremin, Leon (1896–1993), sowjetischer Physiker und MusikerLeon Theremin (1896–1993)

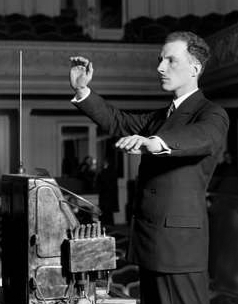
Leon Theremin (1896–1993)

- Theremin, Peter (* 1991), russischer Theremin-Spieler und Komponist
- Theren, Mila (1872–1946), österreichische Theaterschauspielerin und Soubrette
- Theres, Sachar (* 1974), deutscher Fußballspieler
- Thérésa (1837–1913), französische Sängerin
- Therese Kunigunde von Polen (1676–1730), Tochter von König Johann III. Sobieski und die zweite Frau von Kurfürst Maximilian II. Emanuel
- Therese von Bayern (1850–1925), deutsche Ethnologin, Zoologin, Botanikerin und Anthropologin
- Therese von Braunschweig-Wolfenbüttel (1728–1778), Prinzessin von Braunschweig-Wolfenbüttel, Äbtissin von Stift Gandersheim
- Therese von Liechtenstein (1850–1938), Prinzessin von und zu Liechtenstein und Prinzessin von Bayern
- Therese von Sachsen-Altenburg (1823–1915), deutsche Prinzessin von Sachsen-Altenburg
- Therese von Sachsen-Altenburg (1836–1914), Herzogin von Dalekarlien
- Therese von Sachsen-Hildburghausen (1792–1854), Königin von BayernTherese von Sachsen-Hildburghausen (1792–1854)

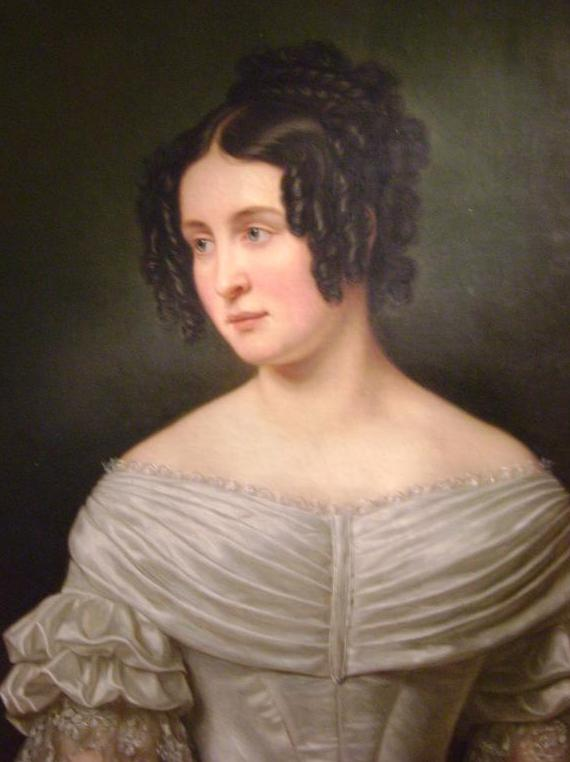
Therese von Sachsen-Hildburghausen (1792–1854)

- Therese zu Mecklenburg (1773–1839), Prinzessin, geborene Herzogin zu Mecklenburg und Ehefrau des Fürsten Karl Alexander von Thurn und Taxis
- Theresia Benedicte von Bayern (1725–1743), Kurfürstin von Sachsen, Künstlerin
- Theresia Emanuela von Bayern (1723–1743), Prinzessin von Bayern
- Theresia von León (1080–1130), Gräfin, Regentin und Königin von Portugal
- Theresia von Portugal († 1250), Königin von León
- Théret, Christa (* 1991), französische Schauspielerin
- Théret, Max (1913–2009), französischer Unternehmer und Mitbegründer des Fnac-Konzerns
- Theriaga, Jorge (* 1954), portugiesischer Arzt und Dreibandspieler
- Thériault, Barbara (* 1972), kanadische Soziologin und Schriftstellerin
- Thériault, Denis (* 1959), kanadischer Schriftsteller und Drehbuchautor
- Thériault, Donald (* 1946), kanadischer Geistlicher, emeritierter Militärbischof von Kanada
- Thériault, Milaine (* 1973), kanadische Skilangläuferin
- Thériault, Pierre (1930–1987), kanadischer Schauspieler
- Thériault, Roch (1947–2011), kanadischer Sektengründer und Mörder
- Thériault, Yves (1915–1983), kanadischer Autor
- Therien, Chris (* 1971), kanadischer Eishockeyspieler
- Thérier, Jean-Luc (1945–2019), französischer Autorennfahrer
- Therikles, Archon von Athen
- Therikles, griechischer Töpfer
- Therimenes († 412 v. Chr.), spartanischer Flottenführer
- Thering, Benedict Heinrich (1679–1743), deutscher lutherischer Geistlicher
- Thering, Dennis (* 1984), deutscher Politiker (CDU), MdHBDennis Thering (* 1984)

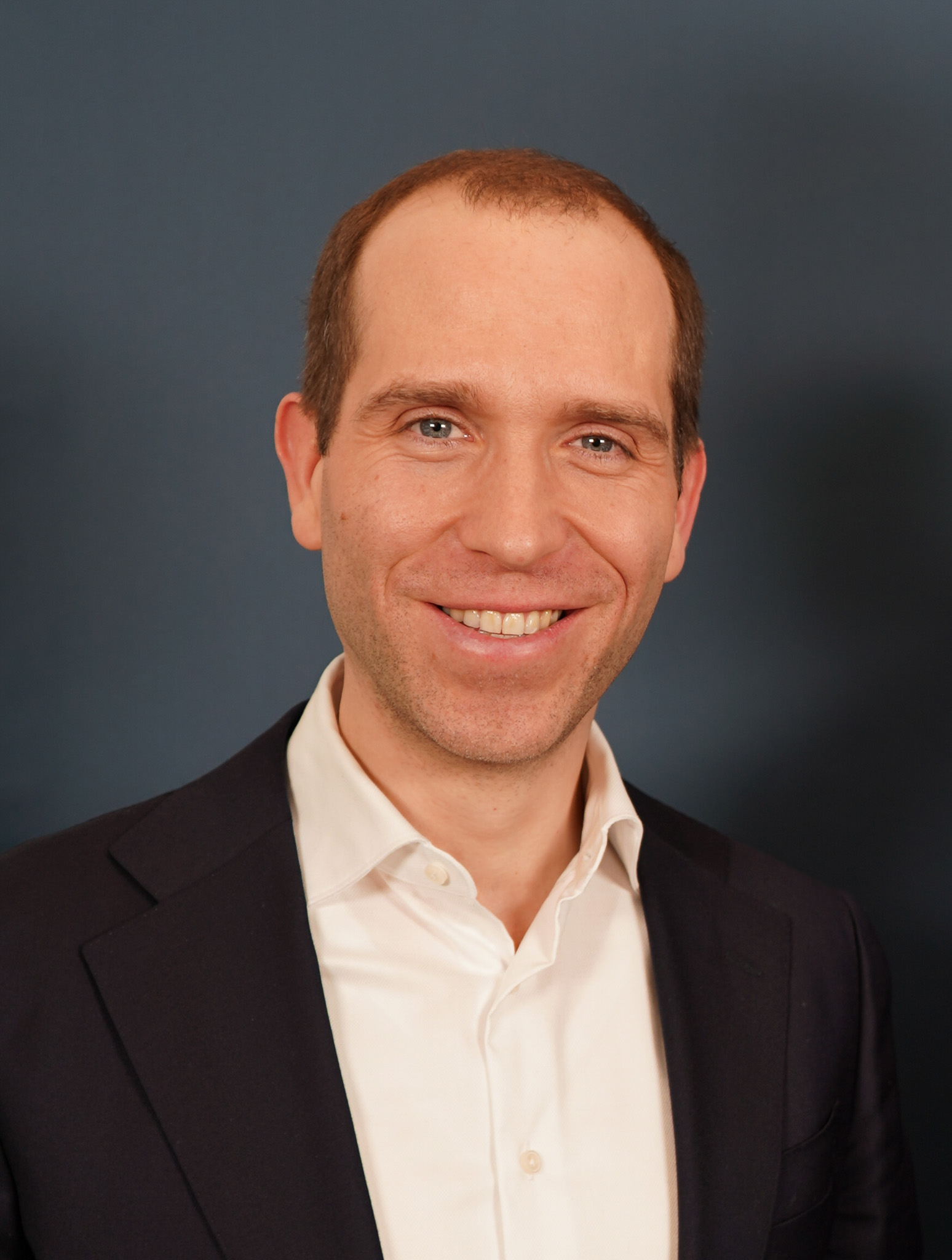
Dennis Thering (* 1984)

- Thering, Johann Lucas (1691–1751), deutscher Jurist, Hof- und Baurat sowie Oberbürgermeister von Frankfurt an der Oder
- Thering, Lucas Heinrich (1648–1722), deutscher evangelischer Theologe
- Therinos, griechischer Töpfer
- Thériot, Alexandre (* 1972), französischer Architekt und Universitätsprofessor
- Thérive, André (1891–1967), französischer Journalist, Schriftsteller, Literaturkritiker, Essayist, Romanist und Sprachpfleger
- Therkatz, Rudolf (1908–1961), deutscher Schauspieler
- Therkelsen, Jens Kristian (* 1966), grönländischer Politiker (Siumut)
- Therkelsen, Jonas (* 2003), norwegischer Fußballspieler
- Therman, Eeva (1916–2004), finnisch-amerikanische Zytogenetikerin
- Thermann, Edmund von (1884–1951), deutscher Diplomat
- Thermann, Hajo, deutscher orthopädischer Chirurg
- Thermann, Wilhelm Gotthold von (1762–1825), deutscher Jurist, kursächsischer Oberhofgerichtsrat in Leipzig, Rittergutsbesitzer
- Thermann, Yannick (* 1994), deutscher Fußballspieler
- Thermantia, Nichte des römischen Kaisers Theodosius I.
- Thermantia († 415), zweite Ehefrau des römischen Kaisers Honorius
- Thermo, Adolf von (1845–1905), preußischer Generalmajor
- Thermo, Gustav von (1762–1835), Landrat im Kreis Calau
- Thermo, Kaspar Ehrenreich von († 1750), preußischer Oberst
- Thern, Jonas (* 1967), schwedischer Fußballspieler
- Thern, Károly (1817–1886), ungarischer Komponist
- Thern, Louis (1848–1920), österreichisch-ungarischer Pianist und Musikpädagoge
- Thern, Simon (* 1992), schwedischer Fußballspieler
- Thern, Willy (1847–1911), österreichisch-ungarischer Pianist und Musikpädagoge
- Thernstrom, Abigail (1936–2020), US-amerikanische Politikwissenschaftlerin
- Thernstrom, Stephan (1934–2025), US-amerikanischer Historiker
- Théroigne de Méricourt (1762–1817), französische Revolutionärin
- Theron von Akragas, Tyrann von Akragas
- Theron, Charlize (* 1975), südafrikanisch-US-amerikanische Schauspielerin und FilmproduzentinCharlize Theron (* 1975)

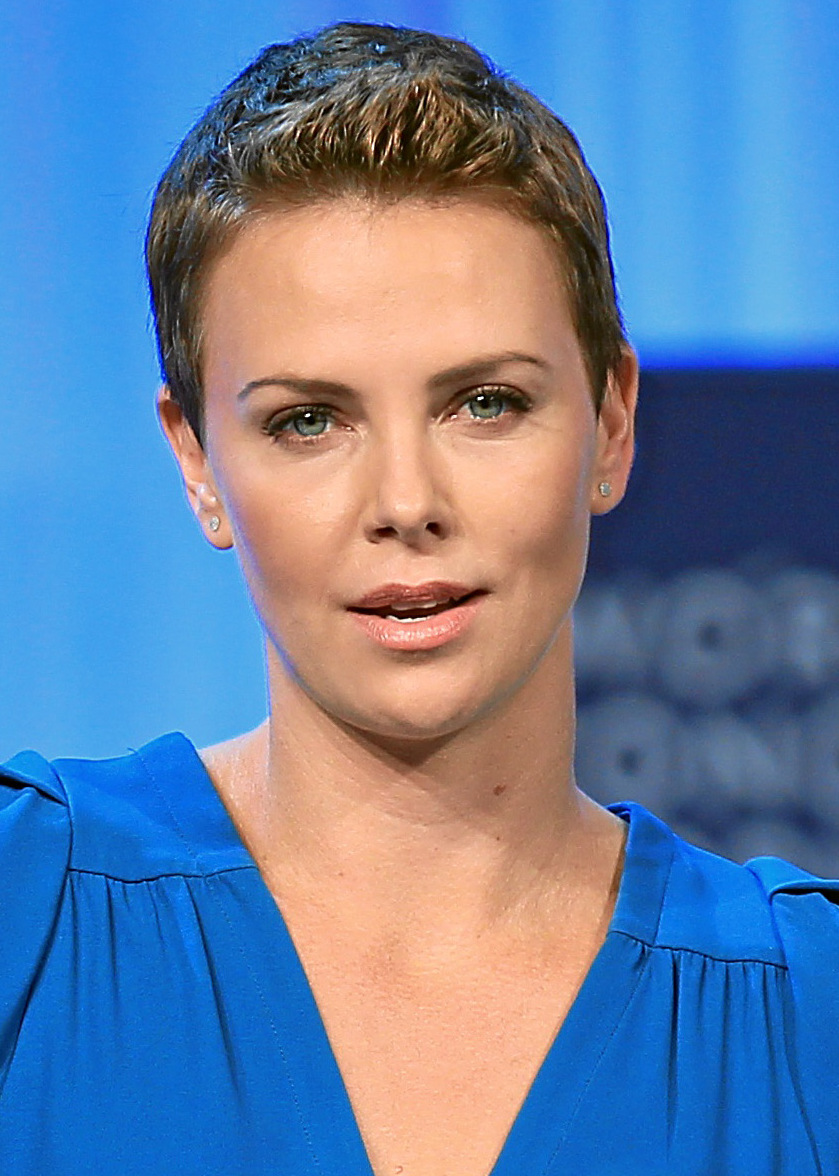
Charlize Theron (* 1975)

- Theron, François Henri (1891–1967), südafrikanischer Militär und Botschafter
- Theron, Leona (* 1966), südafrikanische Juristin und Verfassungsrichterin
- Theron, Liniques (* 1995), namibische Tennisspielerin
- Théron, Manu (* 1969), französischer Sänger
- Theron, Pieter Daniël (1945–2021), südafrikanischer Acarologe
- Theroux, Justin (* 1971), US-amerikanischer SchauspielerJustin Theroux (* 1971)

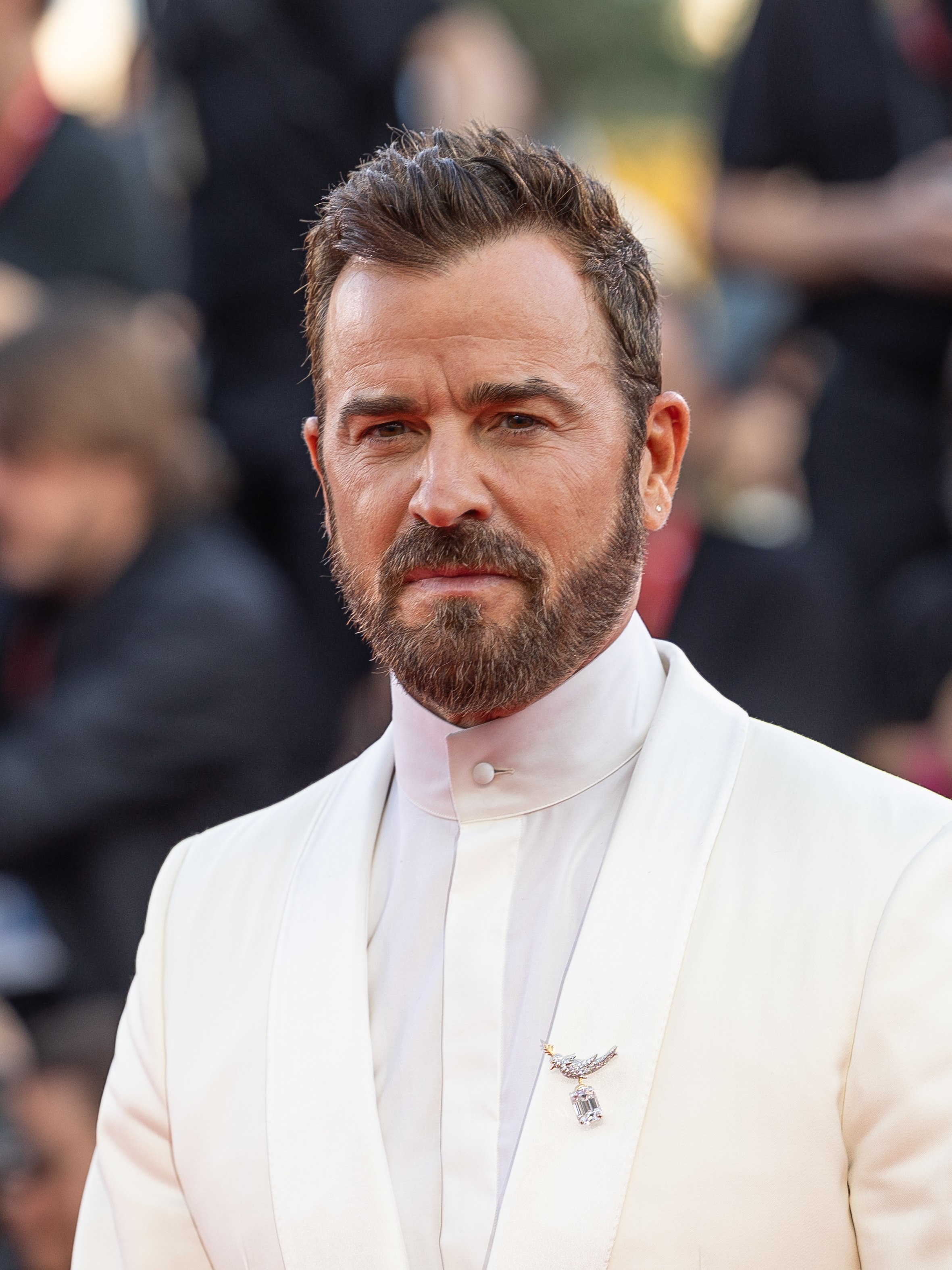
Justin Theroux (* 1971)

- Theroux, Louis (* 1970), britischer Journalist
- Theroux, Marcel (* 1969), britischer Dokumentarfilmer und Schriftsteller französisch-kanadisch-italienischer Abstammung
- Theroux, Paul (* 1941), US-amerikanischer Reiseschriftsteller französisch-italienischer Abstammung
- Therre, Hans (* 1948), deutscher literarischer Übersetzer und freier Autor
- Therriault, Casey (* 1989), US-amerikanischer American-Football-Spieler
- Therriault, Édouard (* 2003), kanadischer Freestyle-Skisportler
- Therriault, Michael, kanadischer Schauspieler
- Therrien, Michel (* 1963), kanadischer Eishockeyspieler und -trainer
- Therrien, Rachel (* 1987), kanadische Jazzmusikerin (Trompete, Komposition)
- Therrien, Robert (1947–2019), US-amerikanischer Bildhauer und Zeichner
- Therrio, Ralph (* 1954), US-amerikanischer Radrennfahrer
- Therstam, Stefan (* 1958), schwedischer Organist und Hochschullehrer
- Therstappen, Hans Joachim (1905–1950), deutscher Musikwissenschaftler
- Therstappen, Paul (1872–1949), deutscher Bibliothekar, Kulturhistoriker und Schriftsteller
- Théry, Gabriel (1891–1959), französischer Historiker und Theologe
- Théry, Hervé (* 1951), französischer Geograph
- Théry, Jonathan (* 1981), französischer Musiker und Musikjournalist
- Théry, Léon (1879–1909), französischer Rennfahrer
- Theryoung, Robin (* 1978), US-amerikanische Goalballspielerin

### Thes
- Theseira, Ronald (1938–2022), malaysischer Fechter
- Theselius, Gösta (1922–1976), schwedischer Jazzmusiker (Piano, Saxophon, Arrangement, Komposition)
- Theselius, Mats (* 1956), schwedischer Architekt und Designer
- Thesen, Mathias (1891–1944), deutscher Politiker (KPD), MdR, im KZ Sachsenhausen erschossen
- Theseus-Maler, griechischer Vasenmaler
- Thesiger, Ernest (1879–1961), britischer Schauspieler
- Thesiger, Frederic, 1. Baron Chelmsford (1794–1878), britischer Jurist und Politiker, Mitglied des House of Commons
- Thesiger, Frederic, 1. Viscount Chelmsford (1868–1933), britischer Kolonialbeamter und Vizekönig von Indien
- Thesiger, Frederic, 2. Baron Chelmsford (1827–1905), britischer General und Oberbefehlshaber der Briten im Zulukrieg
- Thesiger, Wilfred (1910–2003), britischer Forscher und EntdeckerWilfred Thesiger (1910–2003)

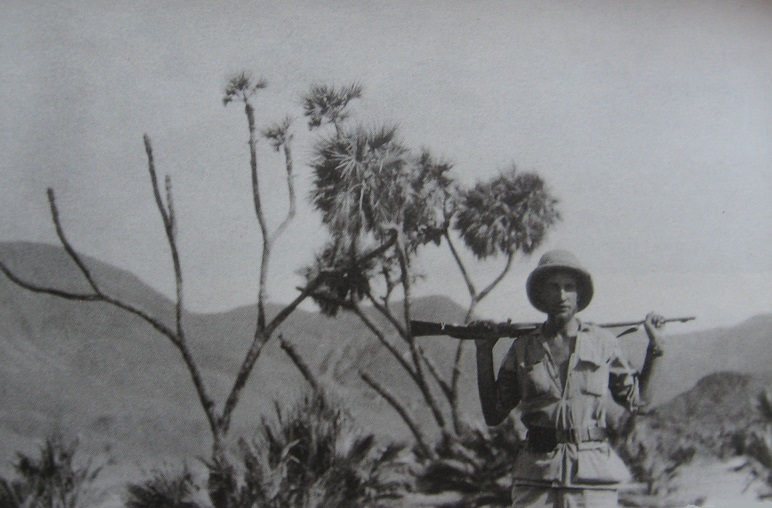
Wilfred Thesiger (1910–2003)

- Thesing, Curt (1879–1956), deutscher Biologe, Autor und Übersetzer von populärwissenschaftlicher Literatur
- Thesing, Ernst (1874–1954), deutscher Arzt, Stadtphysicus, Schularzt, Stadtverordneter, Stadtrat und Autor
- Thesing, Jan (1924–2018), deutscher Chemiker und Manager
- Thesing, Josef (* 1937), deutscher Politikwissenschaftler, Publizist, stellvertretender Generalsekretär der Konrad-Adenauer-Stiftung
- Thesing, Paul (1882–1954), deutscher Maler
- Thesker, Stefan (* 1991), deutscher Fußballspieler
- Thesleff, Ellen (1869–1954), finnische Malerin des Expressionismus, Impressionismus und Symbolismus
- Thesleff, Holger (1924–2023), finnischer Altphilologe und Philosophiehistoriker
- Thesling, Hans-Josef (* 1961), deutscher Jurist, Präsident des Bundesfinanzhofs
- Thesmacher, Adolf (1880–1948), deutscher Architekt
- Thesmar, Friedrich (1810–1895), deutscher Rechtsanwalt und Parlamentarier
- Thespis, griechischer Tragödiendichter und Schauspieler
- Thess, André (* 1964), deutscher Physiker
- Thessalonike von Makedonien († 295 v. Chr.), makedonische Prinzessin
- Thessalos von Tralleis, römischer Arzt
- Thestrup, Hans Nicolai (1794–1879), dänischer Heeresoffizier und Minister
- Thestrup, Ole (1948–2018), dänischer Schauspieler
- Thesz, Lou (1916–2002), amerikanischer WrestlerLou Thesz (1916–2002)

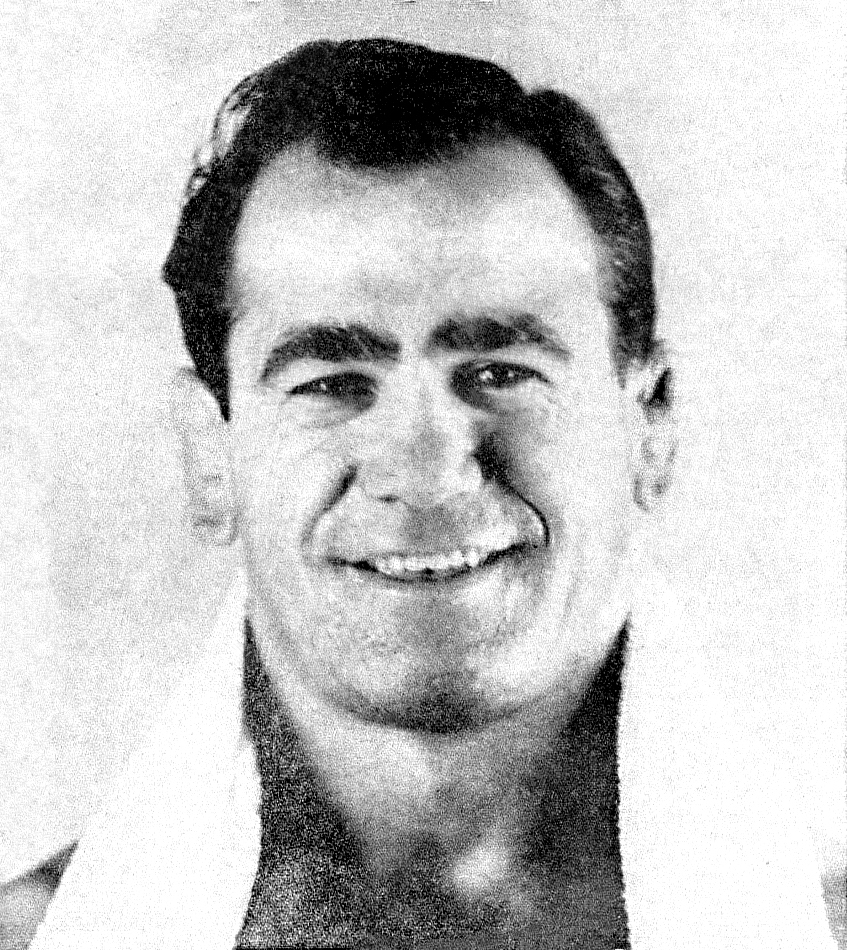
Lou Thesz (1916–2002)

### Thet
- Thet Naing (* 1992), myanmarischer Fußballspieler
- Thet Shine Naung (* 1993), myanmarischer Fußballspieler
- Thet Win Aung (1971–2006), birmanischer Studentenführer
- Thet, Anthony (* 1980), deutscher Sänger, Gitarrist und Songwriter
- Thet, Htar Thuzar (* 1999), burmesische Badmintonspielerin
- Theti, Carlo (1529–1589), Militäringenieur
- Thetter, Olaf (* 1940), österreichischer Thoraxchirurg und Hochschullehrer

### Theu
- Theubet, Gabriel (* 1936), Schweizer Politiker (CVP)
- Theudas, jüdischer messianischer Prediger und Volksführer
- Theudebald, alamannischer Herzog (709–744)
- Theudebald († 719), bairischer Herzog
- Theudebald († 555), merowingischer Frankenkönig
- Theudebert, Herzog von Bayern
- Theudebert I., merowingischer König in Austrasien
- Theudebert II. (585–612), König der Franken mit Residenz Metz
- Theudechild, fränkische Prinzessin und Äbtissin
- Theudelapius († 653), Herzog, dux von Spoleto
- Theudelinde († 627), langobardische Königin und SeligeTheudelinde († 627)

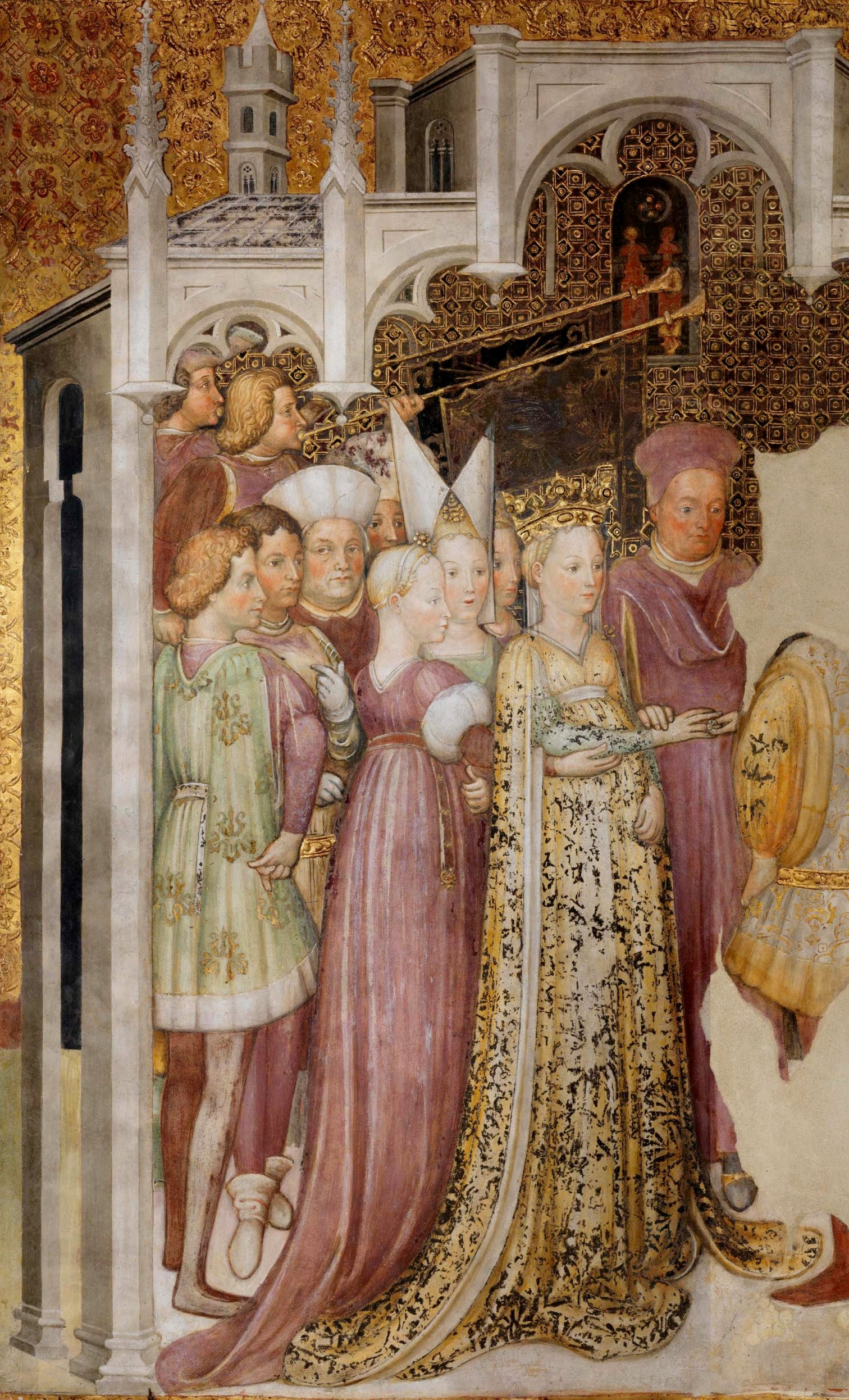
Theudelinde († 627)

- Theuderich I. († 533), fränkischer König (Reich von Metz: 511–533); ältester Sohn von Chlodwig I.
- Theuderich II. (587–613), merowingischer König des Frankenreichs (596–613)
- Theuderich III. (* 653), merowingischer König des Frankenreichs
- Theuderich IV. († 737), merowingischer Frankenkönig (721–737)
- Theudesinda, Tochter des Friesen-Königs Radbod
- Theudigisel († 549), König der Westgoten
- Theudis († 548), König der Westgoten
- Theudoald (* 708), fränkischer Hausmeier
- Theudomer, fränkischer König, wahrscheinlich der ripuarischen Franken
- Theuer, Adolf (1920–1947), deutscher Kriegsverbrecher und Mitglied der SS
- Theuer, Dieter (1933–2022), deutscher Gastroenterologe
- Theuer, Franz (1922–2003), österreichischer Historiker
- Theuer, Max (1878–1949), österreichischer Architekt und Bauforscher
- Theuer, Timon (* 1994), österreichischer Mittelstreckenläufer
- Theuerjahr, Heinz (1913–1991), deutscher Bildhauer, Maler und Graphiker
- Theuerkauf, Christoph (* 1984), deutscher Handballspieler und -trainer
- Theuerkauf, Gerhard (1933–2014), deutscher Historiker
- Theuerkauf, Gottlob (1833–1911), deutscher Maler, Lithograf und Hochschullehrer
- Theuerkauf, Hans-Joachim (* 1934), deutscher Kameramann
- Theuerkauf, Norman (* 1987), deutscher FußballspielerNorman Theuerkauf (* 1987)

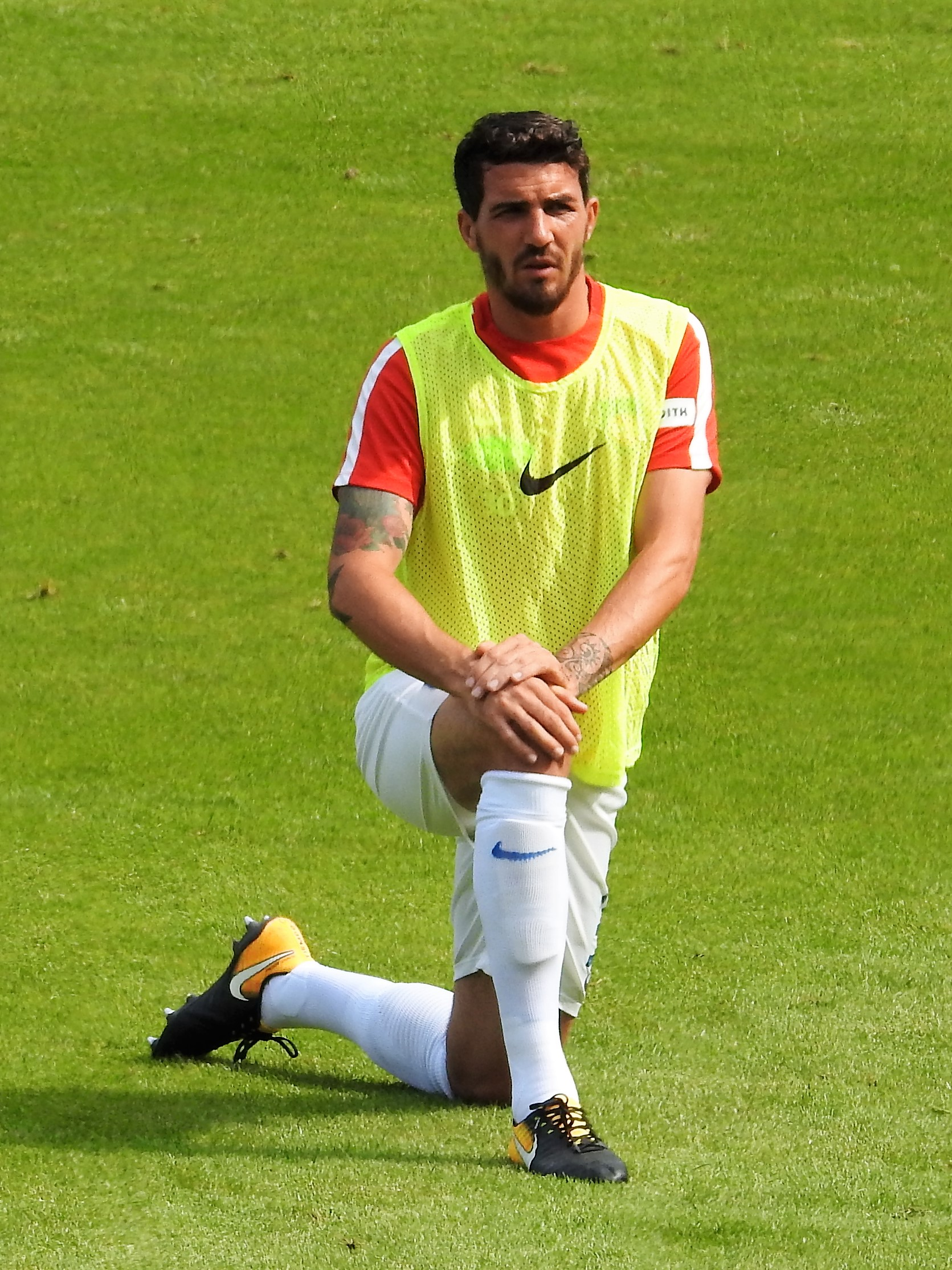
Norman Theuerkauf (* 1987)

- Theuerkauf, Walter E. (1935–2014), deutscher Erziehungswissenschaftler
- Theuerkauff, Gudrun (* 1937), deutsche Florettfechterin
- Theuerkauff, Jürgen (1934–2022), deutscher Fechter
- Theuerkorn, Jürgen (* 1956), deutscher Fußballspieler
- Theuerkorn, Otto (1843–1899), deutscher Politiker und Abgeordneter des Sächsischen Landtags
- Theuermann, Isabella (* 1984), österreichische Politikerin (TS, FPÖ), Abgeordnete zum Kärntner Landtag
- Theuermeister, Käthe (1912–2011), deutsche Schriftstellerin
- Theuermeister, Robert (1882–1945), deutscher Pädagoge und Schriftsteller
- Theulf († 1123), Bischof von Worcester
- Theumer, Daniela von (* 1962), deutsche Journalistin
- Theumer, Ernst (1890–1978), österreichischer Politiker (SPÖ)
- Theumer, Ernst von junior (* 1949), österreichischer Filmproduzent beim deutschen FernsehenErnst von Theumer junior (* 1949)

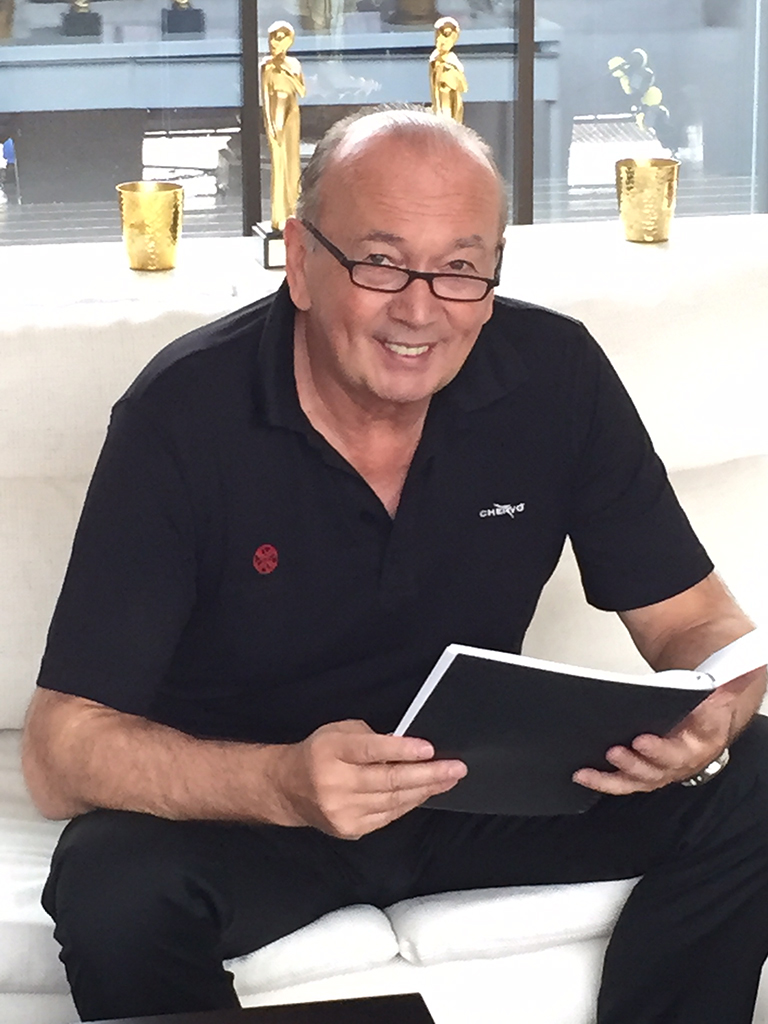
Ernst von Theumer junior (* 1949)

- Theumer, Ernst von senior (* 1926), österreichischer Filmproduzent
- Theumer, Susanne (* 1975), deutsche Künstlerin, Grafikerin und Buchillustratorin
- Theune, Claudia (* 1959), deutsche Archäologin
- Theune, Tina (* 1953), deutsche Fußballspielerin und Bundestrainerin der Frauen-Fußballnationalmannschaft
- Theune, Werner (* 1935), deutscher Jurist, Richter am Bundesgerichtshof
- Theuner, Emil (1857–1914), deutscher Archivar und Denkmalpfleger
- Theuner, Otto (1900–1980), deutscher Politiker (SPD), MdA, Senator von Berlin
- Theunert, Christian (1899–1981), deutscher Bildhauer, Maler, Grafiker und Dichter
- Theunert, Helga (* 1951), deutsche Hochschullehrerin für Kommunikations- und Medienwissenschaft sowie Medienpädagogik
- Theunert, Hugo (1880–1950), deutscher Manager und Verbandsfunktionär der Lebensmittelindustrie
- Theunert, Markus (* 1973), Schweizer MännerpolitikerMarkus Theunert (* 1973)

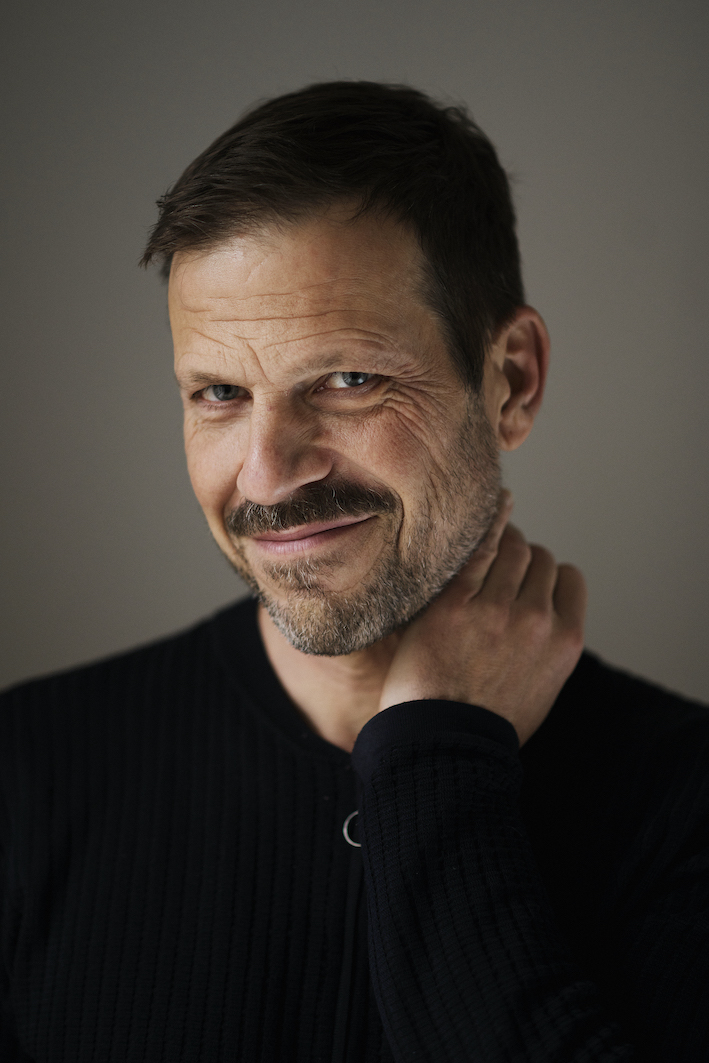
Markus Theunert (* 1973)

- Theunis, Georges (1873–1966), belgischer Politiker und Premierminister
- Theunisse, Gert-Jan (* 1963), niederländischer Radsportler
- Theunissen, Georg (* 1951), deutscher Rehabilitationspädagoge
- Theunissen, John Baptist Hubert (1905–1979), niederländischer Ordensgeistlicher und römisch-katholischer Erzbischof von Blantyre
- Theunissen, Marthinus (1911–1983), südafrikanischer Sprinter
- Theunissen, Michael (1932–2015), deutscher Philosoph
- Theunissen, Petrus Frans († 1762), Priester im Deutschen Orden
- Theunissen, Pierre (1931–2021), deutsch-französischer Bildhauer
- Theunissen, Werner (1942–2010), niederländischer Musiker, Liederschreiber und Komponist
- Theuns, Edward (* 1991), belgischer Radrennfahrer
- Theurel, Joseph-Simon (1829–1868), französischer römisch-katholischer Ordensgeistlicher und Apostolischer Vikar von West-Tonking
- Theurer, Andreas (* 1956), deutscher Bildhauer
- Theurer, Andreas (* 1965), deutscher Filmregisseur und Filmautor
- Theurer, Dave, US-amerikanischer Spieleprogrammierer
- Theurer, Jochen (* 1978), deutscher Jurist und Autor
- Theurer, Martin (* 1954), deutscher Jazz- und Improvisationsmusiker (Piano, auch Schlagzeug, Bass und Trompete)
- Theurer, Michael (* 1967), deutscher Politiker (FDP), MdL, MdEP, MdB
- Theuriau, Mélissa (* 1978), französische Fernsehjournalistin und FernsehmoderatorinMélissa Theuriau (* 1978)

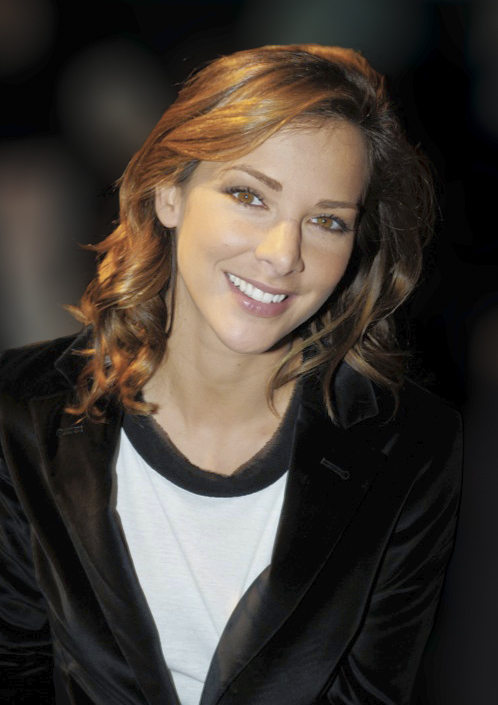
Mélissa Theuriau (* 1978)

- Theuriet, André (1833–1907), französischer Dichter, Romanschriftsteller und Dramatiker
- Theuriet, André (1887–1965), französischer Schwimmer und Rugbyspieler
- Theurillat, Denis (* 1950), Schweizer Geistlicher, emeritierter Weihbischof von Basel
- Theurillat, Michael (* 1961), Schweizer Krimiautor
- Theuring, Friedrich (1923–2000), deutscher Schauspieler
- Theuring, Günther (1930–2016), österreichischer Dirigent und Chorleiter
- Theuringer, Leopold (1894–1969), österreichischer Politiker (ÖVP), Landtagsabgeordneter
- Theurl, Theresia (* 1956), österreichische Ökonomin
- Theurl-Walcher, Maria (* 1966), österreichische Skilangläuferin und Sportfunktionärin
- Theus, Arno (1911–1999), Schweizer Politiker (Demokratische Partei Graubündens)
- Theus, Earl (* 1963), belizischer Radrennfahrer
- Theus, Fats, US-amerikanischer Musiker und Arrangeur
- Theus, Jeremiah (1716–1774), schweizerisch-amerikanischer Porträt- und Miniaturenmaler
- Théus, Kerly (* 1999), haitianische Fußballspielerin
- Theus, Reggie (* 1957), US-amerikanischer Basketballspieler und -trainer
- Theus, Tilla (* 1943), Schweizer Architektin
- Theus, Woody Sonship (1952–2011), amerikanischer Jazzmusiker
- Theusner, Christoph (1948–2023), deutscher Musiker, Komponist und Schauspieler
- Theusner, Martin (1878–1942), deutscher Ingenieur, Unternehmer und Wehrwirtschaftsführer
- Theusner, Ulrike (* 1982), deutsche Künstlerin
- Theußl, Christoph (* 1976), österreichischer Schauspieler, Liedermacher und Performancekünstler
- Theutberga, Ehefrau von König Lothar II. (Lothringen)
- Theutenberg, Bo Johnson (* 1942), schwedischer Diplomat und Völker- und Rechtswissenschaftler
- Theutgaud († 868), Erzbischof von Trier
- Theuvsen, Ludwig (* 1963), deutscher Agrarökonom
- Theux de Meylandt, Barthélémy de (1794–1874), belgischer Staatsmann

### Thev
- Thévenard, Antoine Jean-Marie (1733–1815), französischer Marineoffizier und Politiker
- Thévenaz, Charles (1882–1966), Schweizer Architekt
- Thévenaz, Charles-François (1921–2017), Schweizer Architekt
- Thévenaz, Pierre (1913–1955), Schweizer Philosoph
- Thévenet, Bernard (* 1948), französischer RadrennfahrerBernard Thévenet (* 1948)

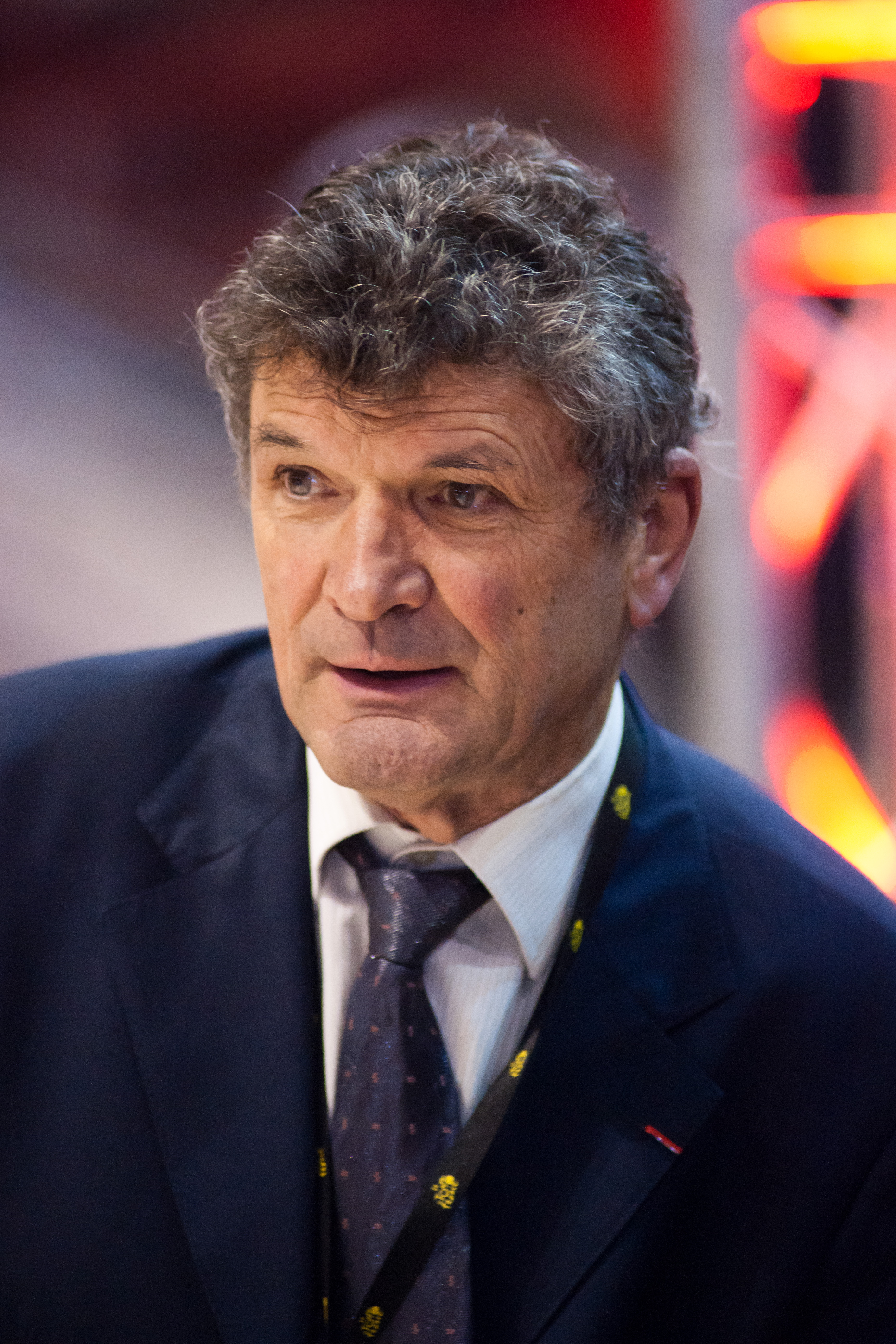
Bernard Thévenet (* 1948)

- Thévenet, François (1845–1910), französischer Rechtsanwalt und Politiker
- Thévenet, Louis Michel Auguste (1764–1848), französischer General
- Thévenet, Pierre-Louis, französischer Artdirector und Szenenbildner
- Thévenin, Charles (1764–1838), französischer Maler
- Thévenin, Léon Charles (1857–1926), französischer Telegrafeningenieur, Namensgeber des Thévenin-Theorems
- Thévenin, Nicolas (* 1958), französischer Geistlicher, römisch-katholischer Erzbischof und Diplomat des Heiligen Stuhls
- Thévenin, Olivier (* 1968), französischer Autorennfahrer
- Thévenon, Albert (1901–1959), französischer Wasserballspieler
- Thévenot, Albert (1945–2025), kanadischer Ordensgeistlicher, römisch-katholischer Bischof von Prince-Albert
- Thevenot, Helena, nicaraguanische Choreographin und Tänzerin
- Thévenot, Jean de (1633–1667), französischer Asien-Reisender, Sprachwissenschaftler, Naturwissenschaftler und Botaniker
- Thévenot, Laurent (* 1949), französischer Soziologe
- Thévenot, Melchisédech († 1692), französischer Naturforscher und Schriftsteller, Erfinder der Wasserwaage
- Thevenot, Prisca (* 1985), französische Politikerin der Partei Renaissance
- Thévenot, Xavier (1938–2004), französischer Ordenspriester und Moraltheologe
- Thévenoud, Joanny (1878–1949), französischer römisch-katholischer Ordensgeistlicher, Missionar und apostolischer Vikar in Ouagadougou
- Thèves, Émile (* 1869), belgischer Sportschütze
- Theveßen, Elmar (* 1967), deutscher JournalistElmar Theveßen (* 1967)

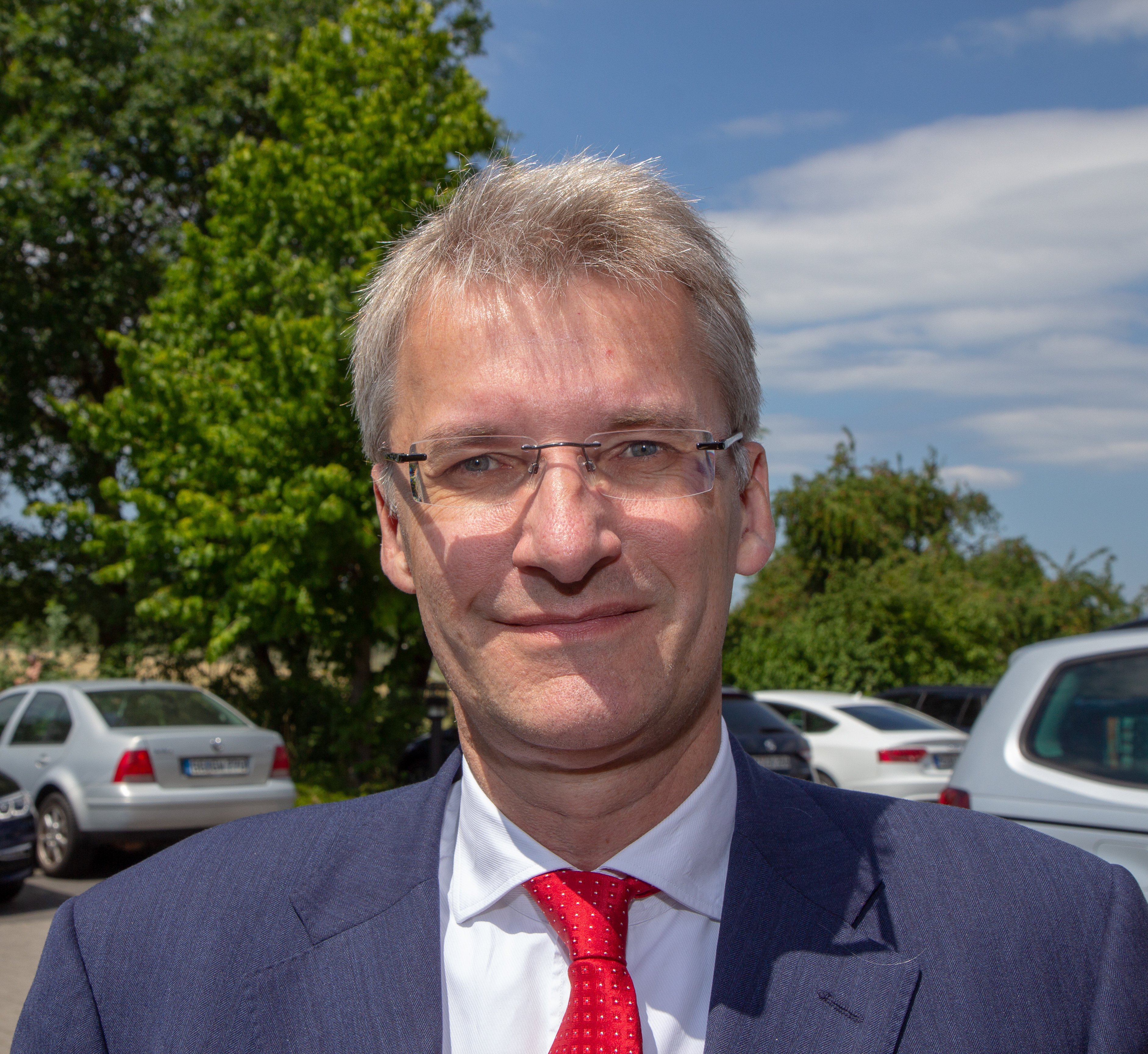
Elmar Theveßen (* 1967)

- Thevet, André (1516–1592), französischer Forscher und Schriftsteller
- Thevis, Mario (* 1973), deutscher Chemiker, Sportwissenschaftler und Hochschullehrer
- Thevissen, Juliane (* 1965), deutsche Filmproduzentin
- Thévoz, Etienne (* 1956), Schweizer Diplomat
- Thévoz, Michel (* 1936), Schweizer Kulturhistoriker

### Thew
- Thew, Warren (1927–1984), US-amerikanisch-schweizerischer Pianist, Komponist, Dichter, Zeichner
- Thewalt, Karl (1825–1895), deutscher Reichsgerichtsrat
- Thewalt, Karl (1928–2007), deutscher Gebrauchsgrafiker und Hochschullehrer
- Thewalt, Karl Ferdinand (1833–1902), preußischer Kommunalpolitiker und Kunstsammler
- Thewanger, Alfred (1936–1996), österreichischer Jurist und Politiker
- Theweleit, Klaus (* 1942), deutscher Soziologe und Schriftsteller
- Thewes, Bernd (* 1957), deutscher Komponist
- Thewes, Christof (* 1964), deutscher Komponist und Posaunist
- Thewes, Katharina (* 1983), deutsche Handballspielerin
- Thewes, Marco (1930–2020), luxemburgischer Radrennfahrer
- Thewissen, Hans (* 1959), niederländisch-US-amerikanischer Wirbeltier-Paläontologe
- Thewlis, David (* 1963), britischer SchauspielerDavid Thewlis (* 1963)

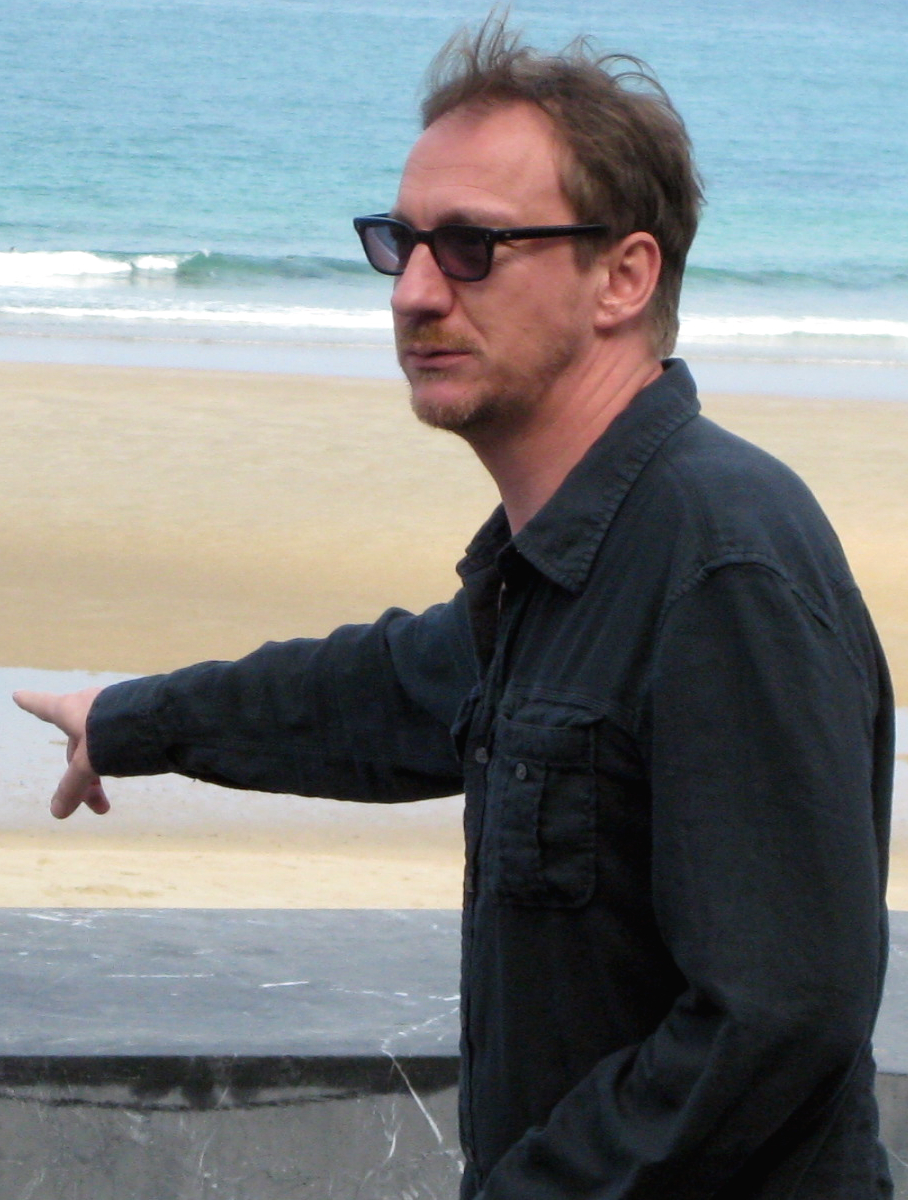
David Thewlis (* 1963)

- Thewlis, Dora (1890–1976), britische Textilarbeiterin und Suffragette
- Thewliss, Alison (* 1982), britische Politikerin
- Thews, Gerhard (1926–2003), deutscher Physiologe und Hochschullehrer (Kiel und Mainz)
- Thews, Günter (1945–1993), deutscher Kabarettist
- Thews, Holger (* 1973), deutscher Schauspieler
- Thews, Michael (* 1964), deutscher Politiker (SPD), MdBMichael Thews (* 1964)

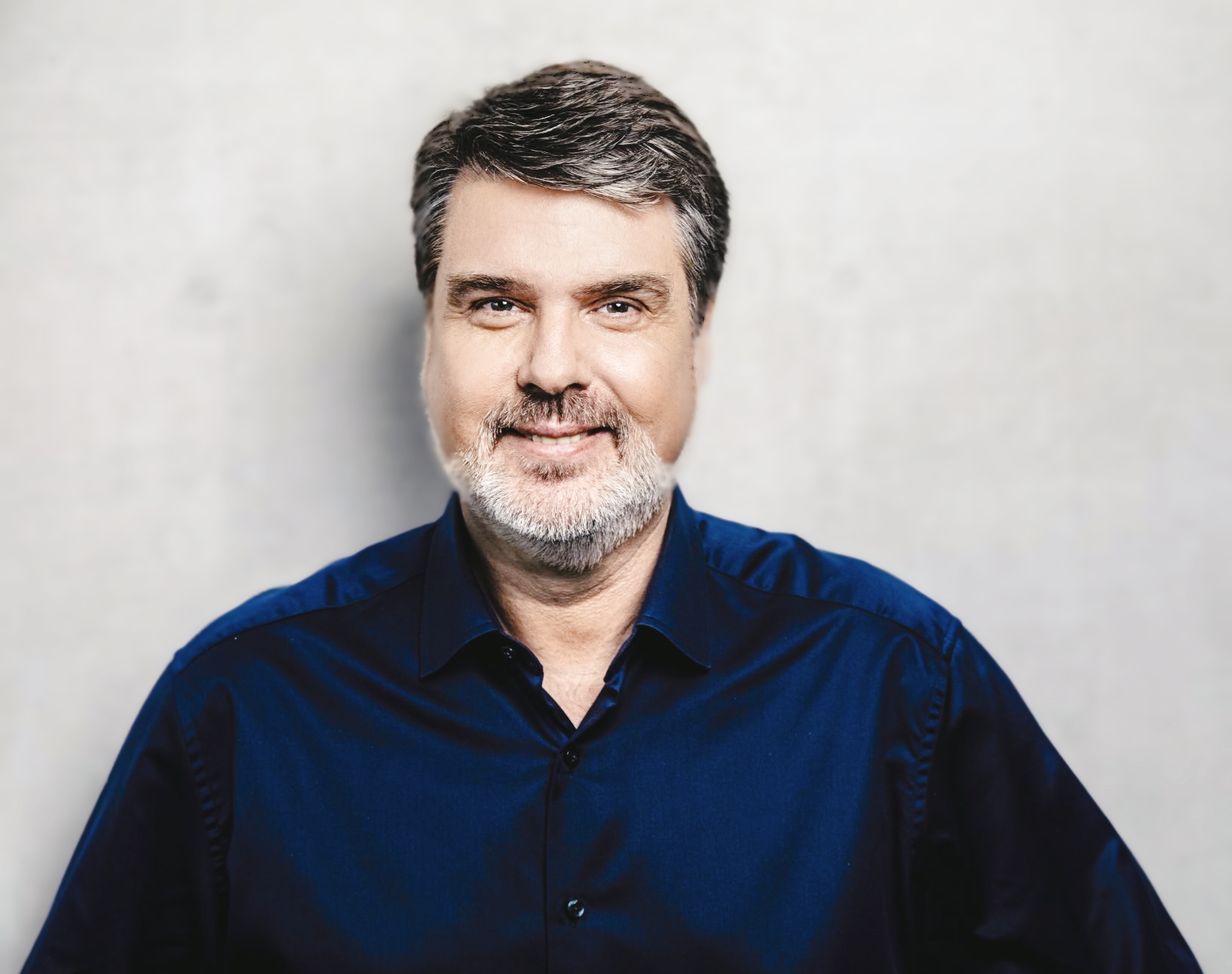
Michael Thews (* 1964)

- Thews, Wilhelm (1910–1943), deutscher Parteifunktionär der KPD

### They
- Theyanoguin, Hendrick († 1755), Häuptling, Redner
- Theyer, Hans (1884–1955), österreichischer Kamerapionier
- Theyer, Hans Heinz (1910–1961), österreichischer Kameramann
- Theyer, John (1597–1673), britischer Rechtsanwalt, Schriftsteller, Antiquar und Bibliophile
- Theyer, Leopold (1851–1937), österreichischer Architekt
- Theys, Didier (* 1956), belgischer Automobilrennfahrer
- Theys, Gunther (* 1965), belgischer Sänger und Bassist
- Theys, Lucien (1927–1996), belgischer Langstrecken- und Hindernisläufer
- Theyskens, Olivier (* 1977), belgischer Modedesigner
- Theysohn, Daniel (1904–1980), deutscher Schuhfabrikant, Kunststofffabrikant und Stiftungsgründer